# Iconographie de Napoléon Ier

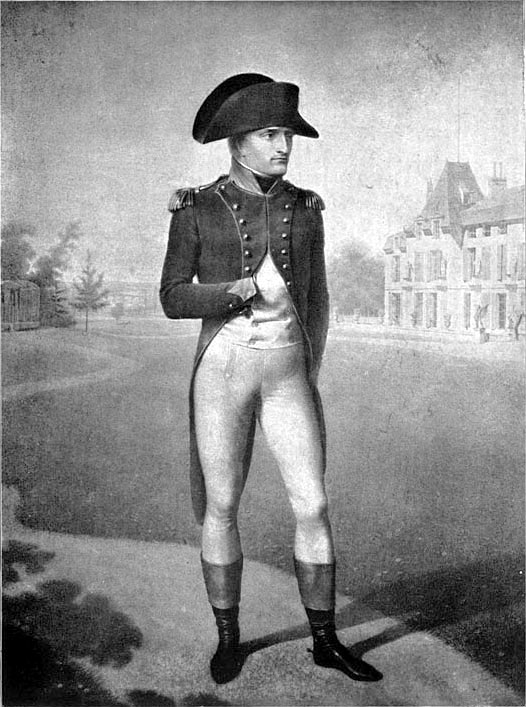
Jean-Baptiste Isabey, Napoléon dans les jardins de Malmaison (1801), premier portrait de Napoléon représenté avec le geste de la main glissée dans le gilet, et en petit uniforme de chasseur à cheval (château de Malmaison).

L'iconographie de Napoléon Ier se réfère à l'ensemble des représentations peintes, gravées, et sculptées du général et Premier Consul Napoléon Bonaparte, devenu empereur sous le nom de Napoléon Ier. Réalisées de son vivant à des fins de propagande, elles furent après sa mort destinées à évoquer la légende napoléonienne.
Napoléon Ier est le chef d’État de l'ère post-révolutionnaire le plus portraituré. Avec le pouvoir, son effigie a subi des changements qui ne coïncident pas forcément avec l'évolution réelle de sa physionomie due à l'âge ou à la maladie. Des impératifs de propagande ont obligé les artistes à suivre les directives officielles pour montrer le Premier Consul puis l’Empereur sous son meilleur jour. Au sujet de Napoléon, s'est posé le problème de la ressemblance dans les portraits officiels.

## Chronologie

### Les premières représentations

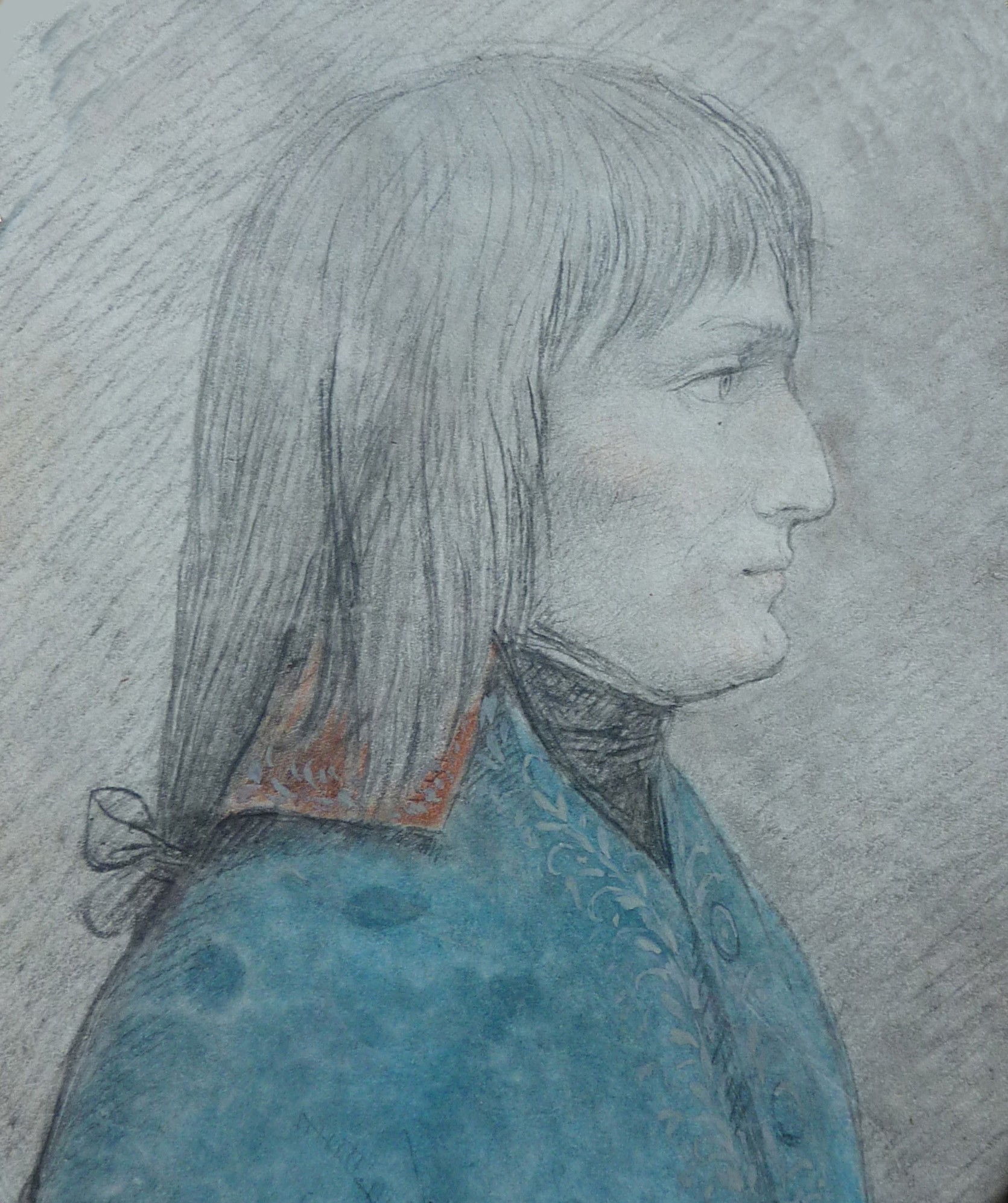
Portrait de profil du général Bonaparte. Dessin au crayon rehaussé d'aquarelle, d'après nature pendant la campagne d'Italie en 1796 par Giuseppe Longhi (collection privée).

Il n'existe pas de portrait authentifié de Napoléon Bonaparte antérieur à 1795, la plupart des représentations figurant l'élève de Brienne, ou le jeune capitaine d'artillerie sont des créations postérieures à l'Empire, comme le représentent, notamment, les estampes de Auguste Raffet et Nicolas-Toussaint Charlet.

#### Les portraits de jeunesse

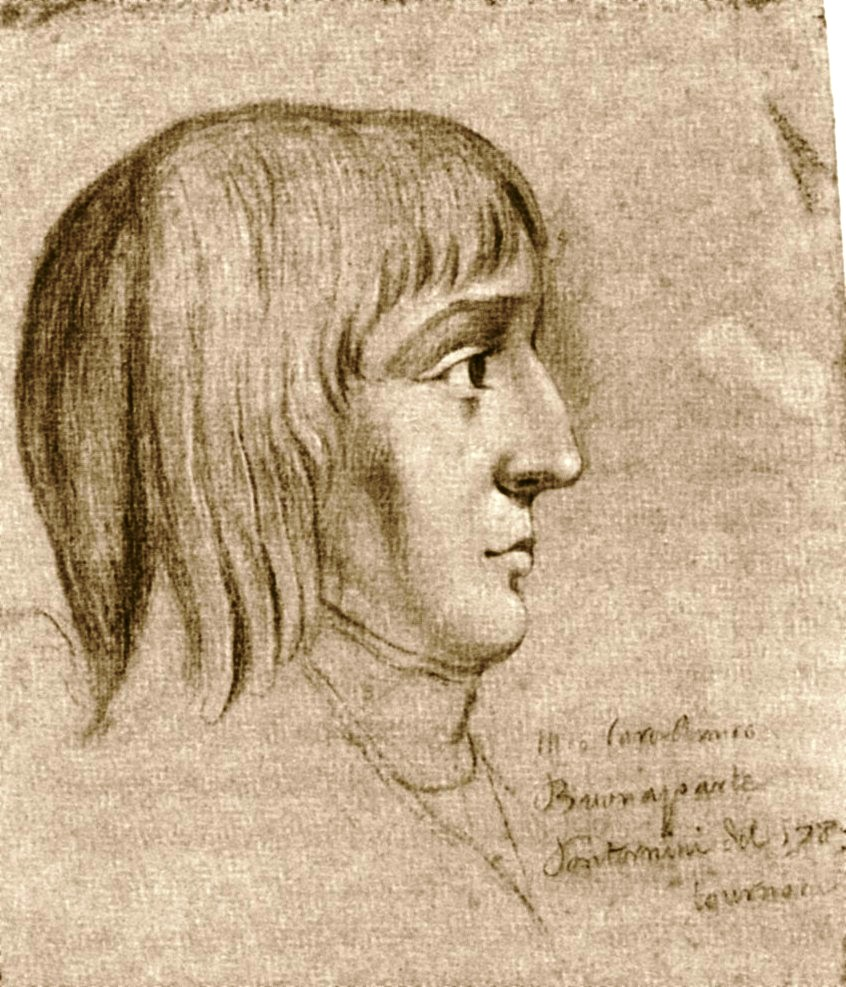
Premier portrait de Buonaparte. Document apocryphe présenté comme le plus ancien portrait du lieutenant d'artillerie fait lors d'un séjours à Tournon, on peut lire l'inscription suivante: Mio caro amico Buonaparte Pontornini, del 1785 Tournone.

Aucun des portraits présentés comme fait du temps de la jeunesse de Bonaparte ne sont d'authenticité certaine. Deux dessins ont été présentés comme ayant été réalisés quand il était lieutenant d'artillerie. Le premier est une caricature datant de 1785 trouvée sur la page de garde d'un atlas, qui le représente marchant pour se porter au secours de Paoli, son authenticité est disputée à cause de la mention Bonaparte et non Buonaparte sur le dessin.
Le Premier portrait de Buonaparte est un profil de Bonaparte dessiné au crayon, prétendument d'après nature, par un nommé Pontornini à Tournon en 1785. Ce dessin, apparu en 1853, a abusé plusieurs historiens, entre autres Armand Dayot qui y voyait le plus ancien témoignage graphique de la figure de Napoléon, qu'il date par erreur de 1783 à Brienne. En 1914, l'étude du dessin par Paul Dupuy, en a déduit, par la coiffure non réglementaire à l'époque dans les régiments d'artillerie et les similitudes avec une gravure de 1796 d'après Appiani représentant le général en chef de l'armée d'Ialie, qu'il s'agissait d'un faux. Par ailleurs on ne trouve aucune trace d'un Pontornini dans l'entourage de Napoléon, ni comme artiste corse,,.
Le portrait en buste de Bonaparte que Greuze prétendait avoir peint en 1792, quand il était capitaine d'artillerie, et décrit par Théophile Thoré comme étant « une des plus précieuses images de Bonaparte dans sa jeunesse, avec une tête terminée et du plus grand caractère, le peintre ayant laissé l'habit à l'état d'esquisse » (1843) et que le biographe de Greuze, Edgar Munhall, estimait par la manière dont ce tableau avait été peint, qu'il pouvait être daté de la fin du dix huitième siècle, fut sans doute réalisé au moment du portrait du Premier Consul dont il avait reçu la commande en 1803,. D'autant que la chevelure similaire à celle du portrait consulaire ne correspond pas aux coiffures portées à cette époque.
Dans une lettre que Napoléon envoya à son frère Joseph datée du 25 juin 1795, il annonçait avoir l'intention de faire faire son portrait pour Désiré Clary, ce portrait n'a pas été localisé.
Un dessin au crayon rehaussé d'aquarelle de Bonaparte en 1796, par le dessinateur et graveur Giuseppe Longhi (1766-1831), datés de 1796 et signé au dos, a été retrouvé récemment. Il fut offert en septembre 1897 à Rome par le R.P Louis Antoine, définiteur général des Frères Mineurs Capucins.

#### Les premiers portraits du général Bonaparte
L'écho donné à l'action de Bonaparte lors de la bataille du pont de Lodi en 1796, incite les artistes à portraiturer le nouveau héros du jour, les gravures figurent un général dont on a du mal à reconnaître les traits, et sont souvent le fruit de l'imagination de graveurs qui ne l'ont pas vu, ou qui ajoutent le nom de Bonaparte sous des portraits de militaires anonymes. Des artistes comme Vernet et Naudet peignent les batailles de Lodi et d'Arcole, mais sans distinguer le général en chef. Là aussi en l'absence du modèle, les dessinateurs et graveurs sont obligés d'inventer pour satisfaire le public, curieux de connaître les traits de Napoléon.
Seuls ceux qui ont l'occasion de l'approcher ou de faire partie de son entourage réussissent à le représenter de manière ressemblante. C'est le cas des peintres et sculpteurs qui l'accompagnent en Italie et font partie de la cour qu'il s'est constituée dans la villa Pusterla (it) à Mombello dans la province de Monza. Andrea Appiani, et Antoine Jean Gros sont les premiers à peindre d'après nature le portrait du général Bonaparte. Ils furent du nombre des artistes qui le suivent dans ses conquêtes en Italie, et tous deux montrent un général dont la physionomie est bien définie. Le portrait d'Appiani Il generale Bonaparte e il genio della Vittoria, daté de 1796 peu après la victoire de Lodi est le premier portrait officiel de Bonaparte et dont la reproduction sous forme de gravure diffuse une image identifiable de Napoléon.
Le portrait d'Antoine-Jean Gros, Bonaparte au pont d'Arcole, peint après la bataille du pont d'Arcole posa des problèmes de réalisation. Il écrit à sa mère en 1797 :
« Je viens de commencer le portrait du général; mais l'on ne peut même pas donner le nom de séance au peu de temps qu'il me donne. Je ne puis avoir le temps de choisir mes couleurs; il faut que je me résigne à ne peindre que le caractère de sa physionomie, et après cela, de mon mieux à y donner la tournure d'un portrait. ». Il doit attendre 1800 pour que le grand public puisse contempler l'effigie du général Bonaparte au pont d'Arcole lors du Salon de l'an VIII.
D'autres artistes relaient la diffusion de cette physionomie. Louis Albert Guislain Bacler d'Albe officier cartographe de Bonaparte, fait un portrait fortement inspirée de la toile de Gros. Et Jean Urbain Guérin, miniaturiste strasbourgeois, ancien portraitiste de la cour de Louis XVI, dessine la figure de Bonaparte dans le cadre d'une série de portraits de généraux républicains gravés par Fiesinger et largement diffusé en France. Ces quatre artistes représentent les traits identifiables et similaires du général Bonaparte, un visage maigre, un regard perçant, un nez aquilin, un menton proéminent, des cheveux long coiffés en « oreille de chien » à la mode du temps.

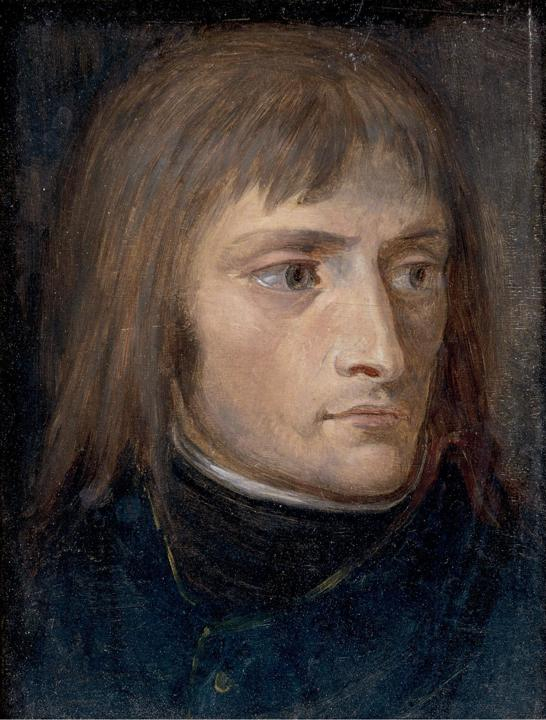
Andrea Appiani, étude pour le portrait de Bonaparte (1796)
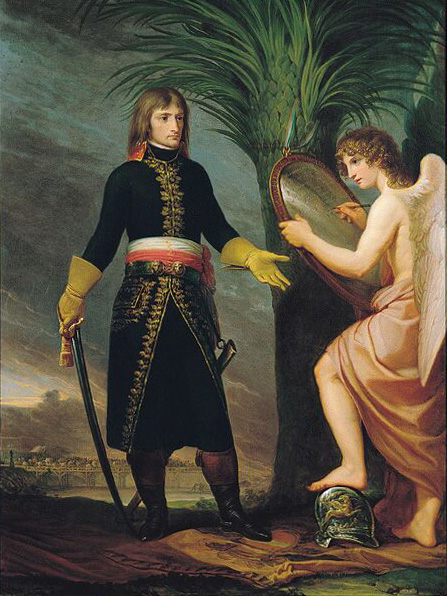
Il generale Bonaparte e il genio della Vittoria peinture d'Appiani, Dalmeny House, collection Lord Rosebery.
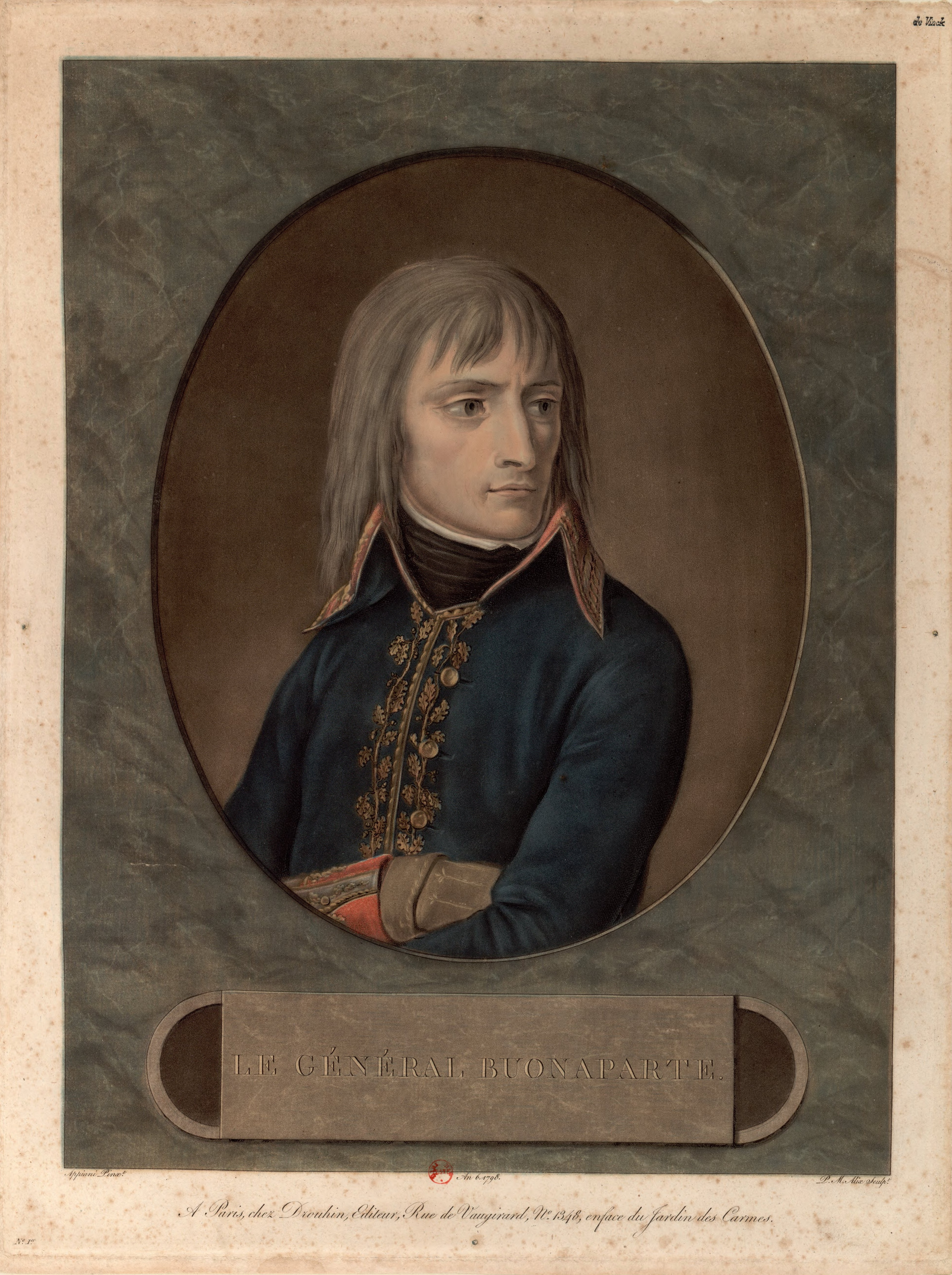
Le général Buonaparte gravure de Pierre-Michel Alix, d'après Andrea Appiani, 1798 Paris, Bibliothèque nationale de France département des estampes.
Bonaparte au pont d'Arcole par Antoine Jean Gros.
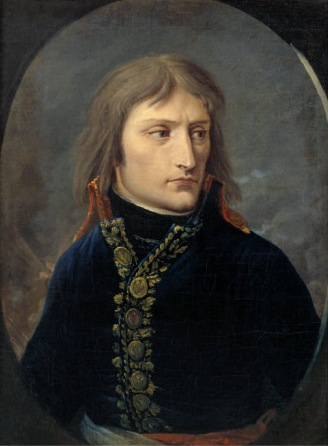
Louis Albert Guislain Bacler d'Albe, portrait du général Bonaparte 1796, Château de Malmaison.
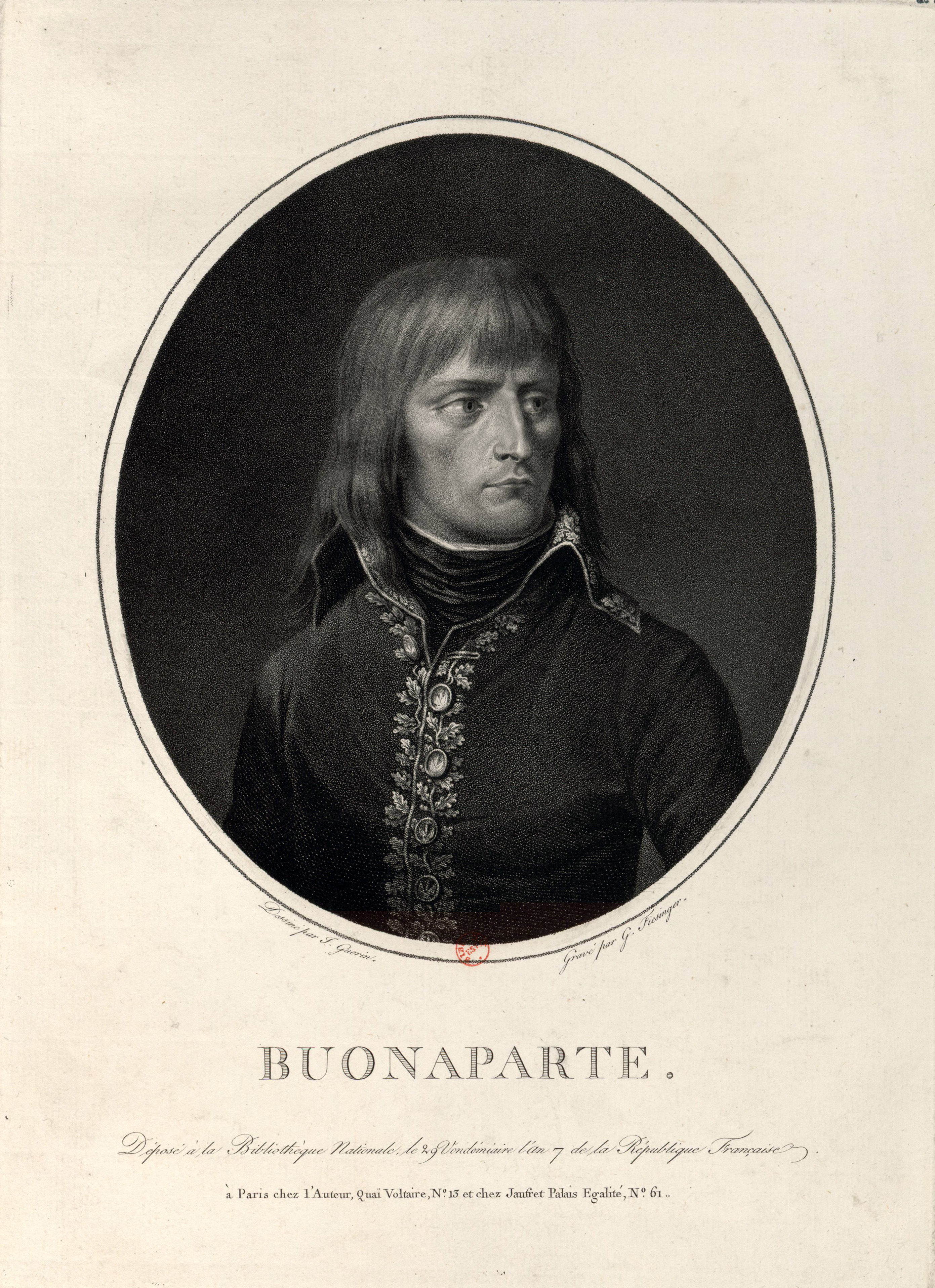
Buonaparte gravure de Franz Gabriel Fiesinger, dessin de Jean Urbain Guérin, 1799. Paris, Bibliothèque nationale de France département des estampes

#### Les premiers bustes
Les premières représentations sculptées de Bonaparte sont contemporaines des premiers portraits peints. Giuseppe Ceracchi est l'auteur d'un premier buste inachevé. Sculpteur, et sympathisant révolutionnaire insurgé contre les États pontificaux, il rencontre Bonaparte à Milan en 1796, et propose de faire son buste. Mais l'emploi du temps de Bonaparte ne permet pas de terminer son ouvrage, dont était connue une réplique en plâtre aujourd'hui disparue. Il entreprend cependant lors de son retour à Rome, un second buste monumental à l'antique, qu'il tente de vendre par souscription, mais sans succès. Impliqué en 1800 dans la conspiration des poignards, il est exécuté avant d'achever la sculpture, qui fut terminée par Maximilien Laboureur, sans que l'on puisse précisément déterminer l'importance des interventions des deux artistes. Ce second buste est visible au musée des beaux-arts de Nantes.
Le deuxième buste est sculpté par Charles-Louis Corbet. Exposé au salon de 1798, l'original en plâtre exposé au musée de Lille, est reproduit plusieurs fois en marbre ou en bronze. Le buste est réalisé d'après nature dans les premiers mois de 1798, à la suite du retour d'Italie, il porte au dos la date « fait par ch. Corbet en l'an VII ». Le style d'inspiration pré-romantique rapproche la sculpture des portraits de Gros et David datant de la même période.
Louis-Simon Boizot sculpte d'abord un profil en relief de Bonaparte en médaillon, qui est exposé au Salon de 1798. Il fait ensuite un buste, probablement conçu avant le départ de Bonaparte pour l'Égypte. Il est en plâtre et connait plusieurs copies en biscuit, en bronze ou en marbre, diffusées par la manufacture de Sèvres. Les versions réalisées pendant le consulat sont modifiées avec des cheveux courts au lieu de la coiffure longue caractéristique du général de l'armée d'Italie. La popularité de Bonaparte durant cette période voit la production en grande quantité de ces bustes. Entre 1798 et 1801 Sèvres fabrique 385 exemplaires du buste et 1 242 médaillons.

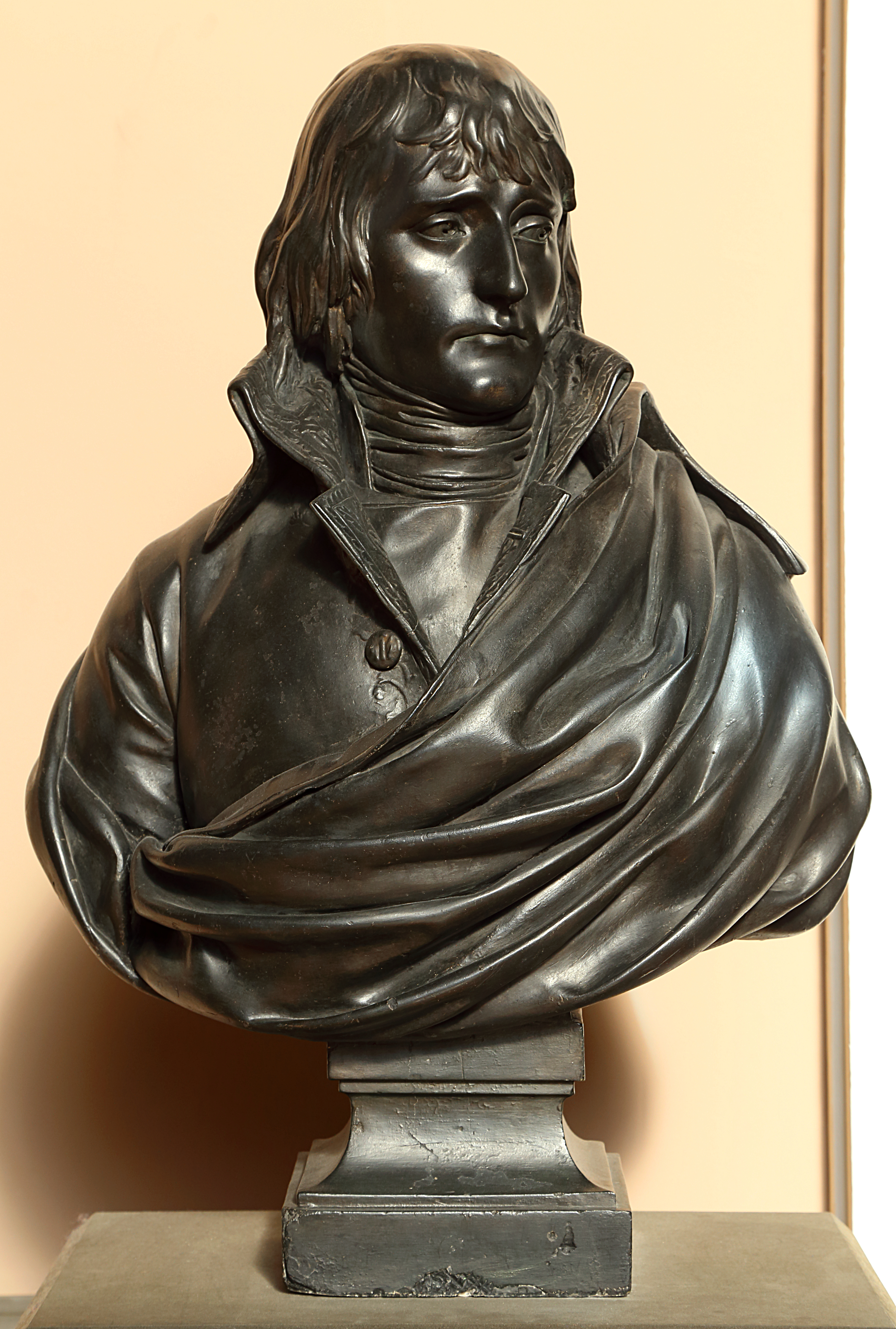
Charles-Louis Corbet, buste de Napoléon Bonaparte, original en plâtre avec patine, 1798, musée des canonniers de Lille.
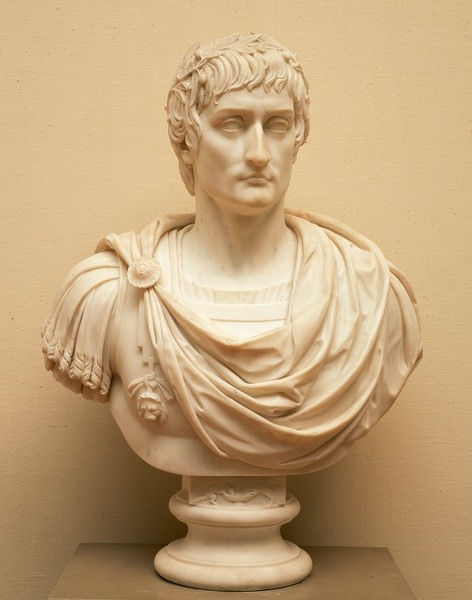
Giuseppe Ceracchi et Maximilien Laboureur, buste monumental de Napoléon, 1801-1810 (musée des beaux-arts de Nantes).
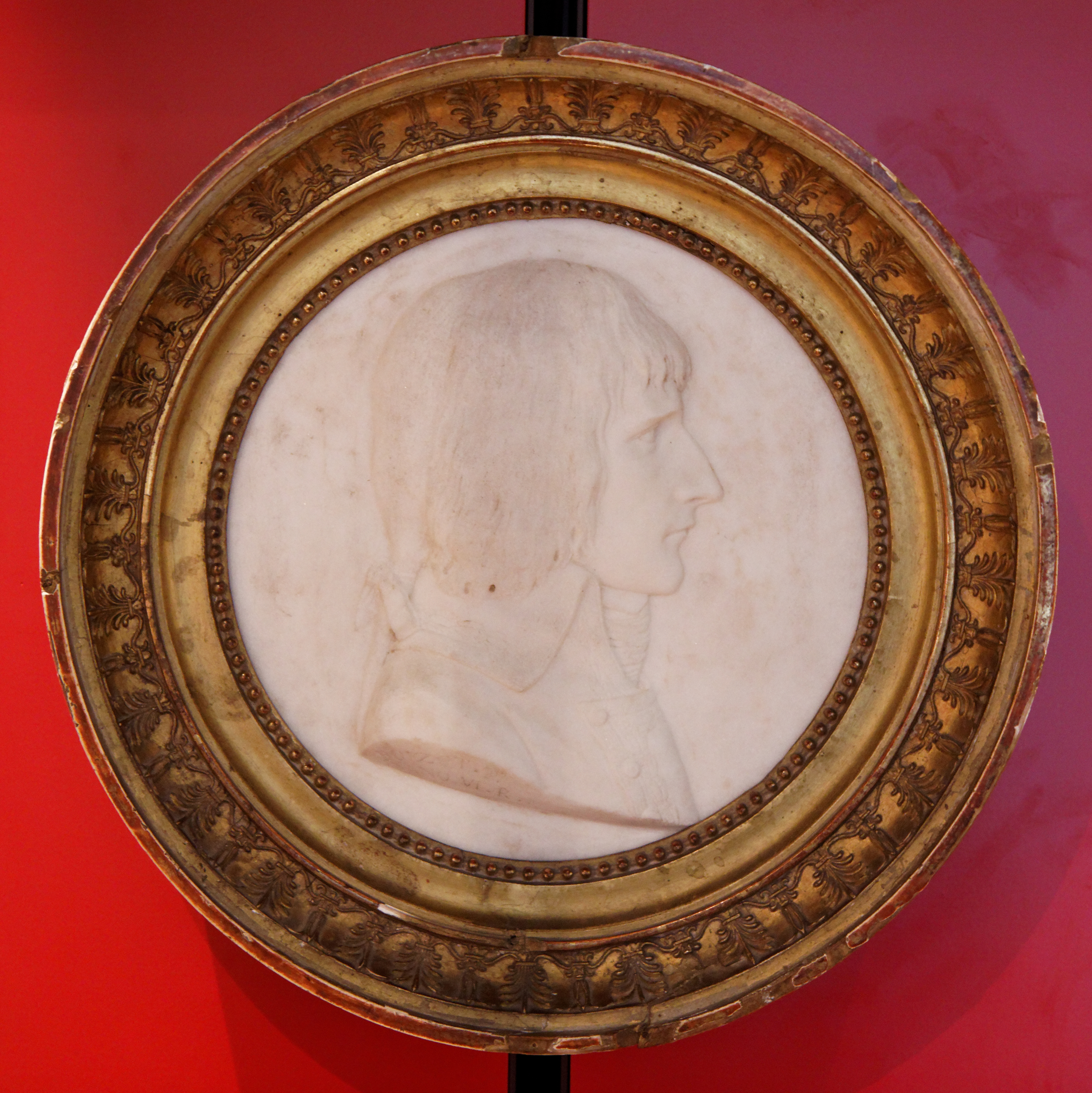
Louis-Simon Boizot profil de Bonaparte en médaillon, 1798. Collection du musée de l'Armée (Paris)
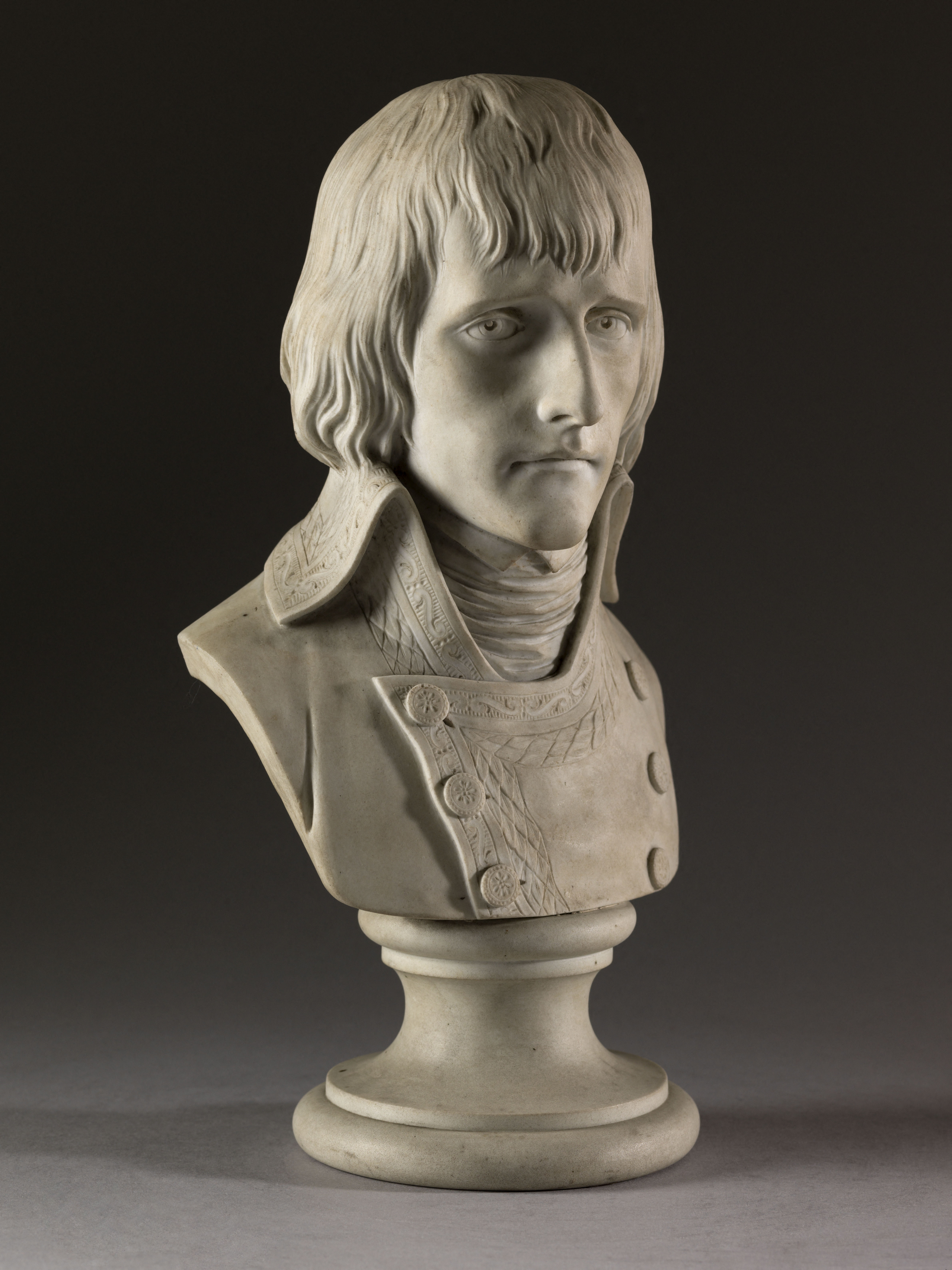
Boizot, buste du général Bonaparte 1798, manufacture de Sèvres. Collections du Petit Palais, musée des Beaux-arts de la Ville de Paris (Paris)

#### Le retour à Paris et la rencontre avec David

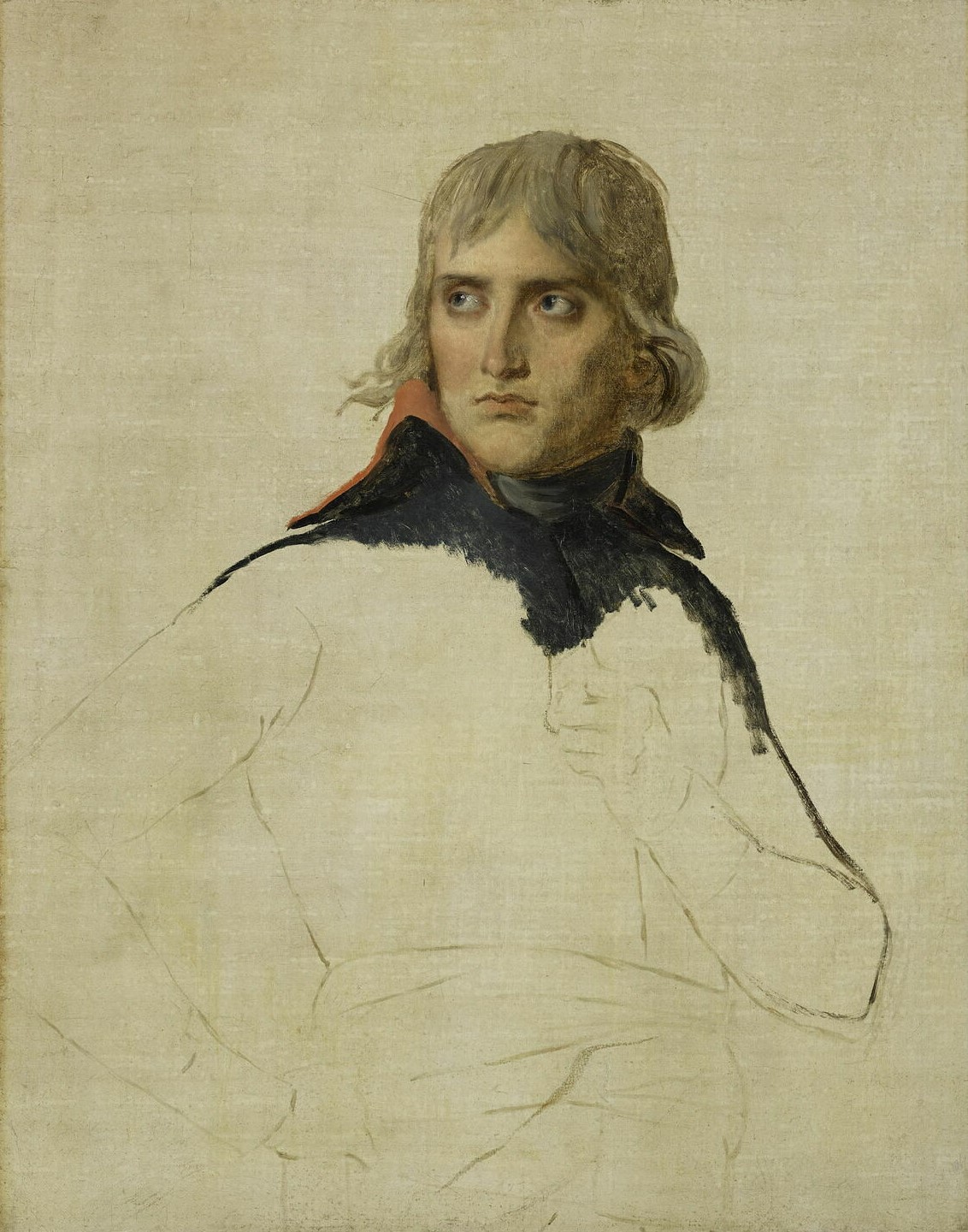
Jacques-Louis David Portrait inachevé de Bonaparte 1798 Musée du Louvre.

Fin 1797, après la victoire de Rivoli, dès son retour à Paris, Bonaparte est célébré triomphalement. Des artistes font partie de la foule qui se presse pour voir en chair et en os le général victorieux de l’armée d'Italie. Parmi eux Jacques-Louis David, invité par Bonaparte lors de la réception donnée par le Directoire en l'honneur de la victoire. Le peintre profite de l'occasion pour lui proposer de faire son portrait. Le tableau qui devait représenter Napoléon en pied sur le plateau de Rivoli tenant à la main le traité de Campo-Formio, n'est qu'ébauché et demeure inachevé. Cette première collaboration entre les deux hommes traduit l'enthousiasme de l'artiste pour le vainqueur d'Italie, « Oh mes amis quelle belle tête il a ! C'est pur, c'est grand, c'est beau comme l'Antique ! ». C'est l'époque ou les artistes produisent un nombre important de médailles, gravures (celle de Jean Urbain Guérin est publiée en 1798), portraits et bustes, celui de Corbet en plâtre est exposé au Salon de 1798.

#### La parenthèse égyptienne
Durant le séjour égyptien de Napoléon, la production d'œuvres le représentant est réduite. Les grands tableaux qui montrent les différentes scènes de la campagne d'Égypte sont en fait réalisés sous l'Empire (La bataille des Pyramides de Gros est peinte en 1811). Les portraits de Napoléon datant de cette période sont surtout des dessins et croquis faits par les artistes qui le suivent en Égypte comme ceux d'André Dutertre, dont les profils dessinés sur le vif sont des témoignages sans complaisance à l'égard de ses modèles.

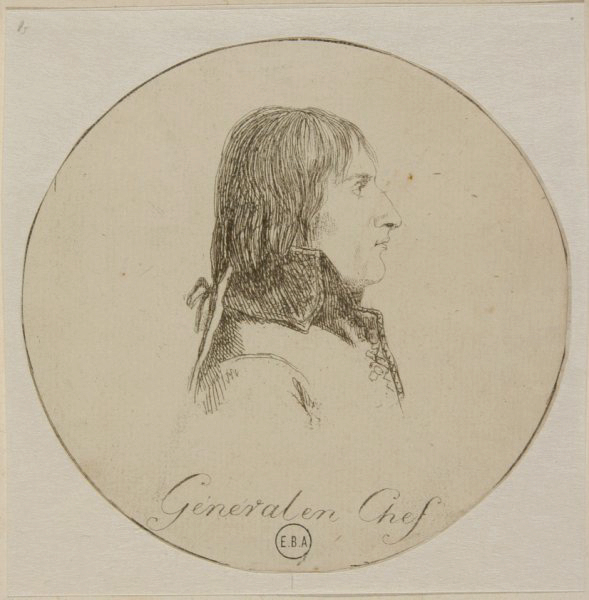
André Dutertre, portrait de Bonaparte fait durant la campagne d'Égypte (coll. École Nationale supérieure des Beaux-Arts
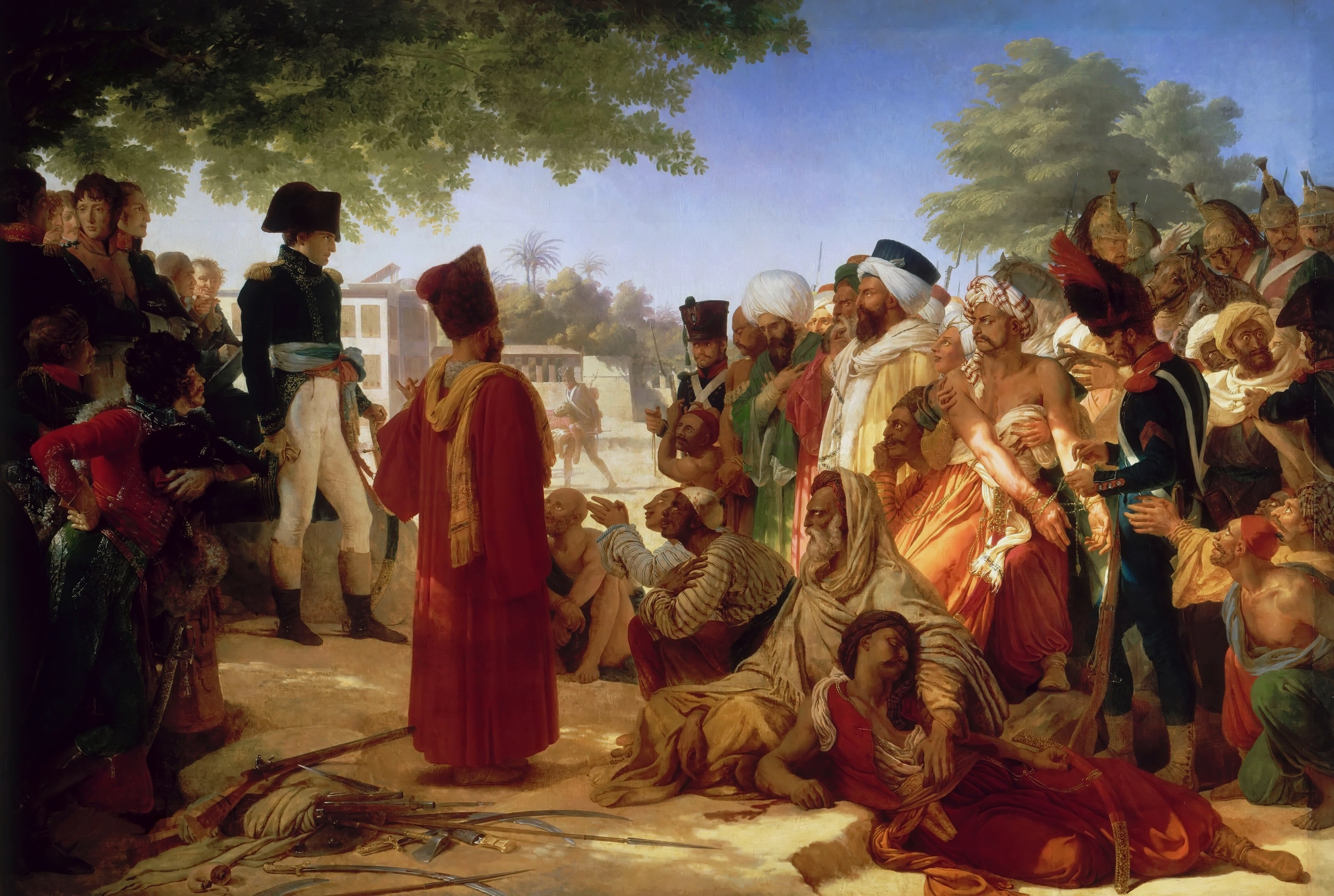
Pierre-Narcisse Guérin Napoléon pardonnant aux révoltés du Caire 1808
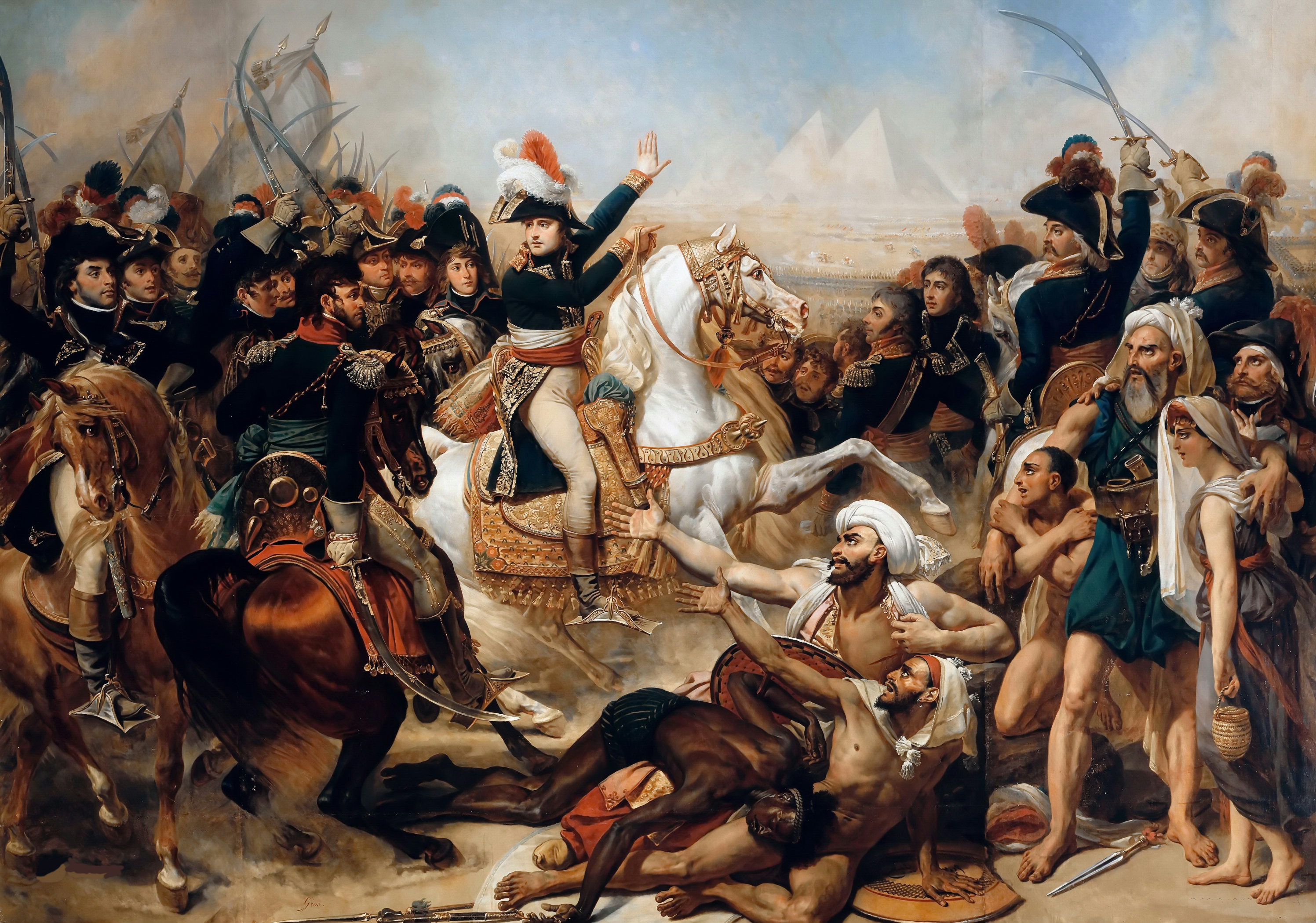
Antoine-Jean Gros, la Bataille des pyramides 1810

### Le Consulat

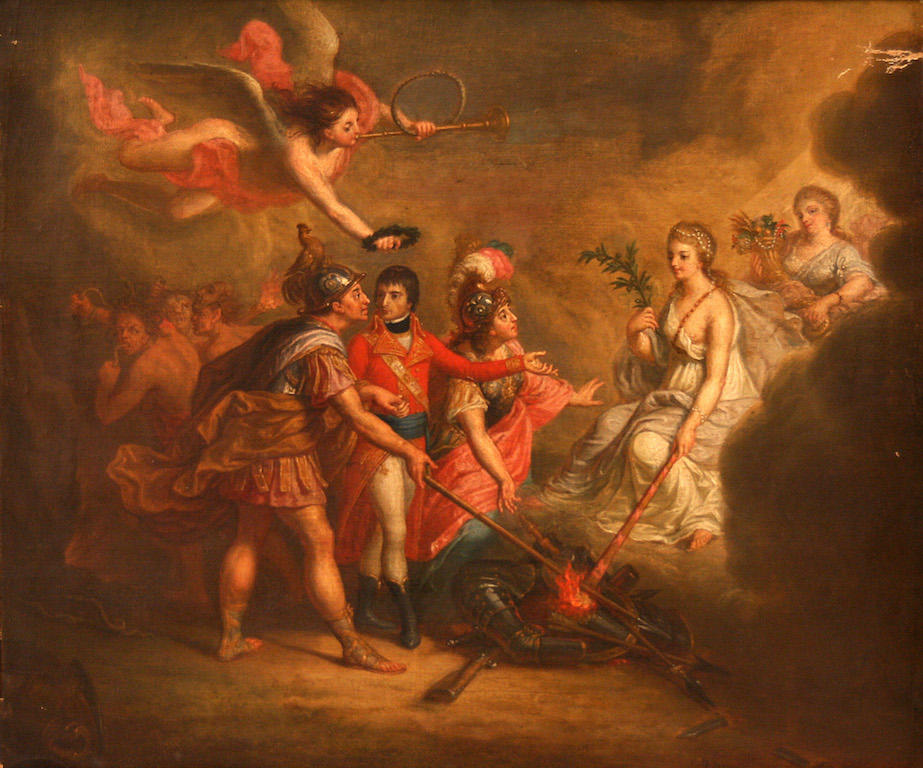
Dominique Doncre, Allégorie de la paix d'Amiens 1802.

Le coup d'État du 18 brumaire et le Consulat qui en découle vont marquer le début d'une production artistique entièrement dévolue à la glorification du nouveau maître de la France. C'est le temps des grands portraits équestres peints par David, Gros, et Regnault, des premières peintures de batailles (comme la bataille de Marengo de Louis-François Lejeune) et des allégories (le Triomphe de Bonaparte de Pierre-Paul Prud'hon). Au début du régime des peintres et sculpteurs comme Isabey, Gros ou Boilly représentent le Premier Consul avec ses particularités physiques, alors que d'autres artistes comme David, Appiani, et Ingres idéalisent leur modèle.

#### Les allégories
Dès la première campagne d'Italie, Napoléon fait l'objet de représentations allégoriques. C'est surtout dans les gravures que ce type de représentation trouve son média principal. Mais aussi dans la peinture, particulièrement sous le Consulat. Napoléon ne prisait pas cette manière d'être peint entouré de symboles, au point de faire supprimer les figures ailées du tableau de David, La Distribution des Aigles et de refuser sa représentation sculptée par Canova en héros nu à la manière des dieux grecs. L'une des œuvres allégoriques représentative de cette iconographie est le Triomphe de Bonaparte de Pierre-Paul Prud'hon.

#### Le Premier Consul contrôle son image
Après le refus de poser pour le portrait équestre de David Bonaparte franchissant le Grand-Saint-Bernard, Napoléon ne veut plus servir directement de modèle aux peintres et aux sculpteurs. Ceux-ci doivent s'inspirer de gravures ou de portraits antérieurs. C'est de cette manière que fut réalisée la commande des portraits consulaires passée aux peintres Ingres, Girodet, Vien fils, Marie-Guillemine Benoist, ils étaient tenus de s'inspirer du portrait réalisé par Gros.
Quelques rares artistes trouvent toutefois l'occasion de le portraiturer d'après nature en usant de stratagèmes, comme Isabey qui profite d'une promenade de Napoléon dans les Jardins de Malmaison. Thomas Phillips artiste anglais, profite de la paix d'Amiens pour venir en France faire le portrait du premier Consul, lors d'une réception ou d'une exceptionnelle séance de pose, pour satisfaire une commande de Lord Erskine. François Gérard, réalise son premier portrait de Napoléon en février 1803 d'après nature aux Tuileries, portrait qui servira de modèle aux œuvres  ultérieurs du peintre. Antonio Canova quant à lui ébauche son buste lors des déjeuners et dîner dans le château de Malmaison.

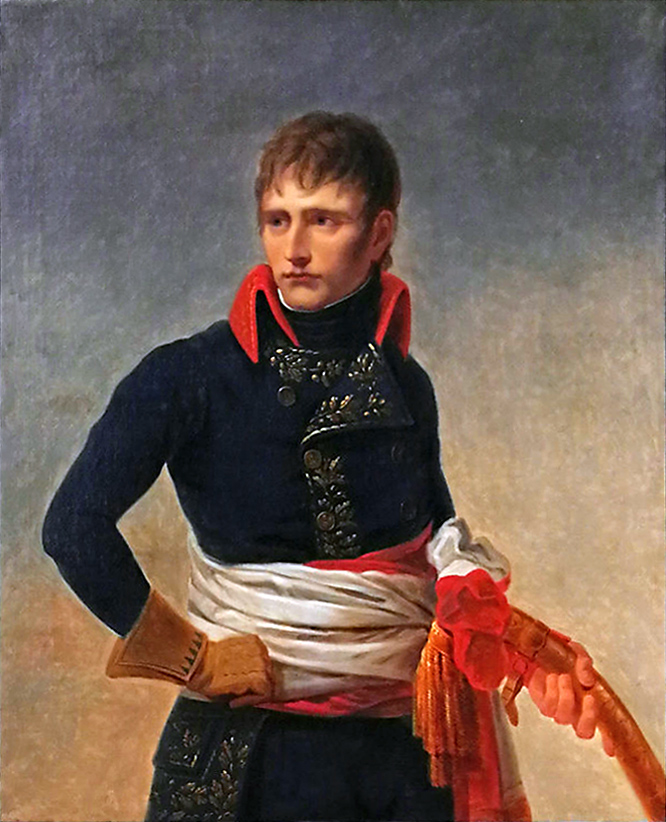
Andrea Appiani, Bonaparte à Milan (1800), la Havane, museo Napoleonico.
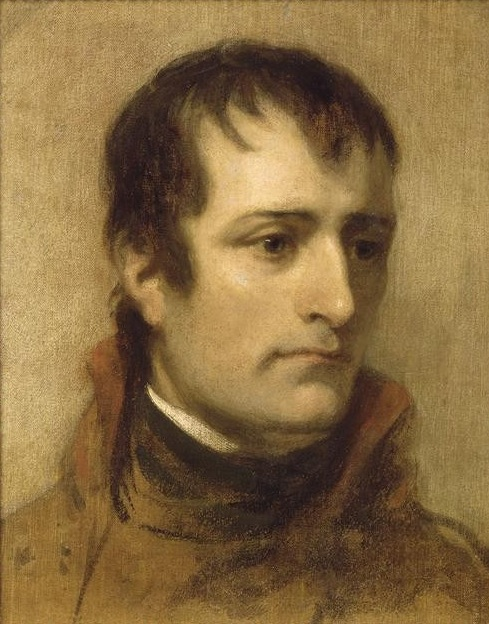
Thomas Phillips portrait de Bonaparte premier Consul (1802), Bayonne, musée Bonnat
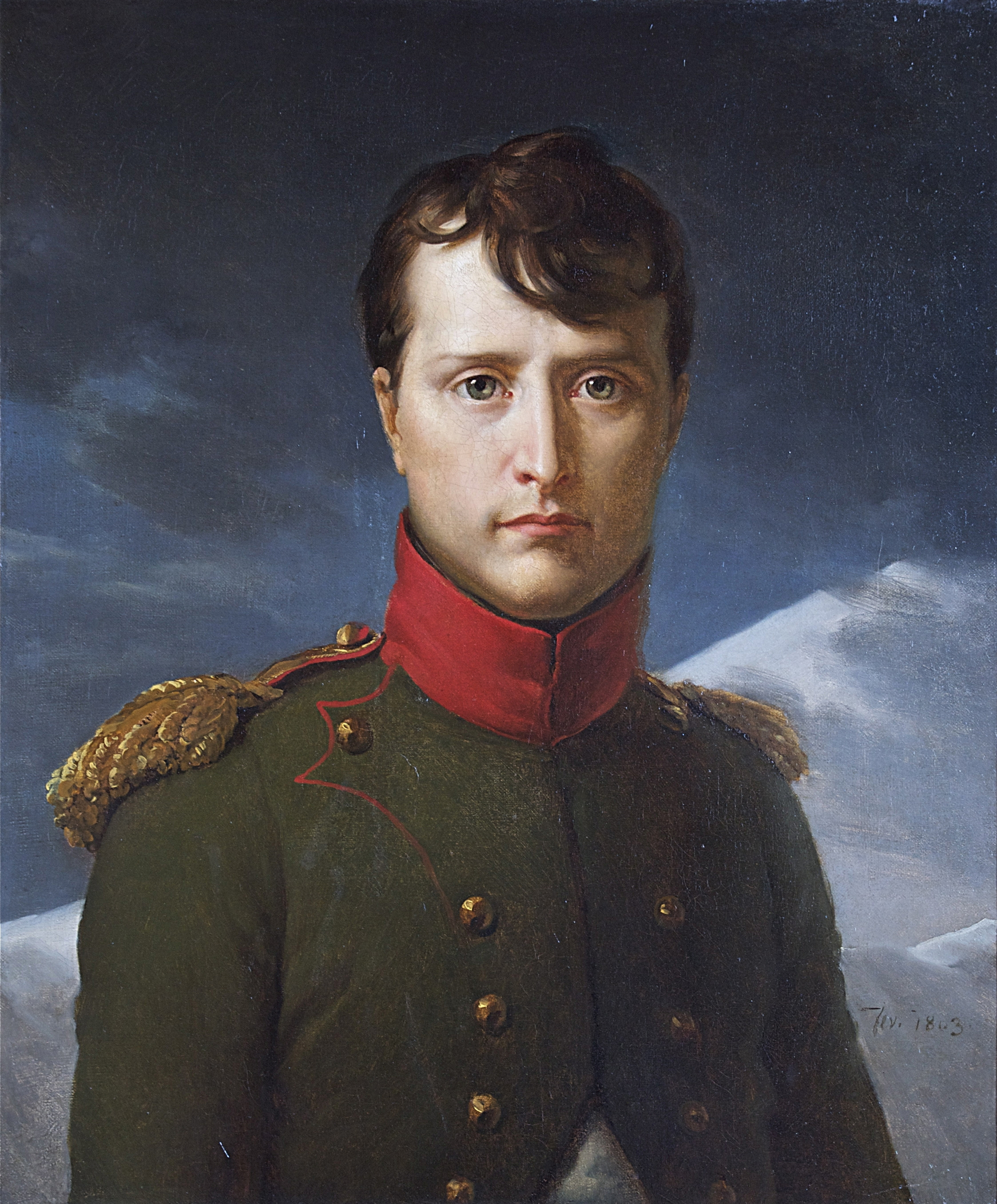
François Gérard, Napoléon Bonaparte, Premier Consul (1803). Chantilly, musée Condé .
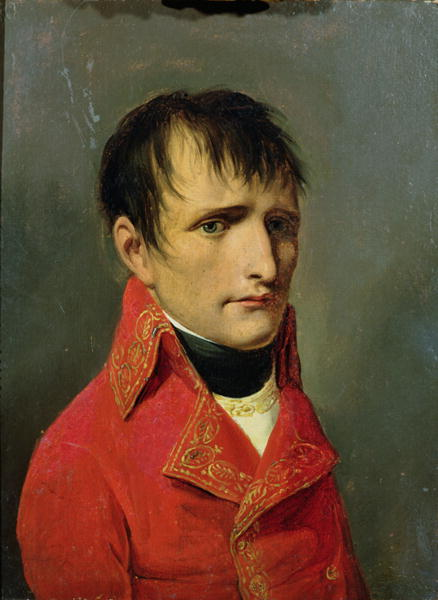
Louis-Léopold Boilly, portrait du premier Consul, collection particulière.
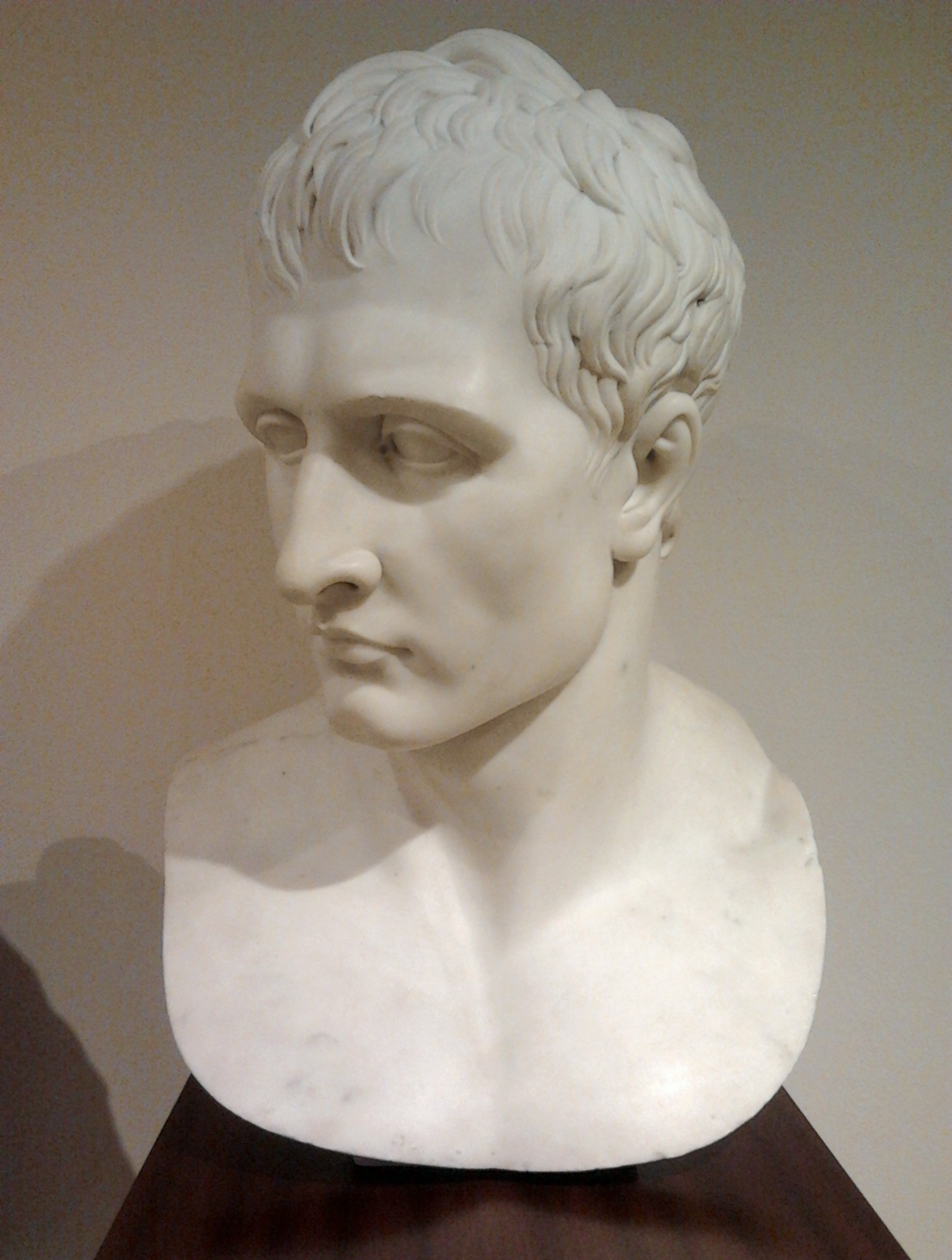
Antonio Canova, Buste de Napoléon Bonaparte vers 1803 musée national de Cracovie

#### Les portraits consulaires
En 1802 Antoine-Jean Gros est commissionné pour réaliser un portrait du premier consul qui fut offert à Cambacéres. Ce portrait en pied (musée de la Légion d'honneur), représentant Bonaparte dans le costume rouge des consuls, fut particulièrement apprécié, pour que Napoléon commande des répliques au peintre pour les villes de Lille, Lyon et Rouen. Un des tableaux, celui destiné à Lyon, différait par la posture assise de Bonaparte. L'œuvre originale servit alors, de modèle à une série de portraits officiels du premier Consul, destinés à différentes villes de France et des Pays-Bas méridionaux, peint par différents artistes.
En 1803 Vivant Denon fut chargé de désigner les autres peintres qui devaient s'inspirer du portrait de Gros, Fortuné Dufau fit celui destiné à Blois, Robert Lefèvre celui destiné à Dunkerque, Jean-Baptiste Greuze pour la ville d'Anvers, Marie-Guillemine Benoist pour la ville de Gand, Jean-Auguste-Dominique Ingres pour la ville de Liège, Charles Meynier pour Bruxelles et Joseph-Marie Vien le jeune pour Bruges.

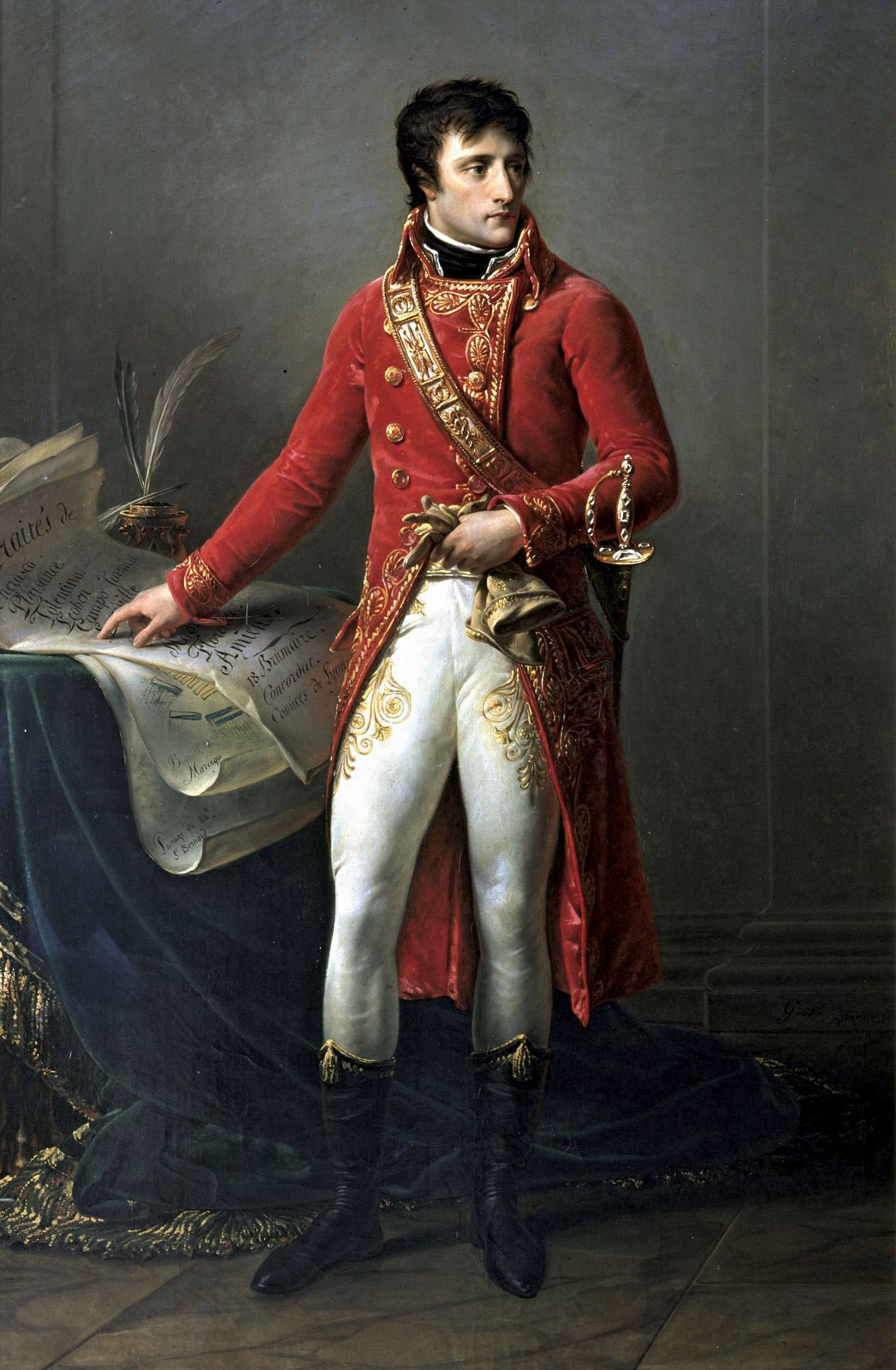
Antoine-Jean Gros Bonaparte, Premier Consul 1802.
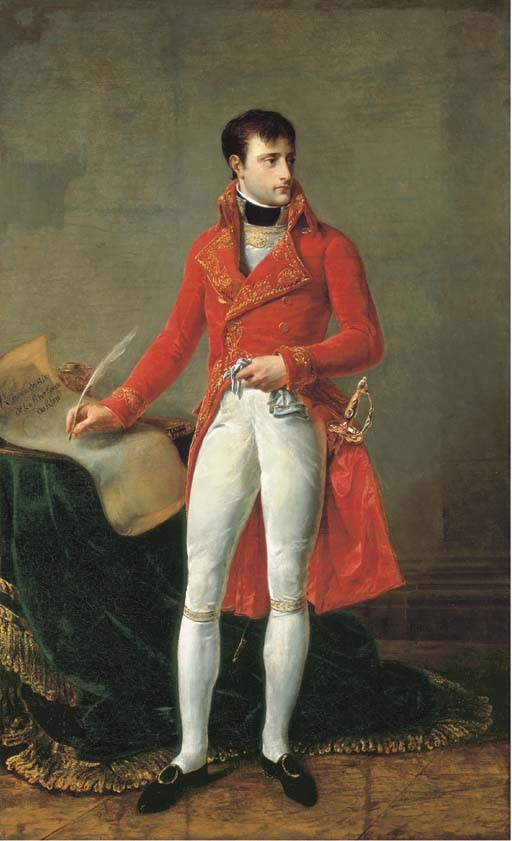
Antoine-Jean Gros, Bonaparte Premier Consul réplique de 1803 avec des changements
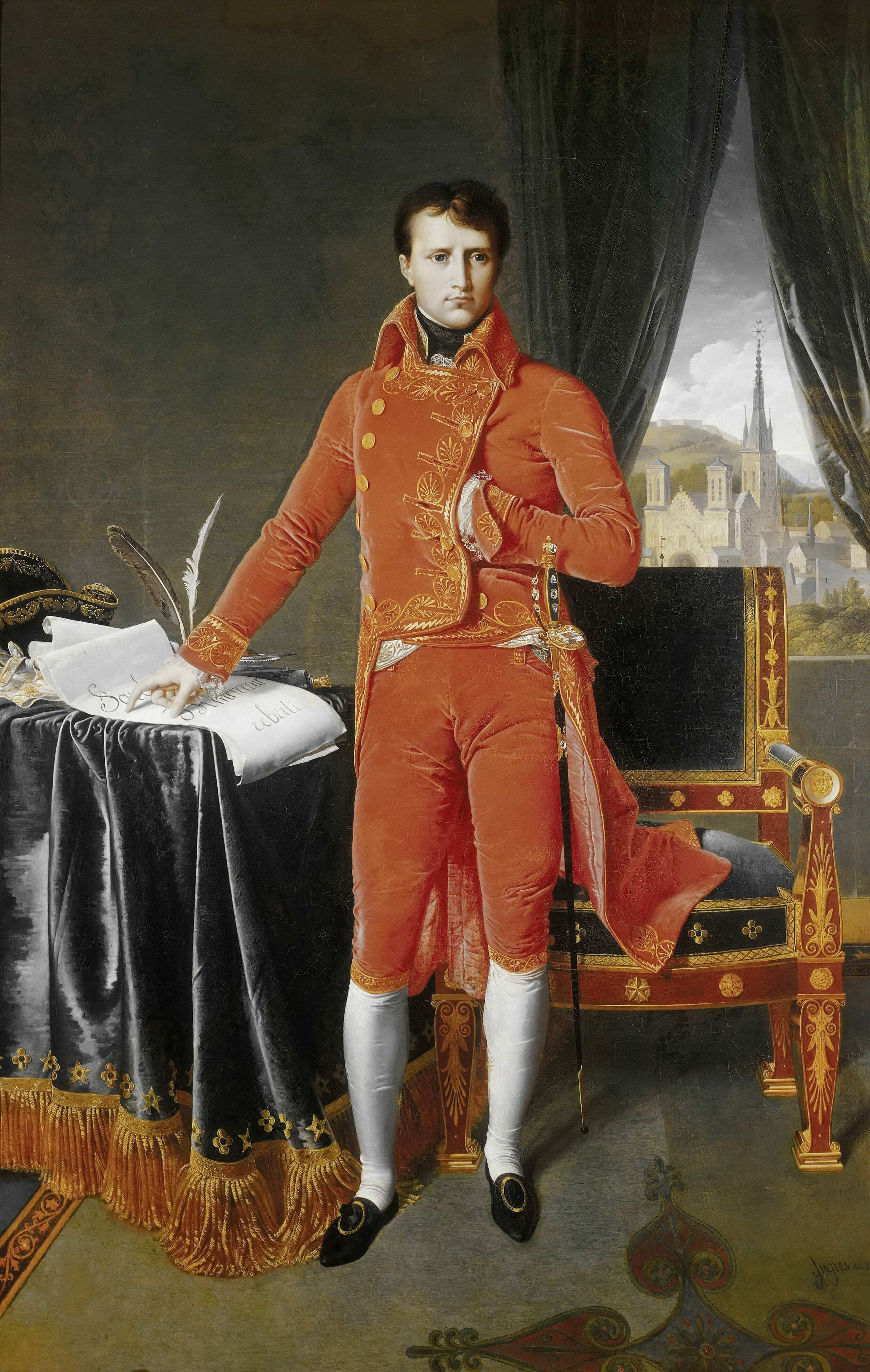
Jean Auguste Dominique Ingres Bonaparte, Premier Consul 1803.
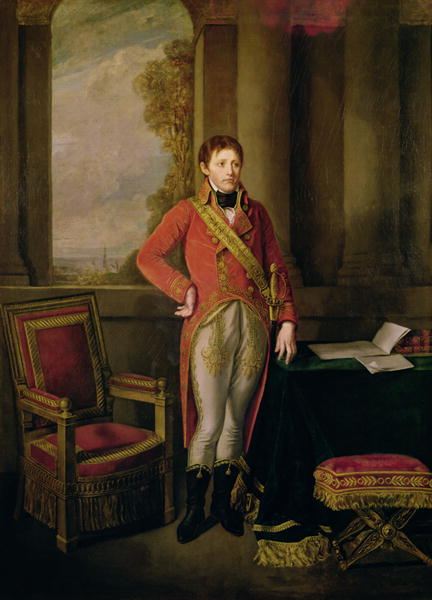
Jean-Baptiste Greuze, Bonaparte, Premier Consul 1803 château de Versailles.
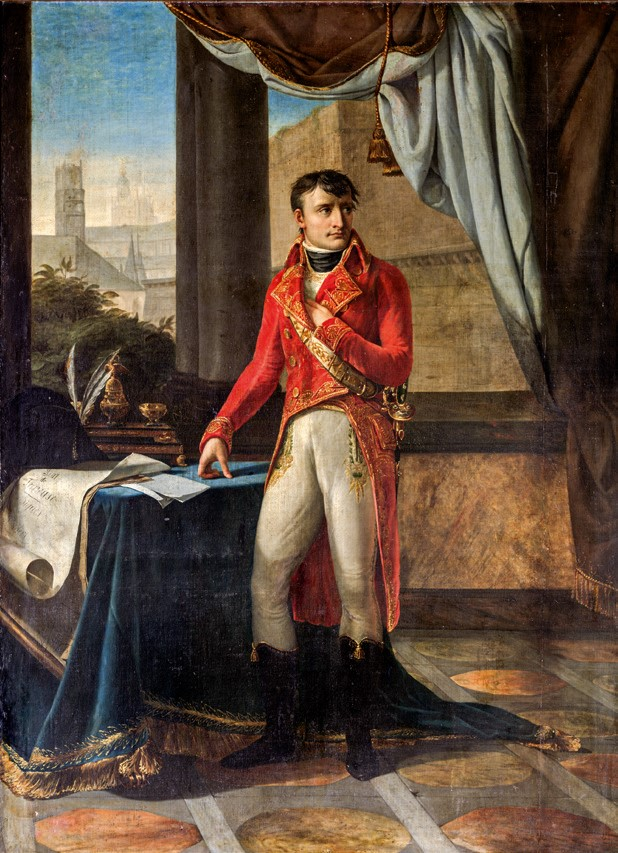
Marie-Guillemine Benoist, Bonaparte, Premier Consul, 1804, hôtel de ville de Gand
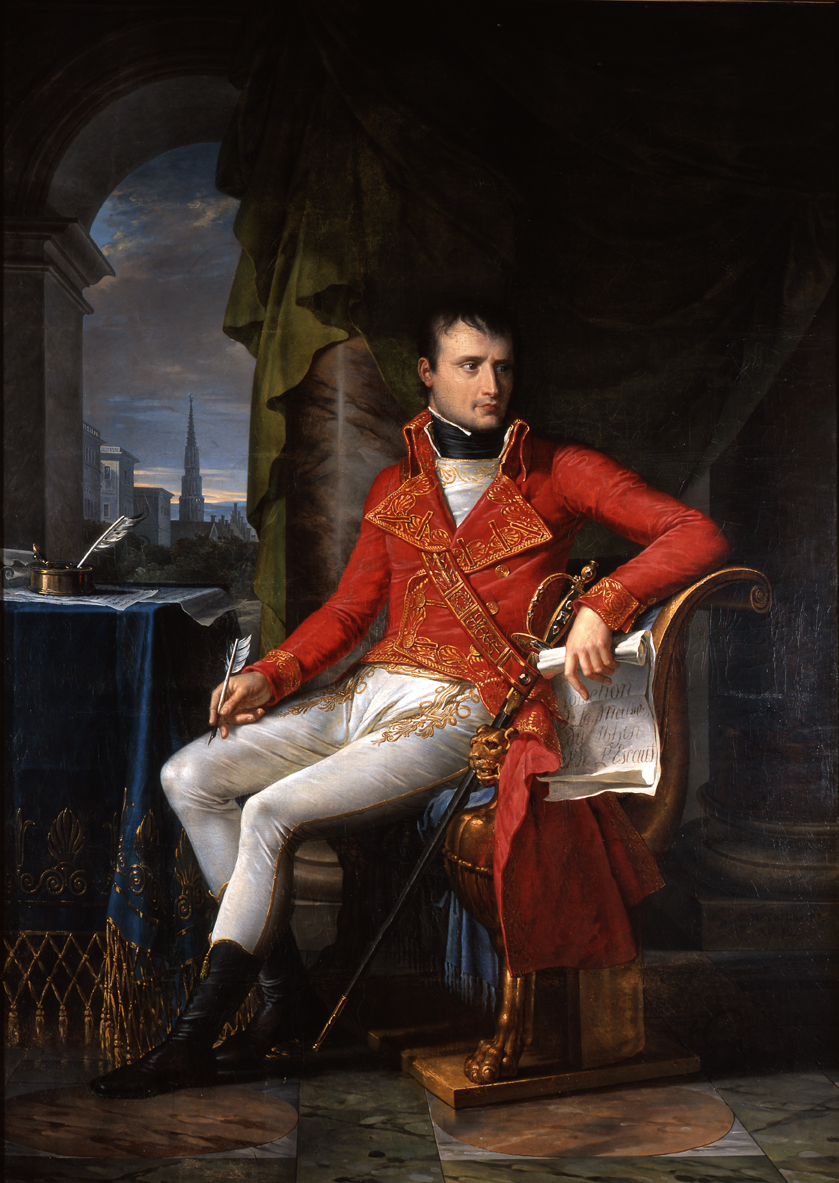
Charles Meynier, Bonaparte, Premier Consul, 1804 musée de la Ville de Bruxelles.

#### La main dans le gilet
Deux portraits vont faire date dans l'iconographie, le dessin d'Isabey Bonaparte à la Malmaison (1801) qui est la première représentation de Napoléon portant sa main dans le gilet, et le tableau d'Ingres Bonaparte, Premier Consul (1803) qui reprend, en peinture, la même posture. Contrairement à la légende il ne s'agit pas par ce geste, de soulager une douleur à l'estomac, c'est en fait une licence rhétorique, loin des représentations bellicistes qui rappellent le guerrier. Bien avant Napoléon la peinture montrait des personnalités, artistes, souverains, hommes politiques, adoptant cette posture qui symbolise la pondération. Ce geste prend son origine dans la pose oratoire du philosophe grec Eschine représenté ainsi dans la statuaire antique. Le Premier Consul est montré dans l'attitude calme du législateur. L'imaginaire collectif va associer ce geste à l'image de Napoléon, au point de le symboliser encore aujourd'hui à travers le cinéma et la télévision. Presque toutes les représentations officielles de Napoléon réalisées sous le Consulat et l'Empire le montrent dans des attitudes de modération, la propagande va imposer l'idée d'un empereur clément. Le premier exemple de ce type de représentation est Bonaparte visitant les pestiférés de Jaffa de Gros.

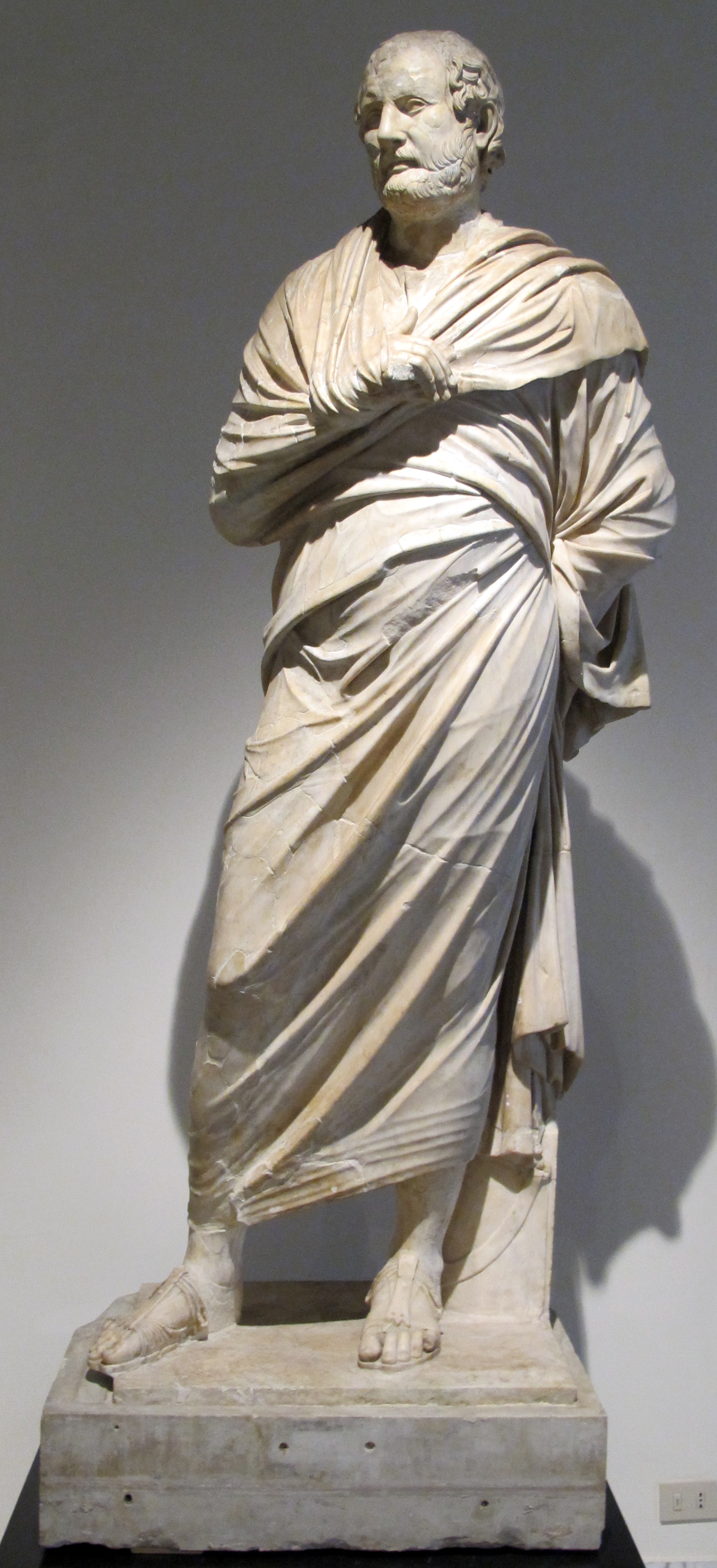
Eschine dans la posture de la main cachée (Herculanum).
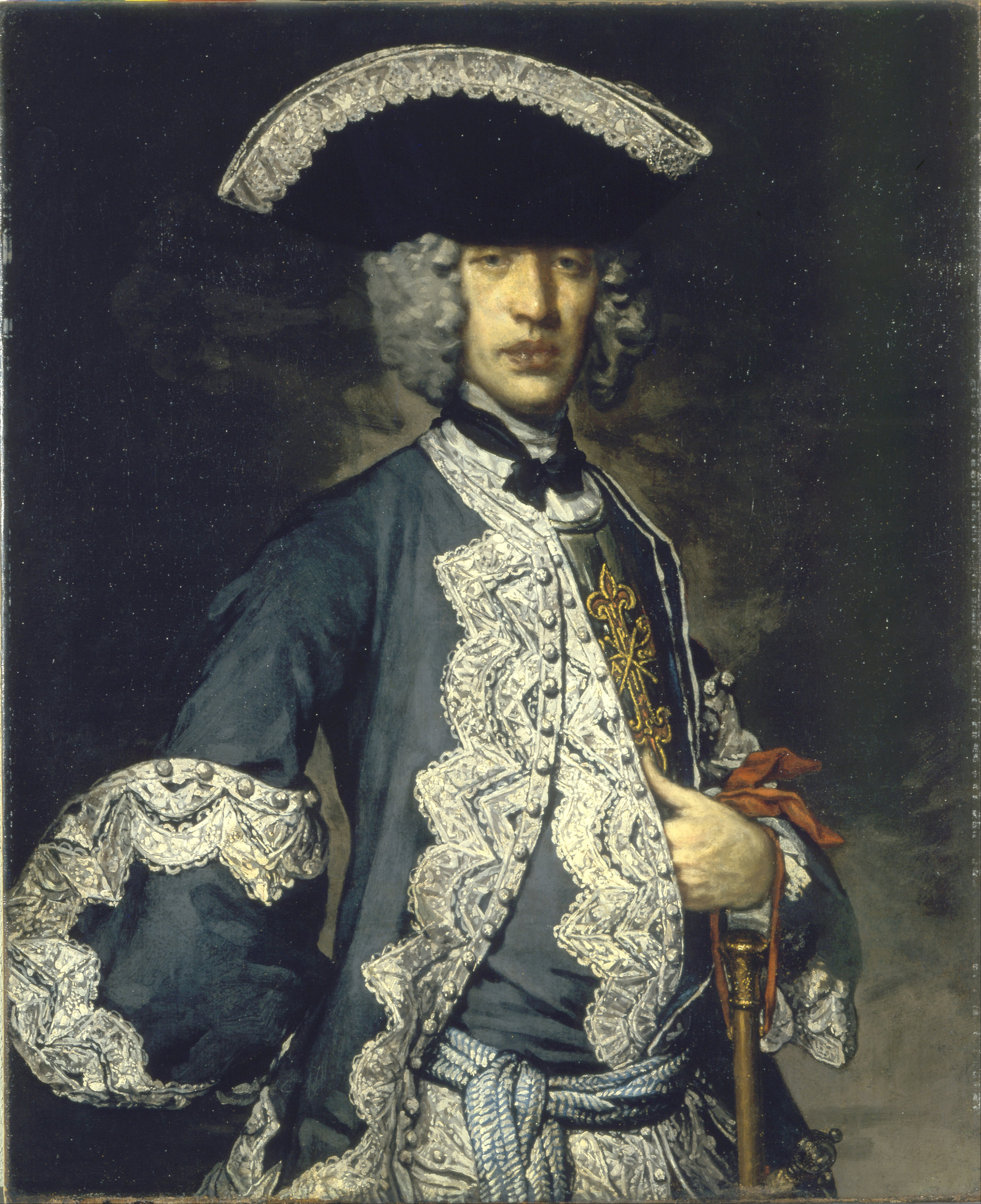
Fra Galgario, Portrait de gentilhomme (1740).
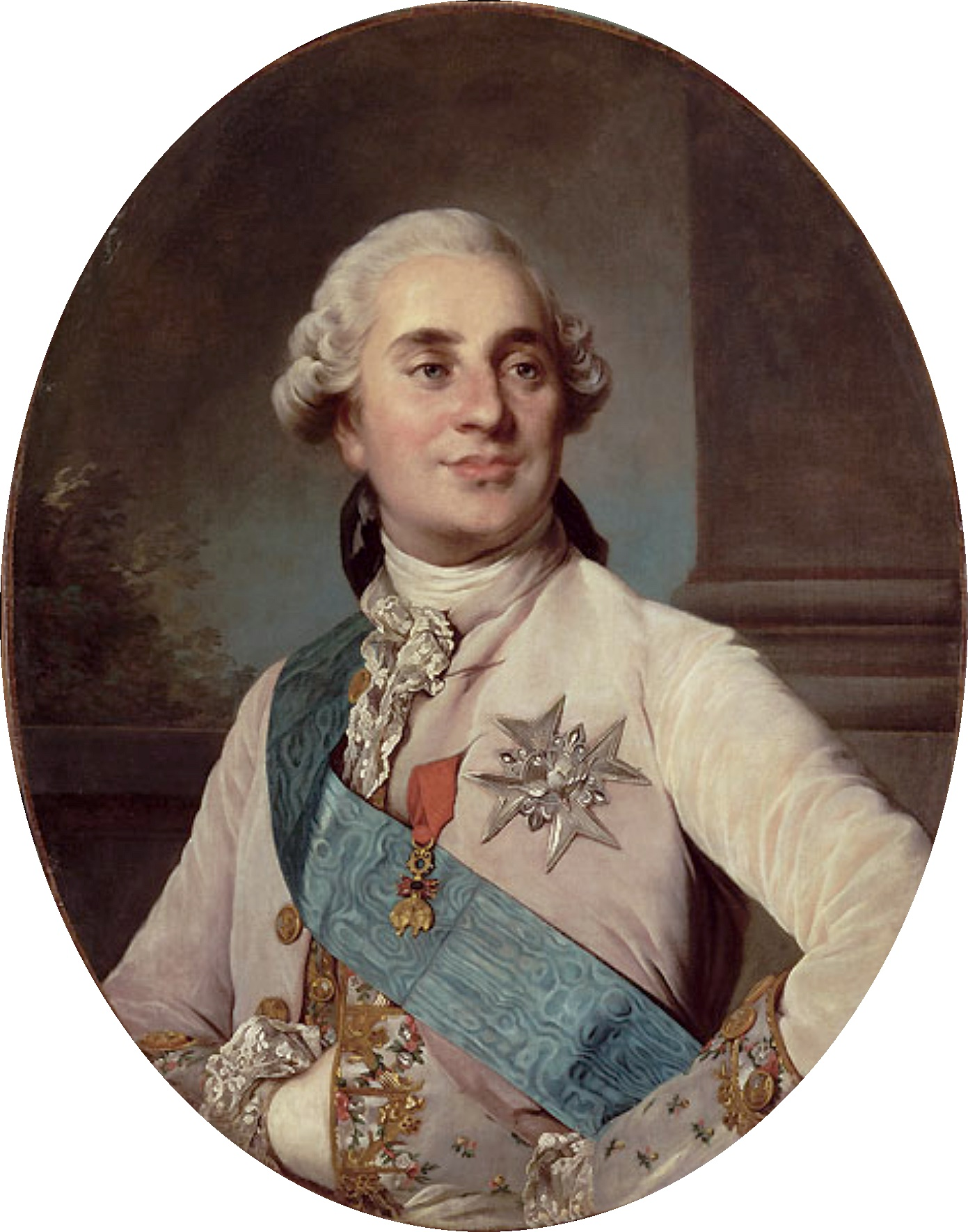
Louis XVI par Joseph-Siffrein Duplessis (1776).
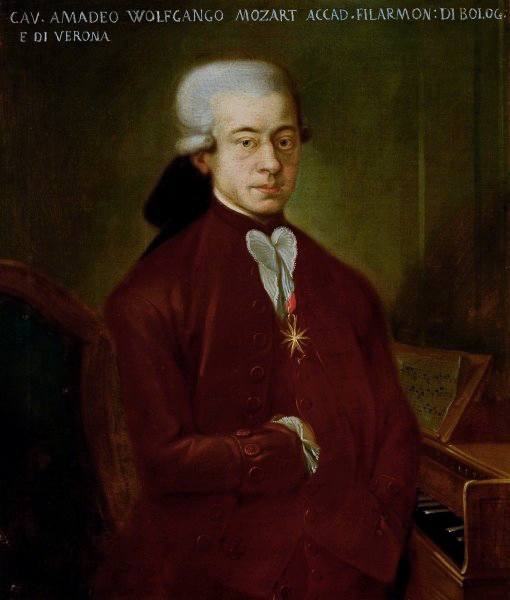
Anonyme, portrait de Mozart (1777).
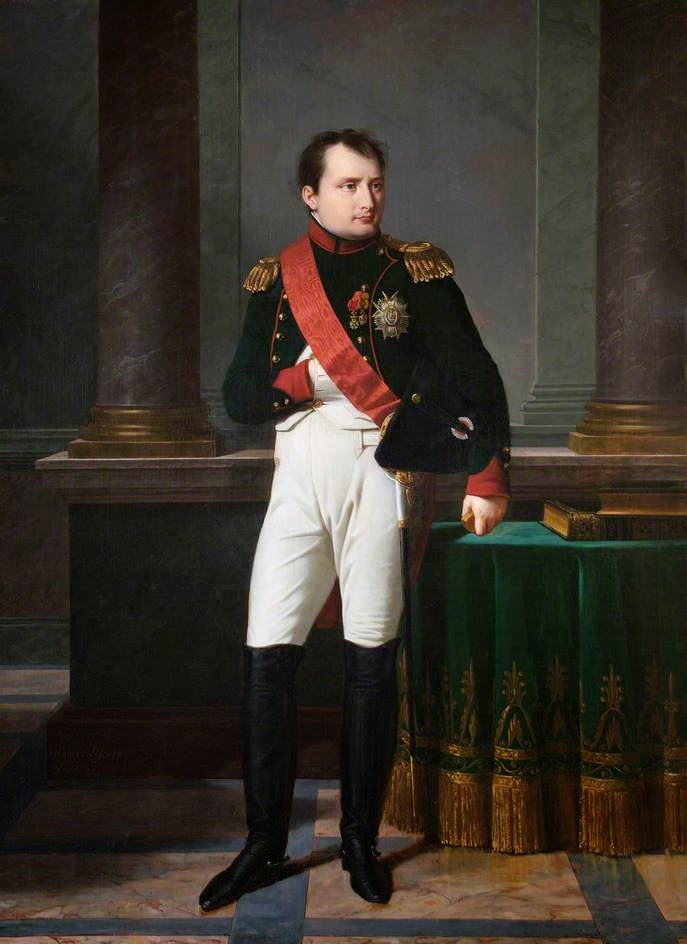
Robert Lefèvre, portrait de Napoléon en 1812.

### L’Empire, ses fastes et ses scènes de batailles
Napoléon se couronnant Empereur, les peintres et sculpteurs de la république consulaire deviennent les artistes officiels de la cour impériale, David est chargé de peindre des grandes peintures d'apparat, Gros et Lejeune sont assignés à peindre les batailles napoléonienne, Gérard et Lefèvre font les portraits des membres de la cour. Pour diriger ce groupe l'Empereur nomme en 1803 Vivant Denon directeur des arts, qui décide des commandes et choisit les artistes qui les réalisent.

#### Le souverain en costume impérial
Dans cette partie de l'iconographie Napoléon manifeste son désir de légitimation du pouvoir. Ses portraits en costume du sacre sont inspirés des portraits royaux de Louis XIV et Louis XVI. François Gérard, Robert Lefèvre et Girodet répondent aux ordres de l'empereur en le portraiturant dans une majesté bourbonienne, tandis que ceux de David et Ingres sont rejetés car ils déplaisent au pouvoir. Les symboles rappellent à la fois l’Empire romain (la couronne de laurier), la monarchie de l'Ancien Régime (le manteau bordé d'hermine) et l'Empire carolingien (le trône, la main de justice, la couronne impériale, le sceptre). Dans son rôle d'unificateur d'une France déchirée par des années de guerre civile, il veut apparaître à la fois comme le représentant d'une nouvelle dynastie qui succède aux Bourbons et héritière de l'Empire carolingien, et comme un souverain républicain continuateur de la Révolution. Dans ces portraits d'apparat la ressemblance est accessoire, l'identification se fait par les symboles du pouvoir.
Cette apparence antique est encore plus amplifiée dans les statues et bustes néoclassiques de Chaudet, Bartolini, et Canova.

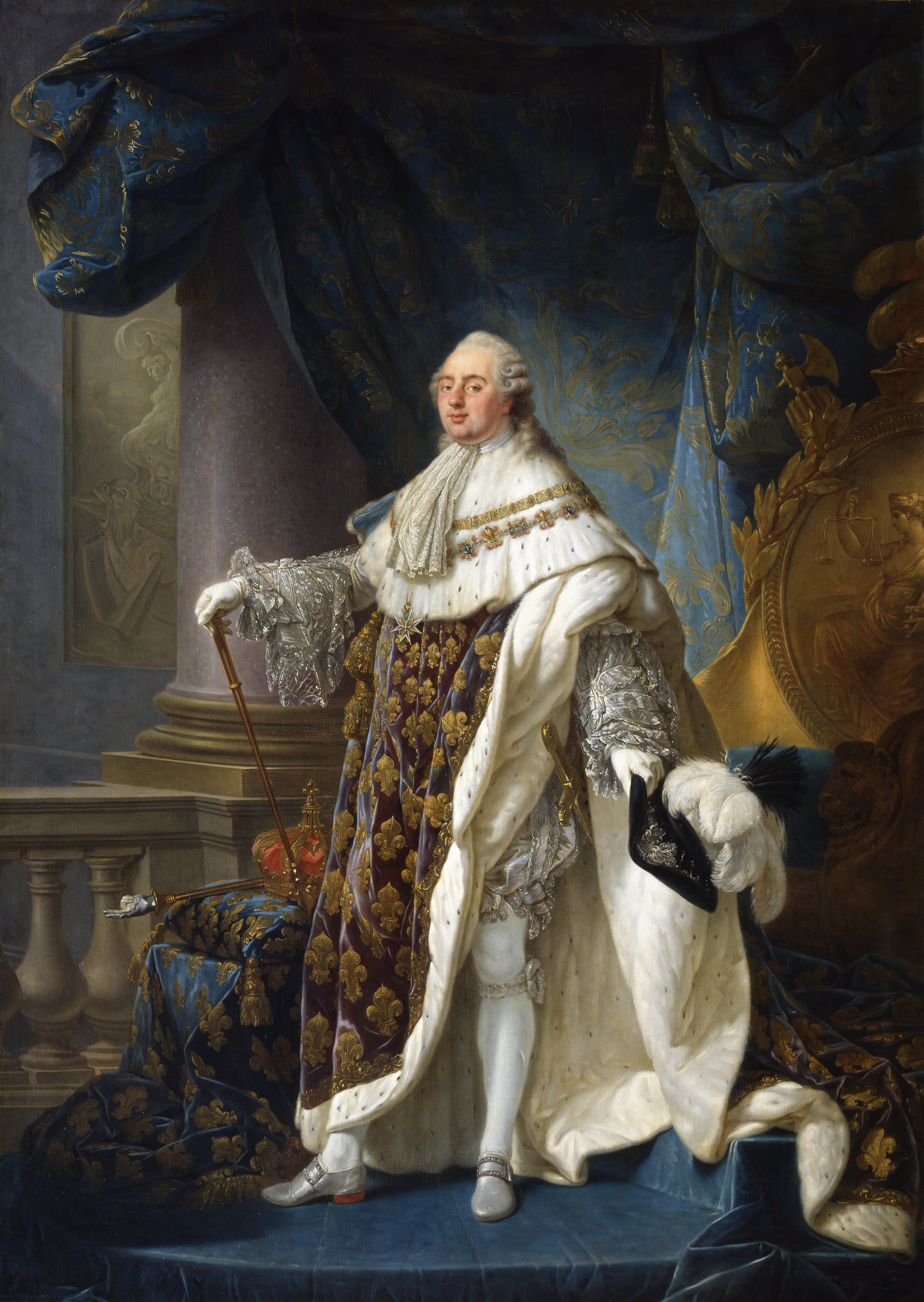
portrait de Louis XVI par A.F. Callet (1741-1823).
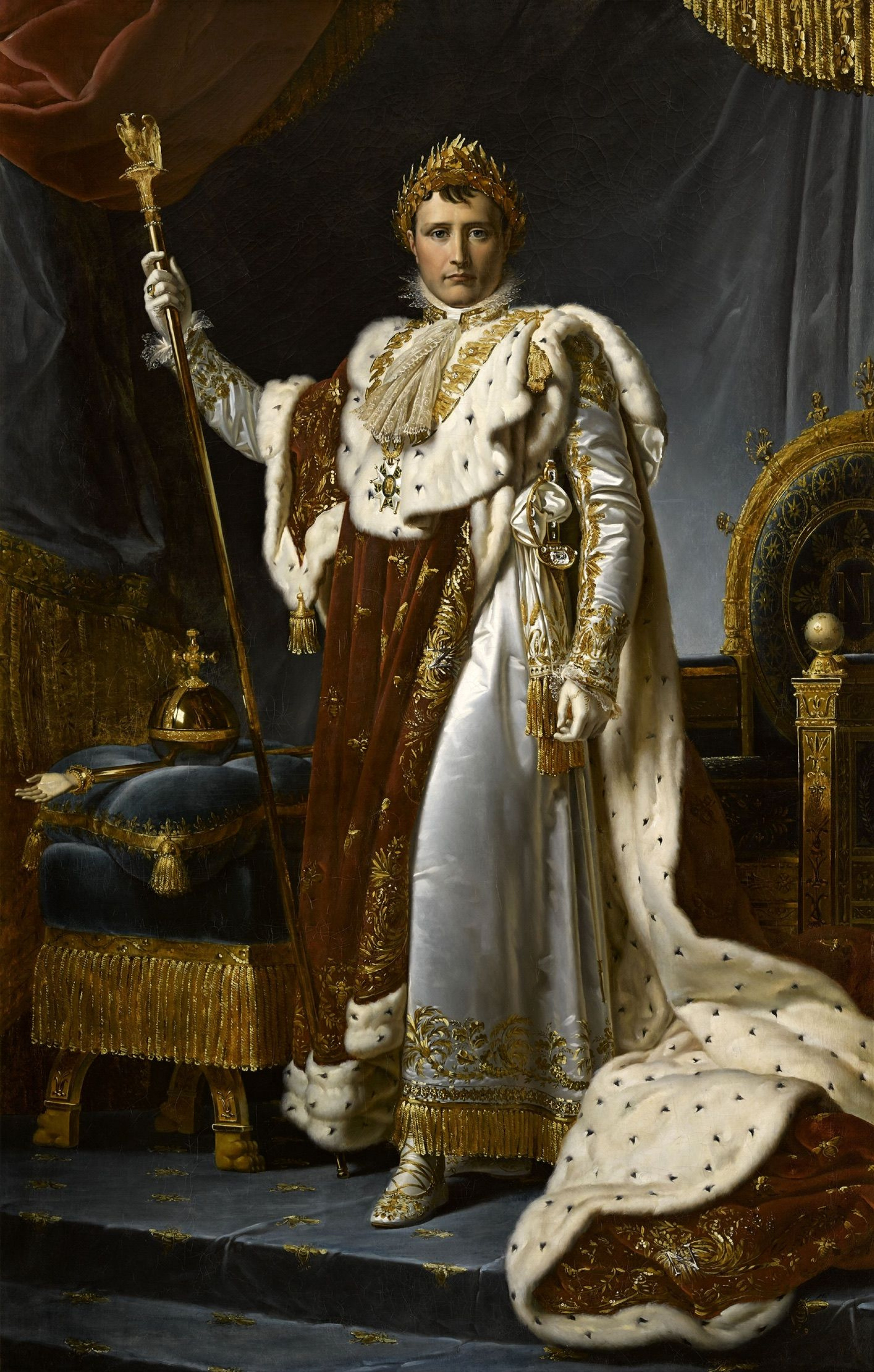
François Gérard, Napoléon en costume du sacre (1805).
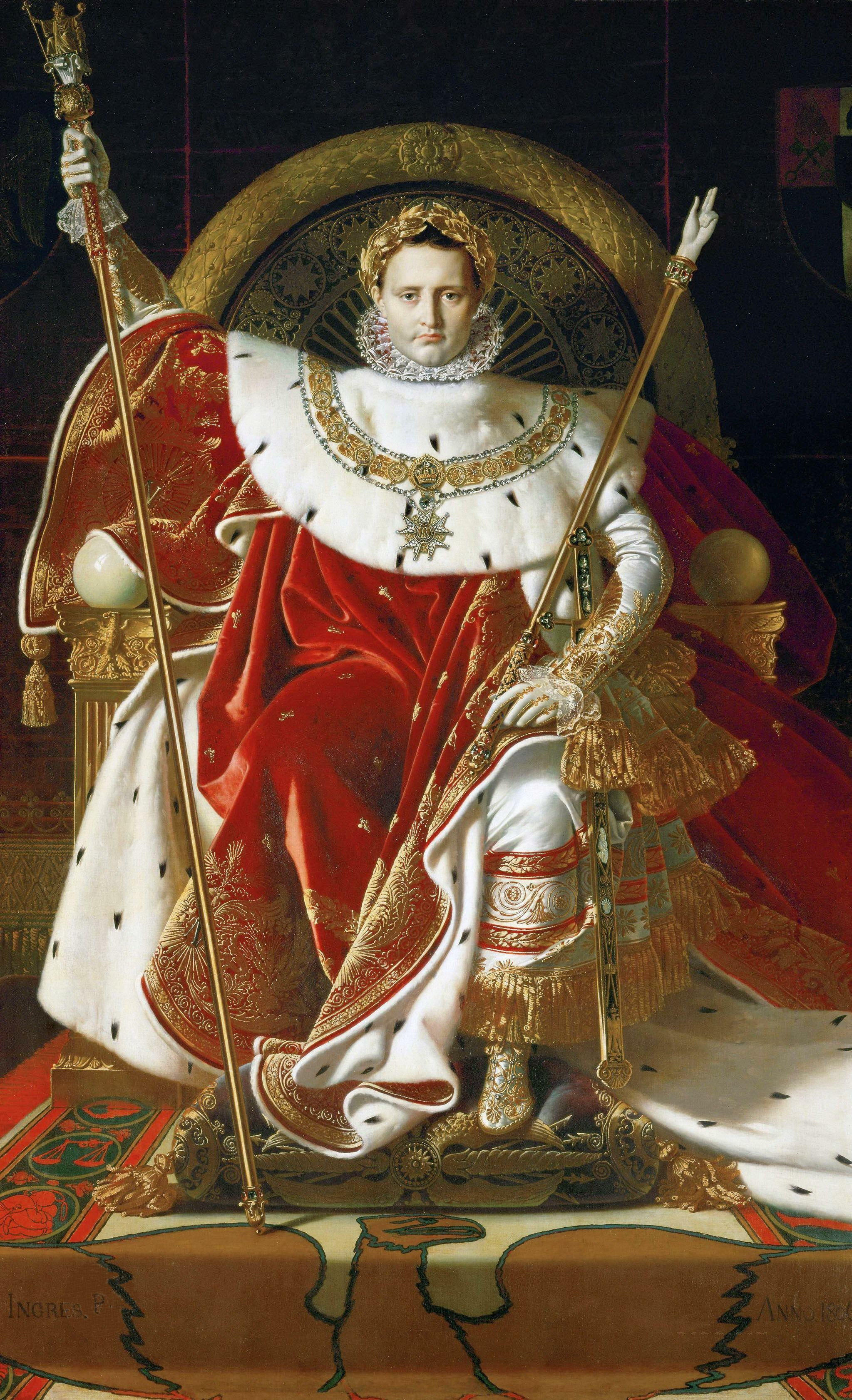
Jean-Auguste-Dominique Ingres, Napoléon Ier sur le trône impérial (1806). Dépôt du Louvre au musée de l'Armée.
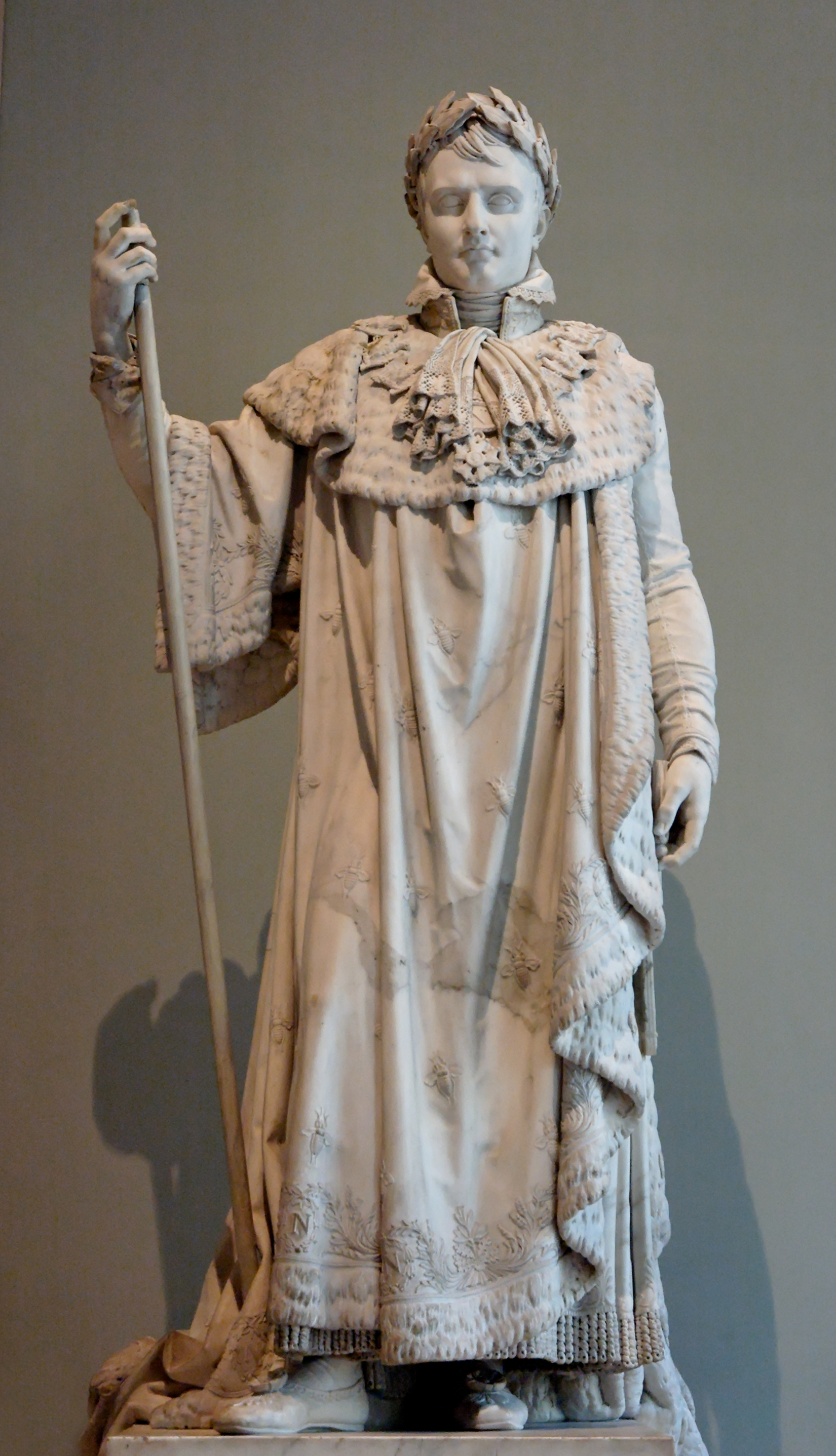
Claude Ramey, Napoléon Ier en costume du Sacre. Marbre (1813).

#### Le Sacre de David

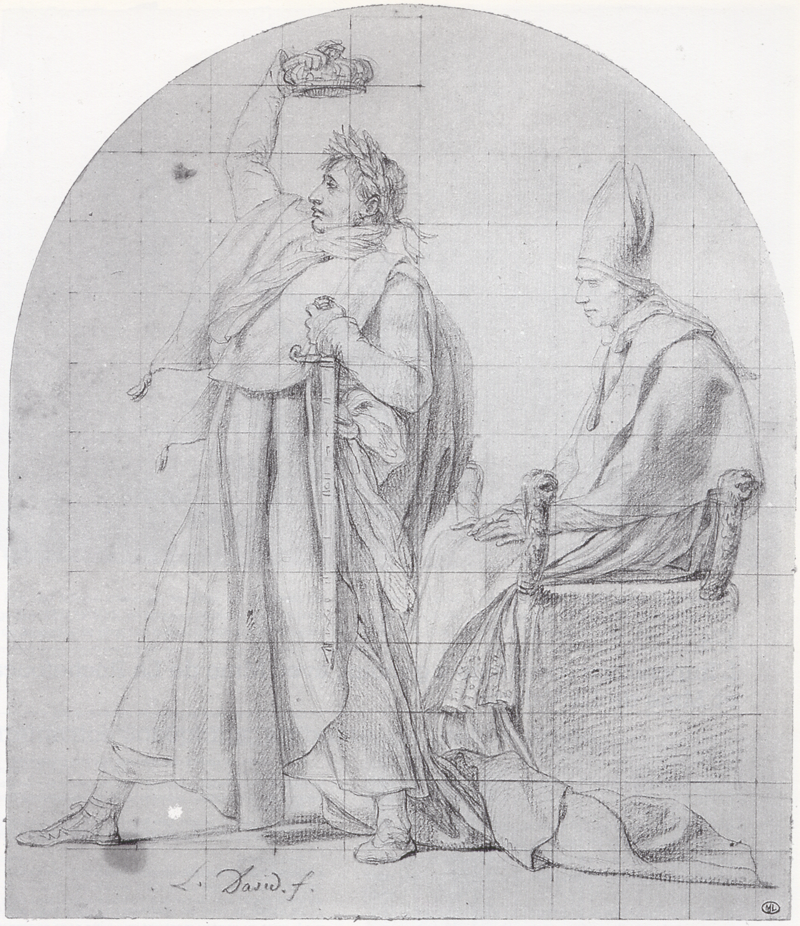
David, étude pour le sacre.

En fait Jacques Louis David, premier peintre de Napoléon, a réalisé peu de commandes officielles pour le pouvoir, sept tableaux seulement, trois des cinq versions du portrait équestre Bonaparte au Grand Saint-Bernard (la première pour le château de Saint-Cloud, l'une pour les Invalides et l'autre pour le palais de la république Cisalpine), deux portraits impériaux et deux grandes peintures de cérémonie, le Sacre et la Distribution des aigles, son dernier portrait de Napoléon (1811) est une commande privée. L’œuvre marquante est cette gigantesque galerie de portraits, destinée à marquer les esprits, le Sacre de Napoléon, mélange de complaisance et de lucidité, où les protagonistes de la scène n'échappent pas au regard acéré de l'ancien caricaturiste révolutionnaire que fut David. Seuls l'Empereur et l'impératrice échappent à la cruauté du peintre, avec une Joséphine rajeunie et embellie et un Napoléon au profil de médaille, il est vrai que tous deux furent les seuls à ne pas avoir posé pour le tableau[réf. nécessaire].

#### Les batailles
La propagande se met en place pour célébrer les conquêtes et les victoires de l'Empire, et occulte les échecs et les défaites. Napoléon est civilisateur en Égypte (Guérin Napoléon pardonnant aux révoltés du Caire) et victorieux en Espagne (Gros la reddition de Madrid) où pourtant il a subi de grands revers. L'Empire, par l'intermédiaire de Vivant Denon, organise des concours de peinture pour choisir celui qui saura le mieux peindre telle victoire selon les instructions du pouvoir. La peinture de bataille s'exprime dans les œuvres de Carle Vernet, Antoine-Jean Gros, Anne-Louis Girodet, Claude Gautherot, Charles Meynier ou Jean-Baptiste Debret, jusqu'au jeune Horace Vernet, qui exerce ses talents tout à la fin de l'Empire.
Deux conceptions de la peinture de bataille se présentent. Des scènes se concentrant sur Napoléon et son état-major, comme chez Gros, Vernet, Gautherot etc. Et des toiles d'une facture plus topographique, qui montrent la bataille dans sa totalité représentées par les œuvres de Louis-François Lejeune ou Charles Thévenin. Dans ces scènes militaires Napoléon est souvent représenté à cheval au milieu de ses maréchaux, dans une attitude qui rappelle la statue de Marc Aurèle. On ne le voit jamais combattre, ni même brandir une arme à la différence de Murat peint par Gros dans la bataille d'Aboukir sabre à la main, en train de fondre sur ses ennemis, au contraire il adopte une attitude posée.

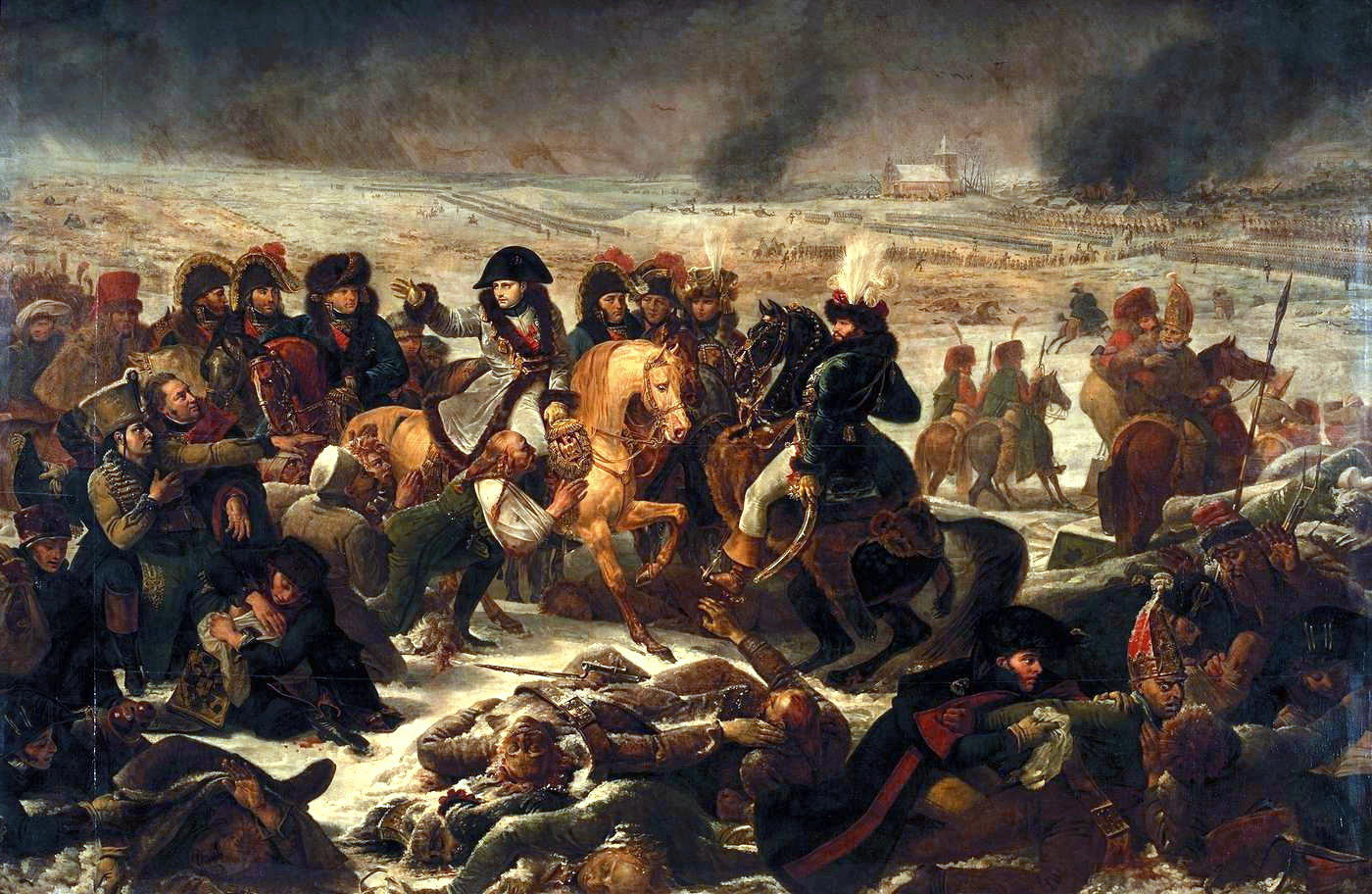
Antoine Jean Gros Napoléon à la bataille d'Eylau 1808.
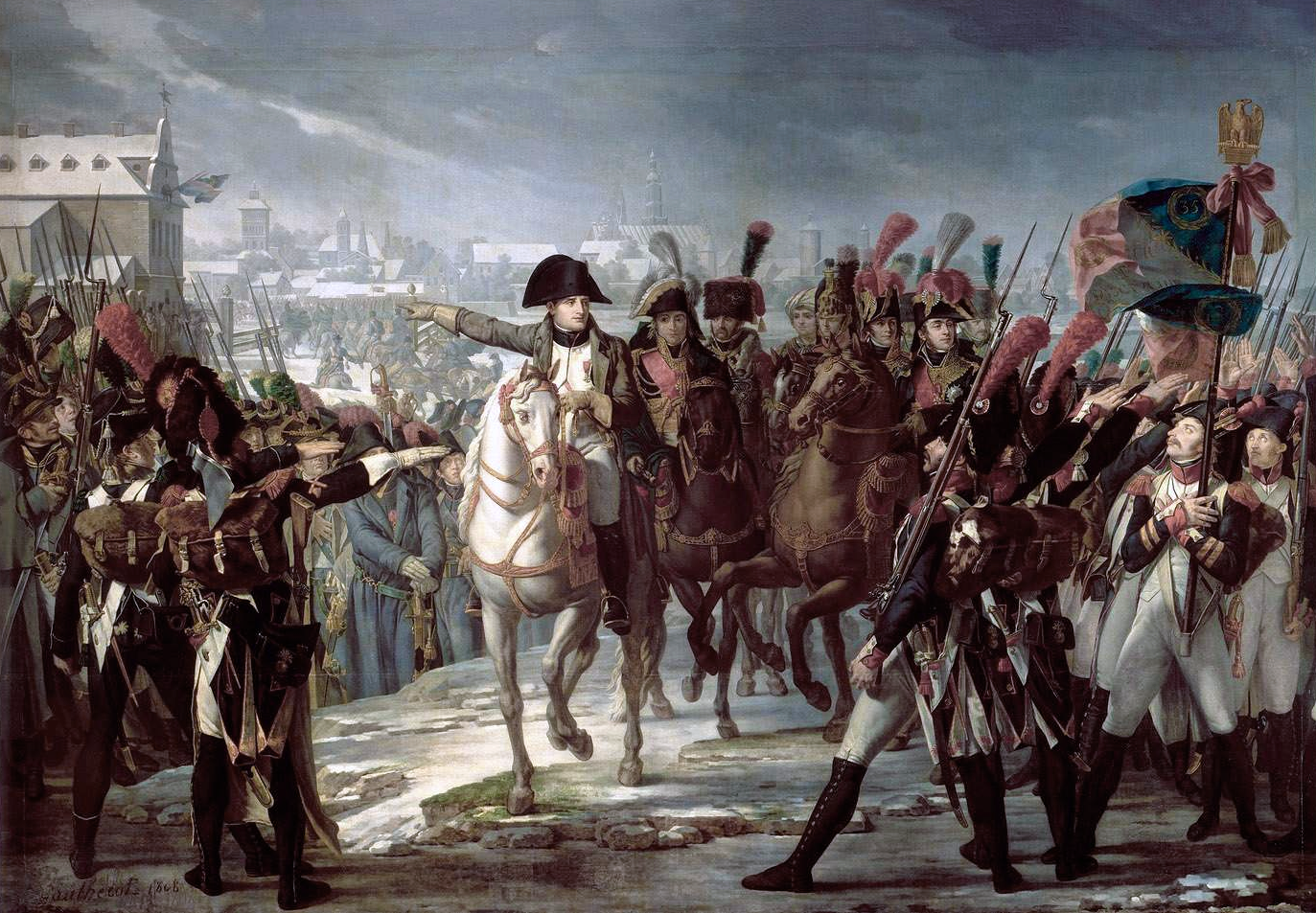
Gautherot Napoléon à Augsbourg
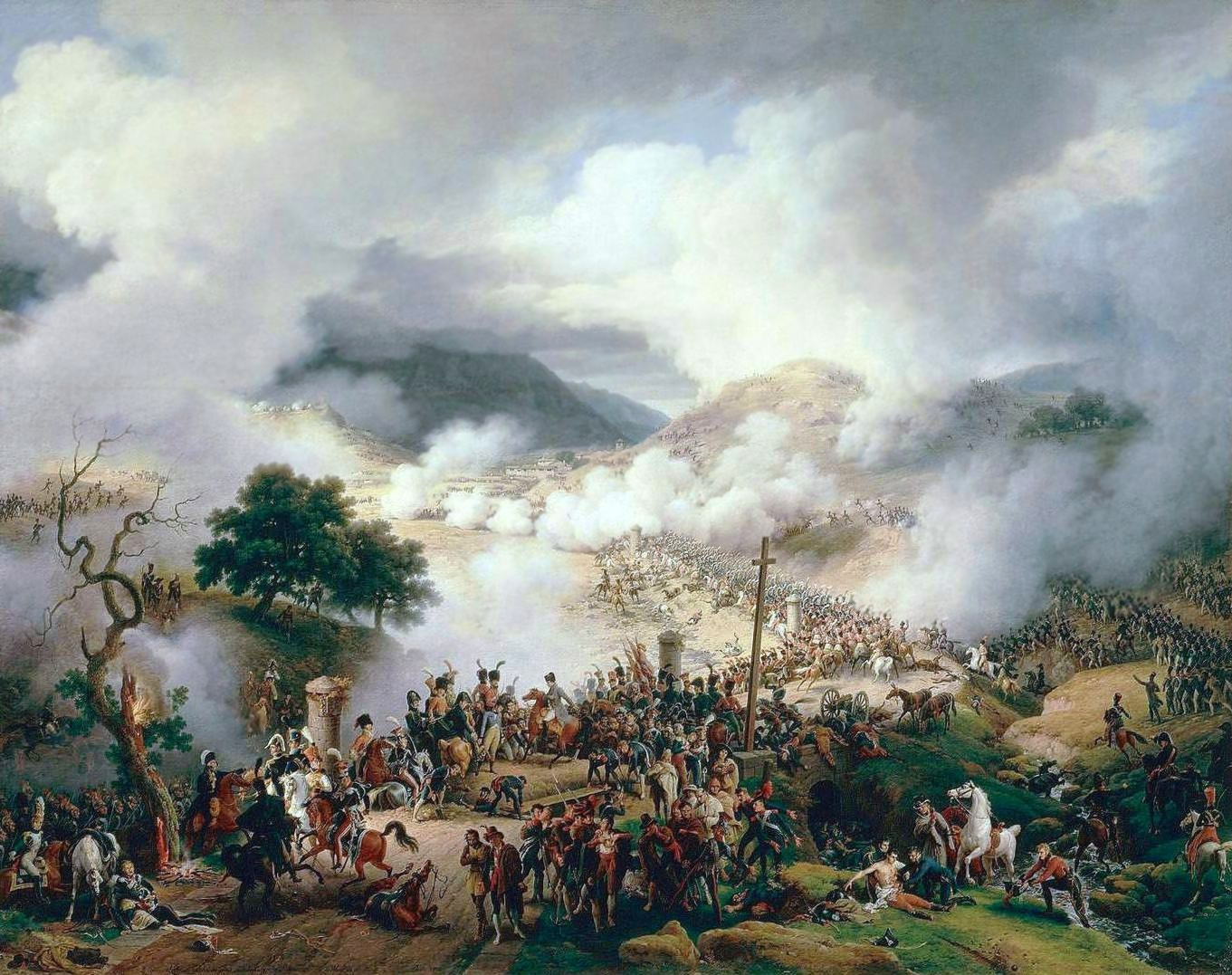
Louis-François Lejeune Bataille de Somosierra

### Napoléon en petit uniforme

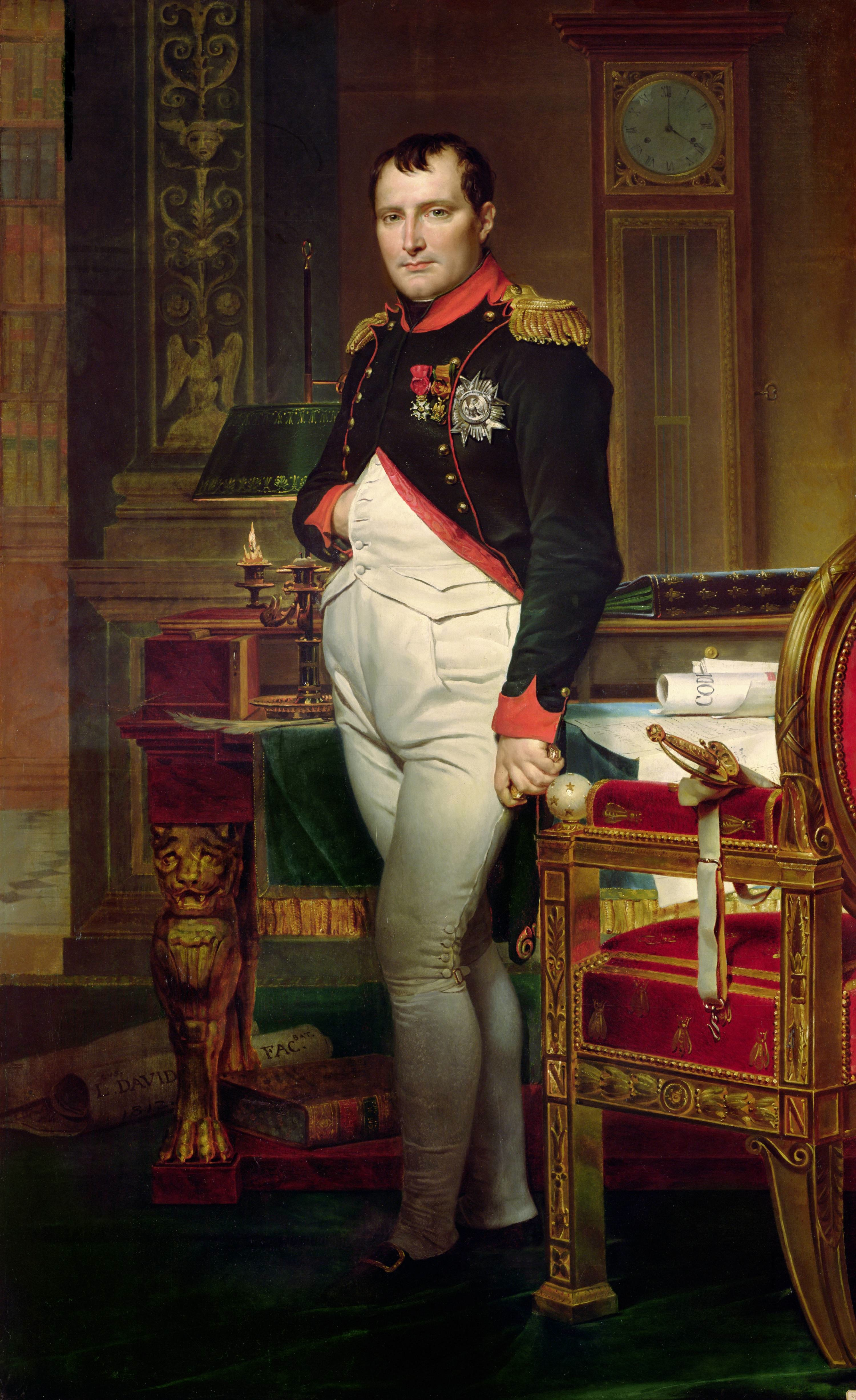
Jacques Louis David Napoléon dans son cabinet de travail 1812

En dehors des peintures d'apparat, une autre forme de portraits officiels s'est développée sous l'Empire. Napoléon se présente en uniforme en pied ou en portrait équestre. Ces tableaux sont aussi des commandes de l’État sauf le portrait par David.

#### En pied
Isabey le premier, représente le Premier Consul en petit uniforme de colonel des chasseurs à cheval, avec le petit chapeau noir sans galon qui immortalise sa silhouette. L'empereur adopte une tenue simple tranchant avec les uniformes chamarrés de ses maréchaux et surtout de Murat et ses tenues extravagantes. Les portraits en pied font suite aux portraits consulaires et aux portraits d'apparat. Ils représentent le pouvoir, mais le symbolisent différemment. La salle du trône fait place à un cabinet de travail, les éléments du pouvoir, sceptre, globe, main de justice, couronne sont absents, et remplacés par les décorations qui ornent son uniforme. Napoléon pose dans l'attitude calme du législateur, avec une main sous le gilet et l'autre indiquant des feuilles posées sur le bureau. Ces feuilles sont soit des traités soit des textes de lois, dans le portrait de David c'est un extrait du Code civil qui y est figuré. Il y a des variations dans les différents portraits, l'uniforme est celui des chasseurs à cheval, ou celui des grenadiers à pied de la Garde, les intérieurs représentent les bureaux des Tuileries ou ceux du château de Saint-Cloud. Les principaux artistes à représenter Napoléon ainsi sont Robert Lefèvre et François Gérard, et même si David ne fit qu'un seul portrait et en réponse à une commande privée de Lord Douglas, Napoléon dans son cabinet de travail est un des plus représentatifs du genre.

#### À cheval
Les représentations de Napoléon à cheval ont été plus fréquentes dans les tableaux de batailles que dans les portraits individuels. Sur les trois portraits équestres réalisés sous le Consulat, Bonaparte franchissant le Grand-Saint-Bernard, de David (cinq versions 1800-1803), le Premier Consul distribuant les sabres d'honneur de Gros (château de la Malmaison 1801) et Napoléon au camp de Boulogne de J.B. Regnault (Museo Napoleónico, La Havane 1804), celui de David imprime fortement la mémoire collective et éclipse les autres portraits équestres réalisés sous le règne de Napoléon.
Reproduit cinq fois par l'artiste et son atelier, il fait l'objet de plusieurs copies et gravures qui sont largement diffusées. Au sujet de ce tableau Napoléon décide qu'il n'est plus nécessaire pour lui de poser, et que la ressemblance est un élément négligeable dans la représentation de son effigie « Ressemblant ? Ce n'est pas l'exactitude des traits, un petit pois sur le nez qui font la ressemblance. C'est le caractère de la physionomie ce qui l'anime qu'il faut peindre. […] Personne ne s'informe si les portraits des grands hommes sont ressemblants, il suffit que leur génie y vive. ».
En 1810 Joseph Chabord réalise un portrait de Napoléon dans la posture de la statue de Marc Aurèle sur un cheval gris clair dominant le plateau de Wagram (musée napoléonien de Rome, 1810) ; Carle Vernet peintre spécialisé dans la représentation du cheval, représente l'empereur sur un cheval bai foncé connu par une gravure, et l'un des derniers portraits peints sous l'Empire, fut réalisé vers 1814, par son fils Horace Vernet.

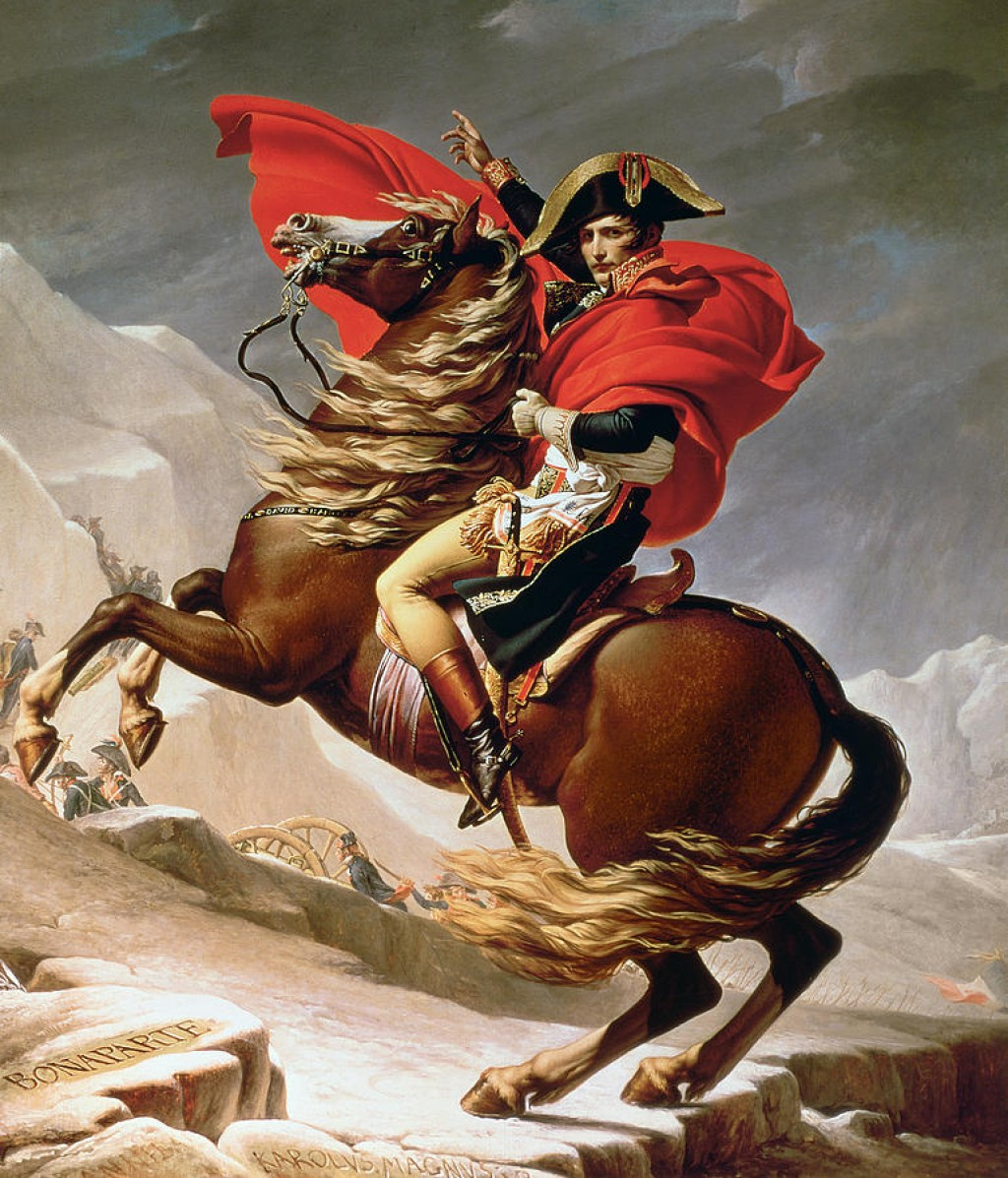
David, Bonaparte franchissant le Grand-Saint-Bernard (1801)
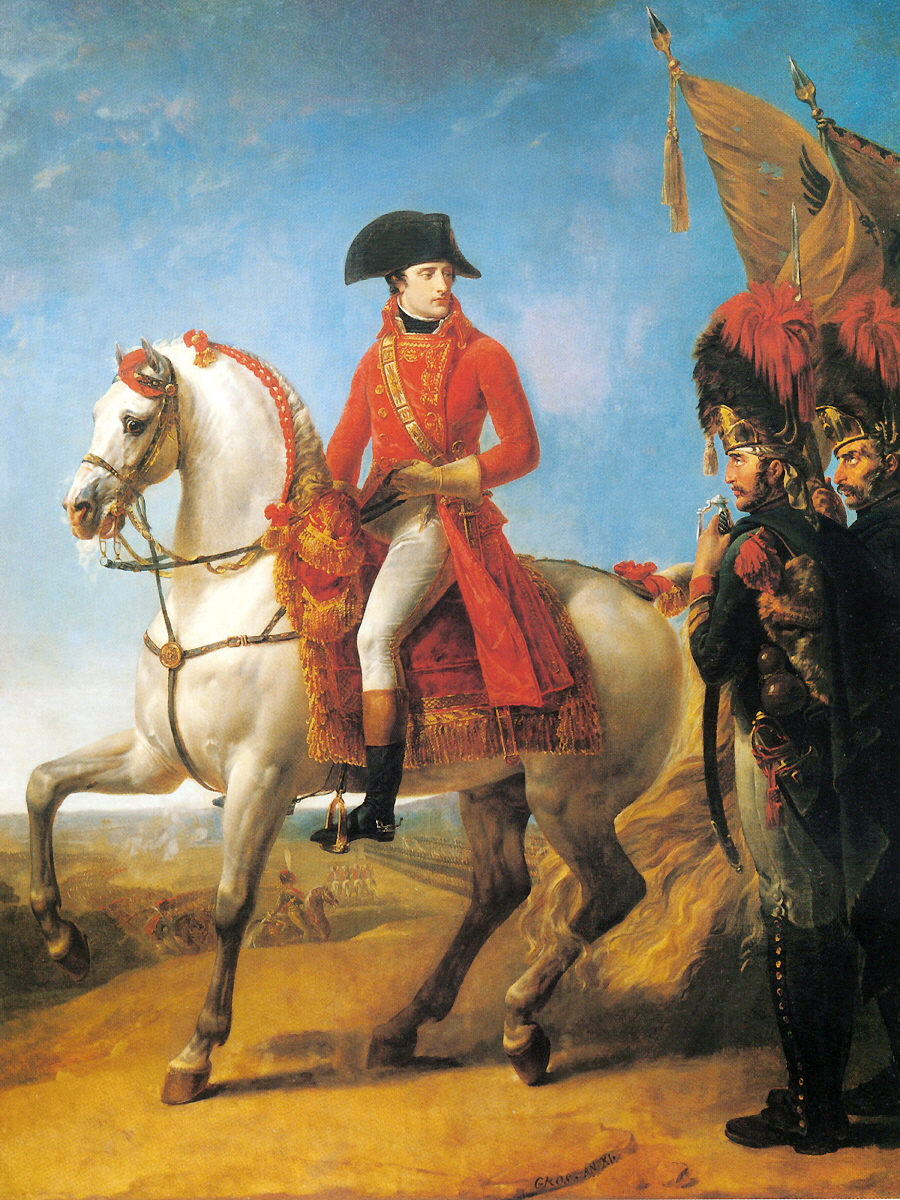
Antoine-Jean Gros, le Premier Consul distribuant les sabres d'honneur (1802)
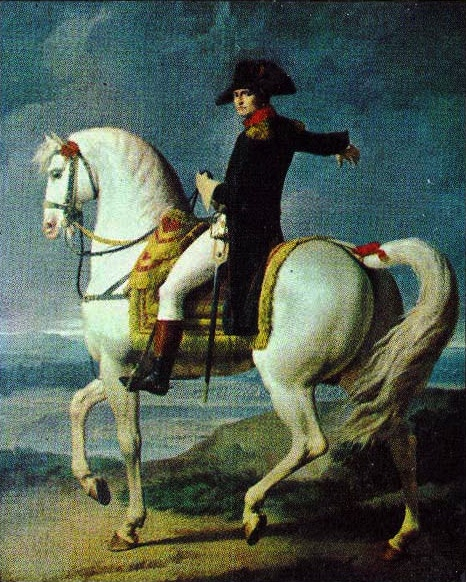
Jean-Baptiste Regnault, Napoléon au camp de Boulogne (1804)
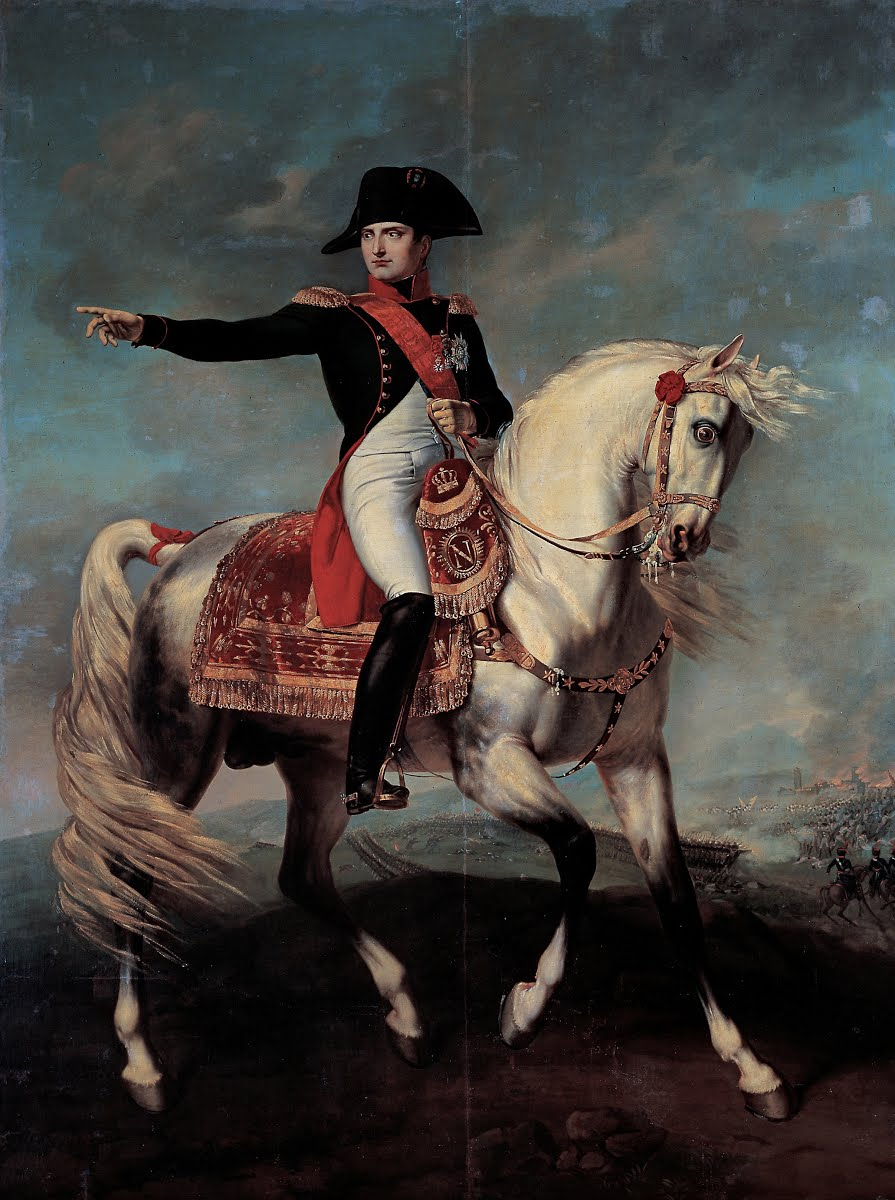
Joseph Chabord, Napoléon à Wagram (1808)
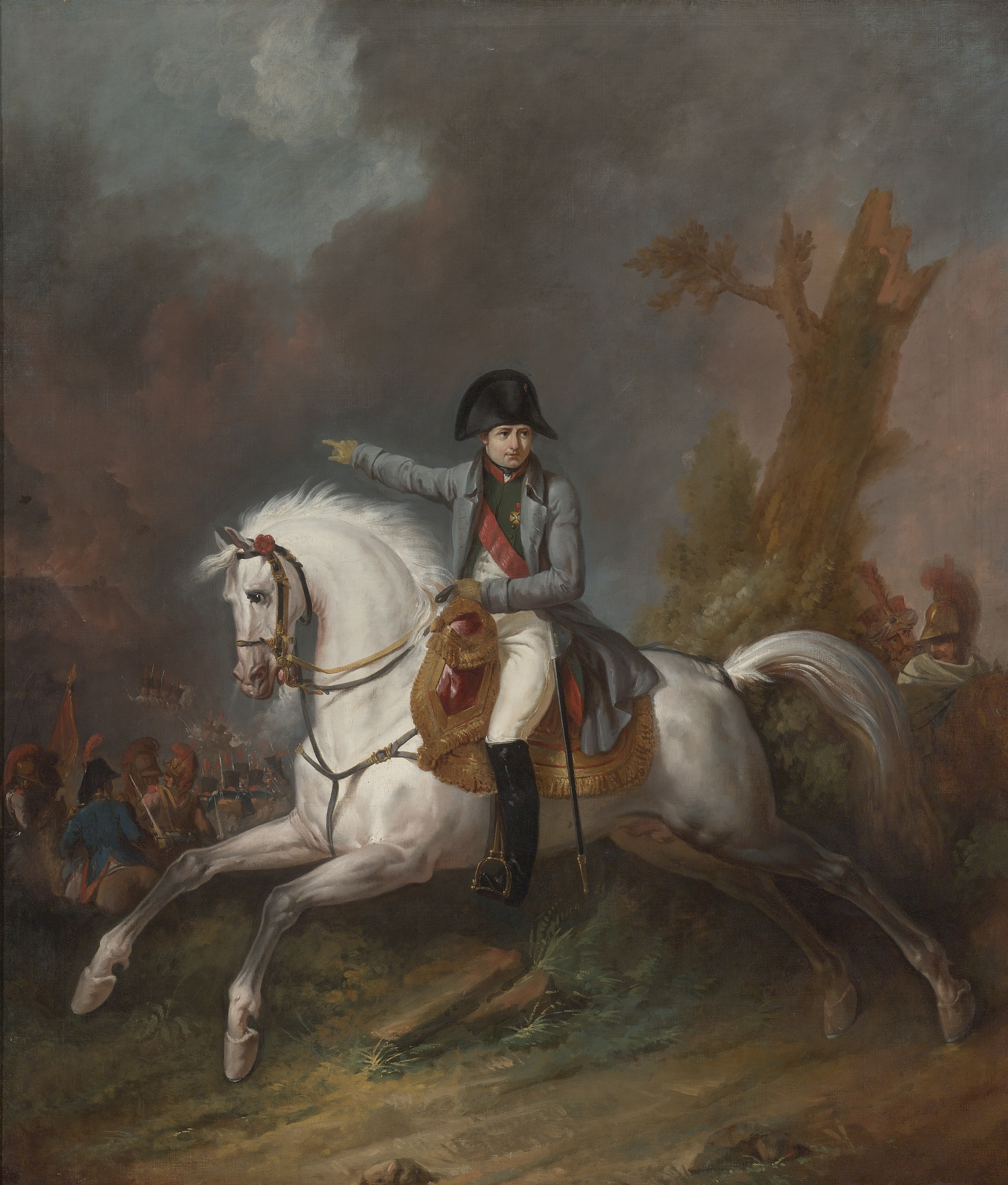
Carle Vernet, Portrait équestre de Napoléon

### Napoléon en médailles

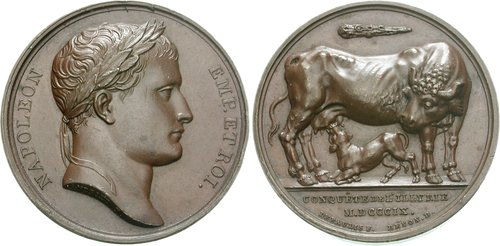
Médaille à l'effigie de Napoléon gravée en 1809 par Jean-Bertrand Andrieu et Alexis-Joseph Depaulis évoquant la conquête de l'Illyrie, la médaille fait référence aux pièces de monnaie frappées entre -300 et -200 en Illyrie.

Au même titre que les gravures et les portraits sculptés et peints, les médailles et monnaies à l'effigie de Napoléon participent à la propagande et la glorification du pouvoir.

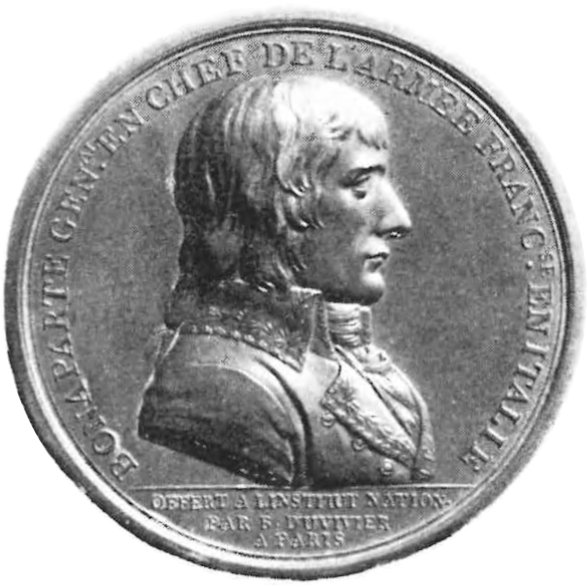
Benjamin Duvivier, Bonaparte général en chef de l'armée française, médaille frappée en 1797 et offerte à l'Institut. Musée Municipal de Modène.

En 1796 les premières médailles représentant « Buonaparte, Général en chef de la brave Armée d'Italie » furent frappées par des particuliers pour célébrer ses victoires en Italie. Benjamin Duvivier grava en 1797 une médaille à son effigie célébrant la paix de Campo Formio qu'il offrit à l'Institut,. Sous le Consulat les pièces de monnaie de type Napoléon sont frappées à son effigie. Les médailles célèbrent les victoires en présentant au revers de la pièces une scène de bataille ou une allégorie, et sur l'avers le profil du conquérant.
Sous l'Empire la production de médailles prend une forme officielle à partir d'un décret de 1806 qui projette d'édifier sur ordre de l'Empereur une Histoire métallique de Napoléon le Grand supervisée par L’Institut de France et Vivant Denon.
Les principaux graveurs furent les Français Jean-Bertrand Andrieu. Nicolas-Guy-Antoine Brenet, Alexis-Joseph Depaulis, Jean-Pierre Droz, Benjamin Duvivier, Nicolas-Marie Gatteaux, Louis Jaley, Romain-Vincent Jeuffroy, Pierre-Joseph Tiolier ainsi que l'Italien Amedeo Lavy.
Sous la Restauration Aubin Louis Millin de Grandmaison ancien directeur du Cabinet des médailles fit paraître l'une des plus anciennes publications iconographiques sur Napoléon : Medallic history of Napoleon: A collection of all the medals, coins and jettons, relating to his actions and reign. From the year 1796 to 1815 qui recensait l'ensemble des médailles et monnaies gravée à l'époque de Napoléon.

### L'Empereur pris sur le vif

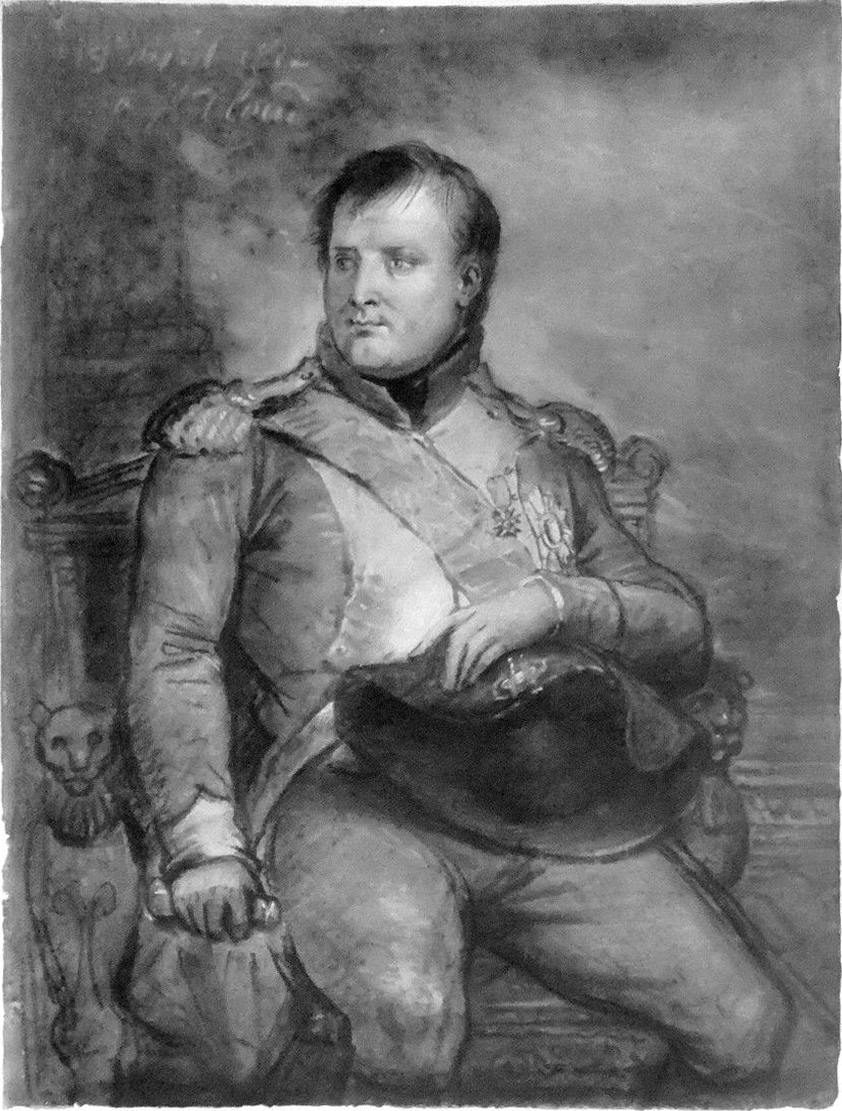
Anne-Louis Girodet, Napoléon 1er à Saint Cloud dessin au fusain 1812. Musée Bertrand Chateauroux

Napoléon refusant de poser, cela n'empêche pas certains artistes ou dessinateurs de chercher à le portraiturer à son insu. Par leur spontanéité ces croquis échappent aux codes du style antique, qui superpose le visage de Napoléon avec celui des empereurs romains, ce sont les rares témoignages oculaires qui donnent des indications sur son évolution physique.
Sous le Directoire et le Consulat, Gros, David et Isabey avaient déjà saisi dans leurs esquisses les traits de Bonaparte. Isabey, au sujet de son premier portrait de Bonaparte indique : « Là, j'exécutai le premier portrait en pied du général Bonaparte. Du matin au soir, je le voyais se promener solitairement dans le parc, les mains derrière le dos, absorbées dans ses conceptions; il me fut aisé de saisir son expression pensive et la physionomie de sa tournure. Ce portrait terminé, je le présentais au général : la ressemblance lui en plût, il me félicita surtout de pouvoir travailler ainsi sans faire poser mon modèle. ».
Sous l'Empire, Girodet profitant d'une messe au château de Saint-Cloud, saisit les traits de l'Empereur en 1812 (Musée de Châteauroux), dans des croquis contemporains du portrait de David. Ce n'est pourtant pas le même homme qui semble être portraituré tant le croquis insiste sur son déclin physique. Si David donne à l'empereur un léger embonpoint, Girodet en fait un homme aux traits bouffis et prématurément vieilli, il n'a que quarante-trois ans et en parait soixante, le surmenage et les signes pathologiques ont achevé de changer son apparence. La même année il peignait le portrait de Napoléon en costume impérial, d'une toute autre facture. D'autres témoignages le montrent au milieu de ses soldats dans une attitude différente des tableaux de bataille. Chez Benjamin Zix il est représenté assoupi au bivouac à Wagram, et l'une des images les plus représentatives de Napoléon lors de la retraite de Russie est le dessin de Christian Wilhelm von Faber du Faur où il se chauffe les mains près de Pnewa.

### La caricature anti napoléonienne

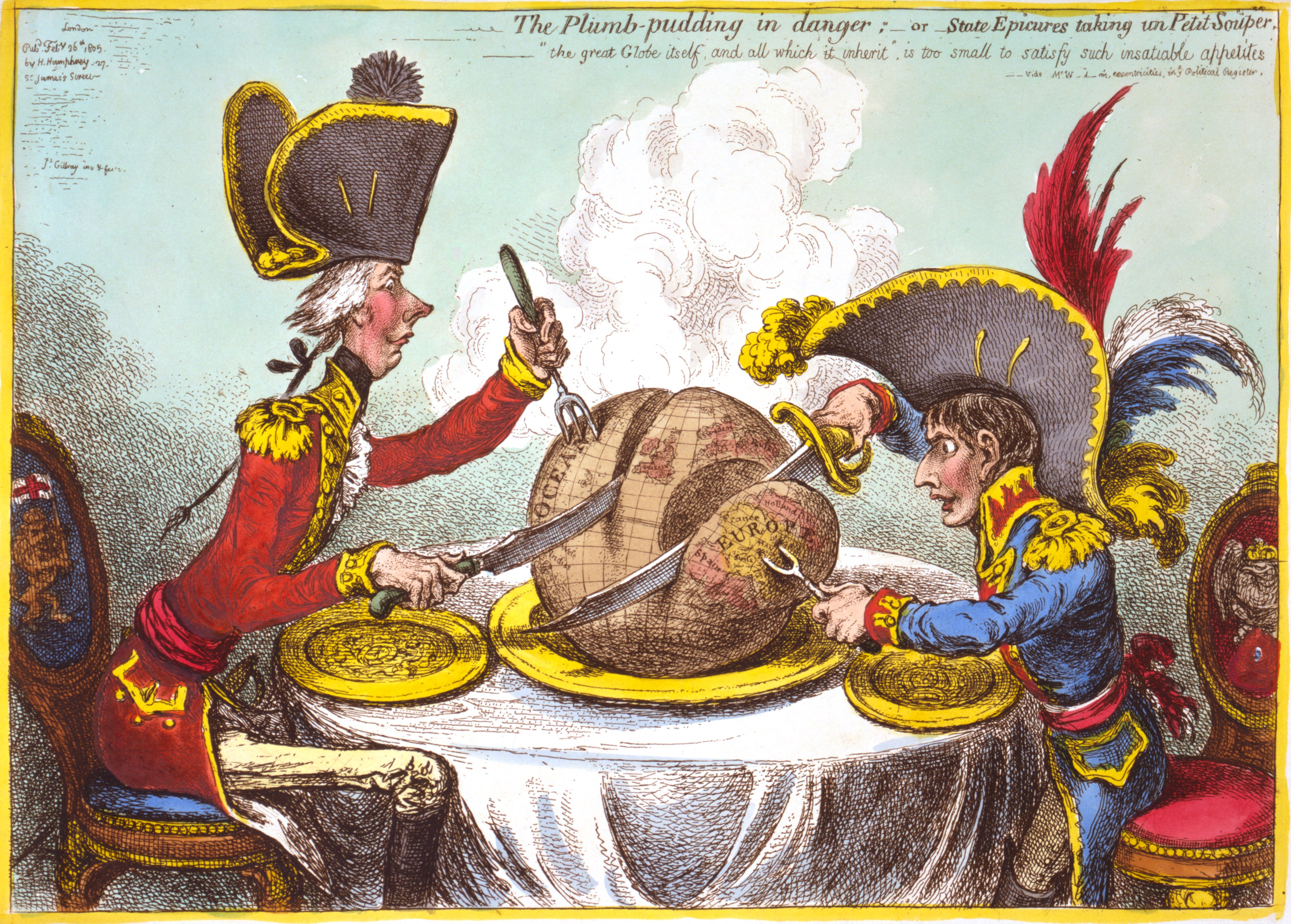
The Plumb-pudding in danger, or, State epicures taking un petit souper caricature de James Gillray de 1805, montrant Napoléon se partageant le monde avec William Pitt le Jeune, l'empereur s'emparant de l'Europe continentale, tandis que le ministre britannique se réserve l'océan.

Sous le régime napoléonien, la presse est censurée et ne peut émettre de critiques contre le chef de l’État, tout dessin satirique anti-napoléonien est interdit. La caricature se développe contre Napoléon dans les pays opposés à sa politique, le plus opiniâtre à le ridiculiser étant sans conteste l'Angleterre, qui critiqua férocement la Révolution, et qui fait paraître des caricatures présentant sous un jour ridicule et cruel la personne et l'action de Napoléon. Les dessinateurs s'empressent de démonter tous les codes de la représentation officielle, il est présenté comme un nabot va-t-en-guerre, le sabre brandi hors du fourreau, toujours dans des situations à son désavantage. Isaac Cruikshank, Thomas Rowlandson, et John Cawse (en) laissent des dessins souvent féroces, mais c'est surtout James Gillray qui se montre le plus impitoyable dans sa critique du régime, en le mettant en scène tel un minuscule Gulliver au royaume d'Angleterre symbolisé par les géants Brobdingnag, ou en renard se faisant chasser par la meute du roi George III, insistant sur le caractère illégitime du régime, et faisant passer « Boney » pour un fou dangereux prêt à engloutir l'Europe. Le succès de ses caricatures est attesté par le témoignage d'un émigré : « on se bat à qui pourra le premier apercevoir les caricatures de Gilray devant le magasin de M. Ackerman. » Moins connus, les caricaturistes russes sont tout aussi féroces dans leurs attaques contre Napoléon, et la chute se profilant d'autres pays laissent exprimer leurs critiques comme la Prusse, l'Espagne, et même la France après la première abdication.

### La chute et l'exil

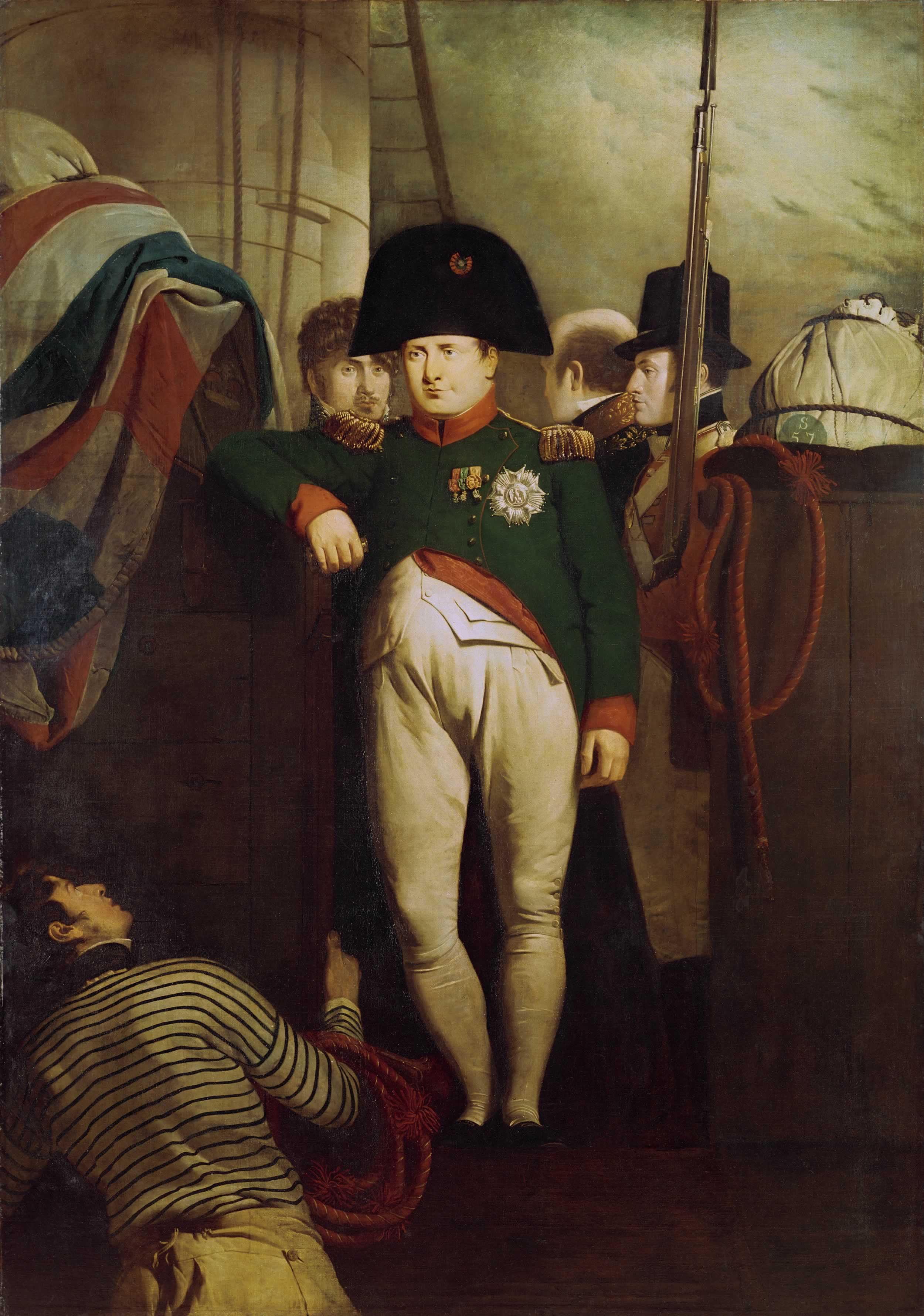
Charles Locke Eastlake Napoléon à bord du Bellerophon 1815 National Maritime Museum, Londres

Après la campagne de Russie, et jusqu'aux Cent-Jours, la production d'œuvres célébrant la gloire de Napoléon, va se réduire peu à peu. Des projets de grand tableaux sont arrêtés avant même de voir le jour et restent à l'état d'ébauche, comme celui que Gros avait prévu de consacrer à un épisode de la campagne de Russie L'incendie de Moscou. Seuls quelques portraits et bustes sont réalisés durant cette période. N'ayant plus de commandes officielles, les artistes abandonnent peu à peu les thèmes napoléoniens pour revenir à des créations personnelles, à l'exemple de David qui achève en 1814 son Léonidas aux Thermopyles qu'il avait commencé 14 ans plus tôt. Dès la première abdication, la plupart des artistes se rallient à Louis XVIII, c'est le cas de Gros, Gérard, ou Lefèvre qui deviennent peintres officiels du régime des Bourbons, tandis que David par fidélité à Napoléon préfère s'exiler à Bruxelles.
Après la chute de l'Empire les tableaux et sculptures officiels sont remisés dans les réserves, d'autres sont emportés par les Anglais ou les Prussiens, voire détruits, telle la statue de Napoléon par Chaudet qui ornait la colonne Vendôme et est fondue en 1816.

#### Sainte-Hélène

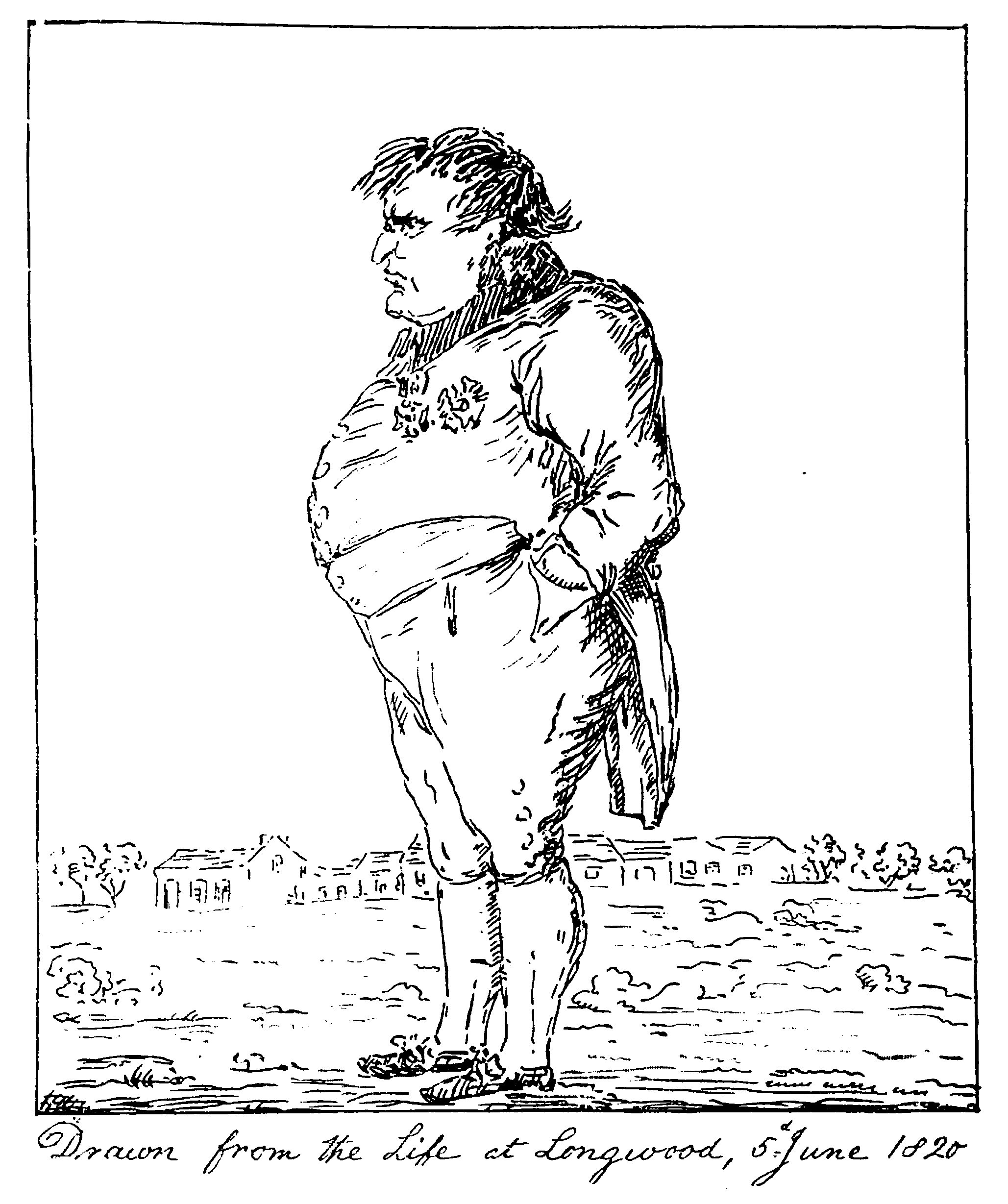
Anonyme, Fleshy (le ventripotent) dessin fait d'après nature de Napoléon à Longwood le 5 juin 1820

Une des dernières représentations de Napoléon faites de son vivant est peinte par un Anglais lors de son embarcation sur le Bellerophon qui l'emmène à Sainte-Hélène, c'est une toile réalisée par Charles Lock Eastlake en 1815. Voyant l'empereur déchu sur le pont du navire en rade du port de Plymouth, il prend des croquis d'après nature et réalise le tableau qui est exposé en 1815 à Picadilly, et qui aura un énorme succès notamment grâce à sa reproduction en gravure. On voit pour la dernière fois Napoléon en uniforme de chasseur à cheval de la garde portant le bicorne. Aucun artiste n'accompagne l'empereur à Sainte-Hélène, ce sont les proches de son entourage, et des gardiens chargés de le surveiller qui font des dessins pris sur le vif du captif de Longwood. Ces croquis donnent des indications sur l'état d'avancement de sa maladie, et sont les derniers témoignages sur la physionomie de Napoléon.
À sa mort il est dessiné plusieurs fois par des témoins proches qui captent ce moment et laissent un dernier portrait de Napoléon, c'est aussi pour Hudson Lowe une nécessité politique de prouver le décès du célèbre prisonnier en demandant au capitaine Marryat de réaliser un dessin qui serait une preuve graphique de sa mort.

#### Le masque mortuaire
Les circonstances de la prise d'empreinte du masque mortuaire en ont fait un sujet de controverse. Il existe au moins quatre masques prétendus de l'empereur, celui d'Arnott, celui d'Antommarchi considéré comme le masque officiel, celui de Burton, et celui du musée de Baden (qui aurait été pris de son vivant). Chacun donne une image différente de Napoléon.

## Les légendes napoléoniennes

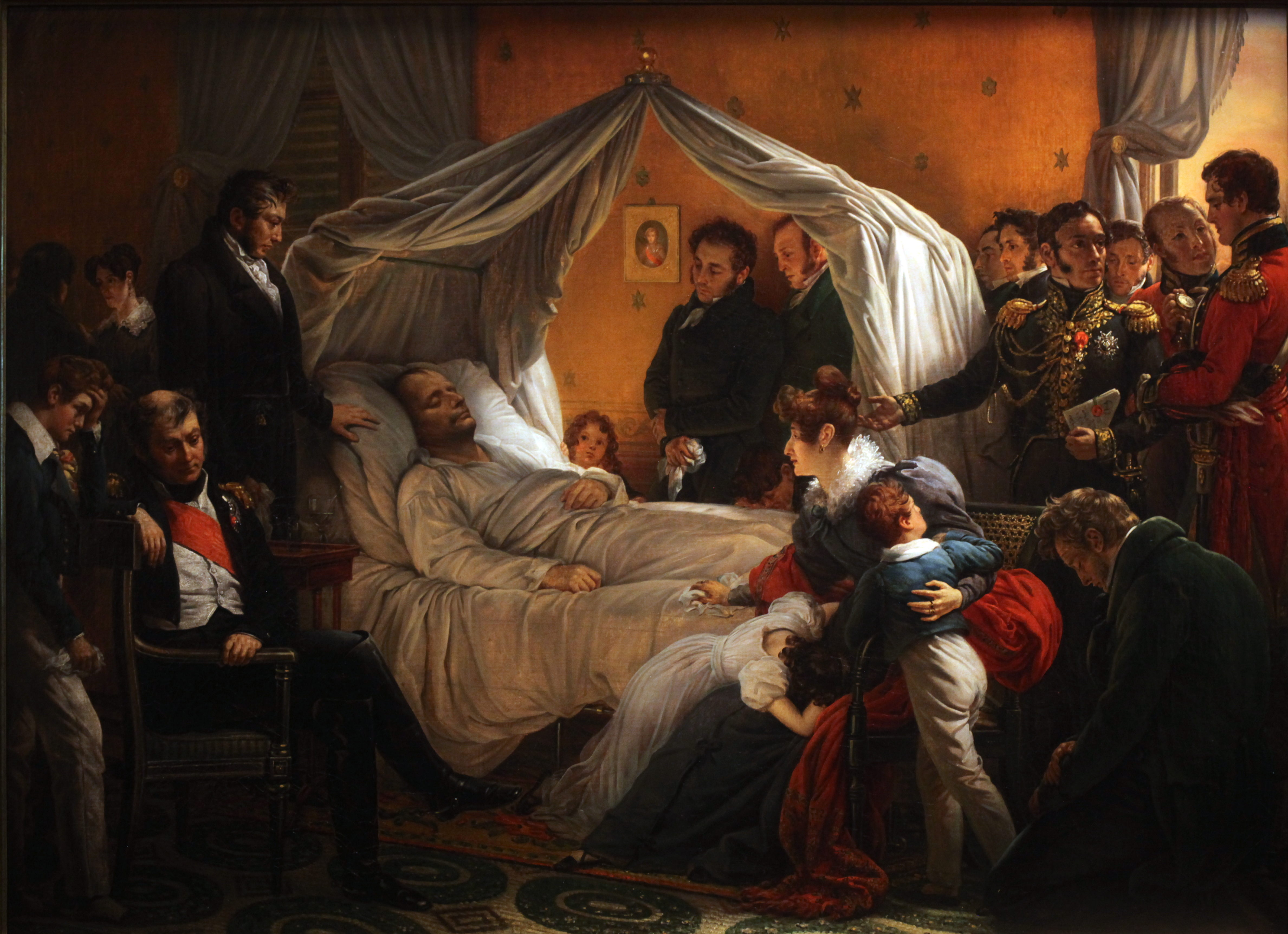
Steuben la mort de Napoléon (1828).

Après la mort de Napoléon chaque pouvoir cherche à s'approprier l'héritage napoléonien, Louis-Philippe Ier organise le retour des cendres en 1840, Napoléon III de par sa filiation se présente comme le successeur légitime et la IIIe République en appelle à la figure du conquérant de l'Europe pour préparer la revanche après la défaite de 1870. Les artistes officiels suivent le mouvement.

### Du souvenir à la légende
La légende du martyr en exil voit le jour avec la publication du mémorial de Sainte-Hélène du comte Emmanuel Las-Case en 1823. Des peintres vont relayer le souvenir napoléonien et illustrer les récits des témoins de l'exil. Les premiers furent Horace Vernet et Steuben qui le peignent en captif et dans son lit de mort en s'inspirant des récits de Marchand ou Las-Case. Refusés au salon par le pouvoir de la Restauration L'apothéose de Napoléon peinte en 1821 par Horace Vernet, est une des premières œuvres marquantes, elle montre la tombe de l'empereur entourée des figures de Kléber, Desaix, Lannes, Lasalle et Ney. Steuben peint l'exilé dictant ses mémoires au général Gourgaud, et dans Les huit époques de Napoléon (1826) il résume son parcours à travers huit bicornes. L'imagerie légendaire se met en place en France.

### Sous Louis-PhilippeIer

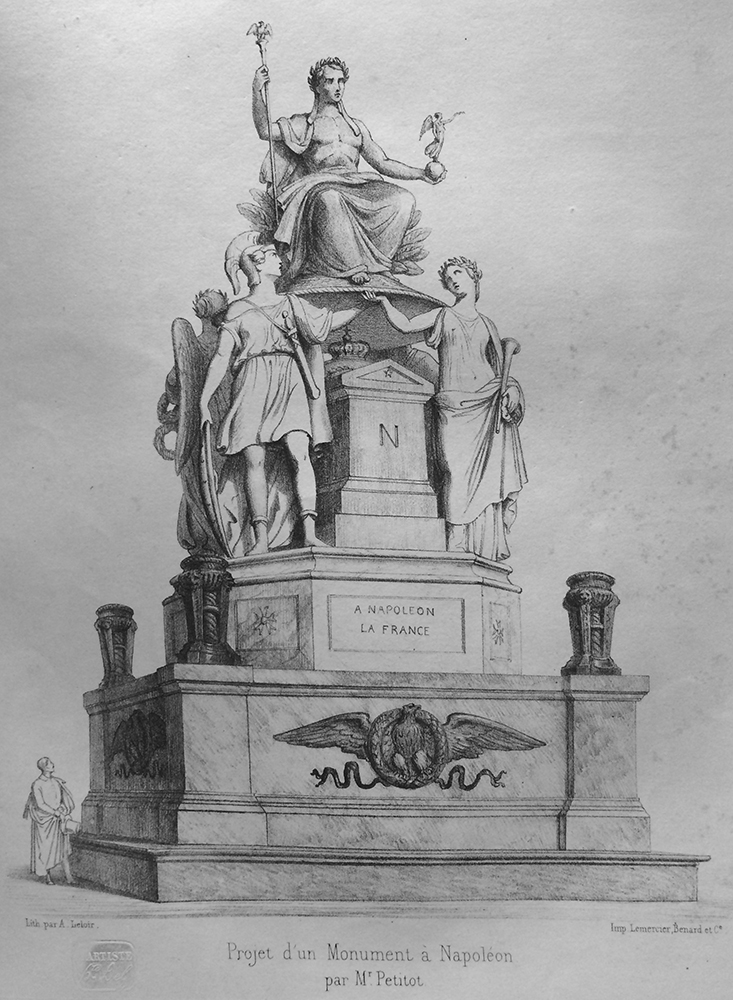
Projet d'un monument à Napoléon - 1841

Le roi Louis-Philippe Ier s'approprie la légende de Napoléon, à des fins de réconciliation nationale après les années de divisions de la Restauration, et les journées des Trois Glorieuses qui en découlèrent. Le premier signe fort fut en 1833 de placer la statue de l'Empereur sculptée par Charles Émile Seurre, en haut de la colonne de la place Vendôme. Cette statue commandée en 1831 remplaçait celle réalisé par Chaudet qui le montrait en empereur romain, Seurre choisit de le montrer dans la silhouette du petit caporal en uniforme, redingote et bicorne, la main dans son gilet.

#### Le musée historique de Versailles

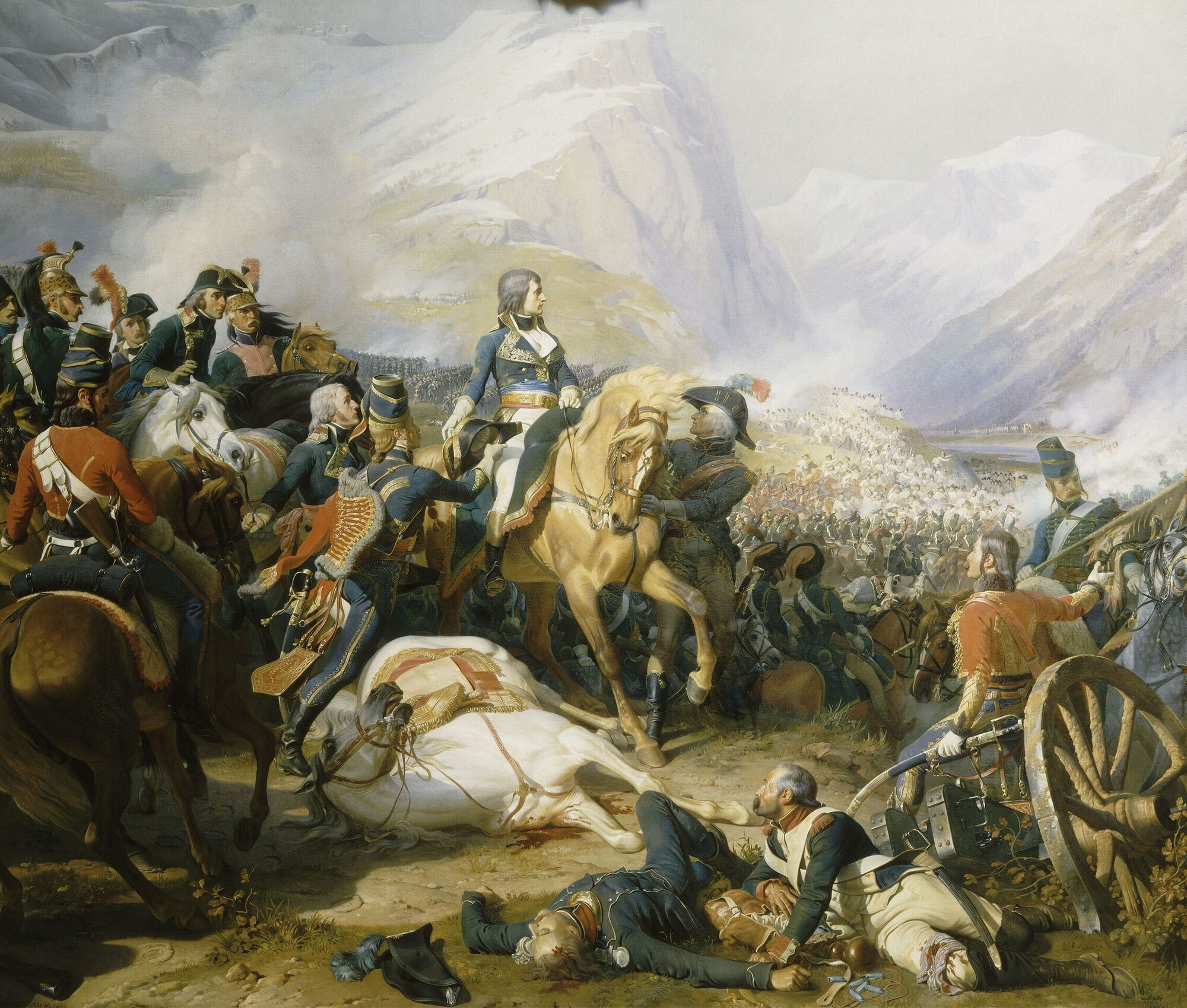
Philippoteaux La bataille de Rivoli.

En 1833 Louis Philippe décide de transformer le château de Versailles en musée de l'Histoire de France. Commande fut passée aux peintres de réaliser des toiles relatant ses heures glorieuses du Moyen Âge à Louis-Philippe. Une des versions du Bonaparte franchissant le Grand-Saint-Bernard de David qui se trouvait aux Invalides fut accroché dans une des salles du château, de même La Distribution des aigles ainsi qu'une réplique du Sacre de Napoléon, et la Bataille d'Austerlitz peinte par François Gérard en 1808 orna la galerie des batailles. Horace Vernet et Philippoteaux réalisent pour la galerie des batailles de grands tableaux représentant Napoléon à Rivoli (1837), Iéna, Wagram et Friedland (1836). Ces deux peintres reprennent les codes des représentations de l'empereur dans les scènes de batailles peintes sous l'Empire en le montrant calme au milieu de son état-major.

#### Paul Delaroche

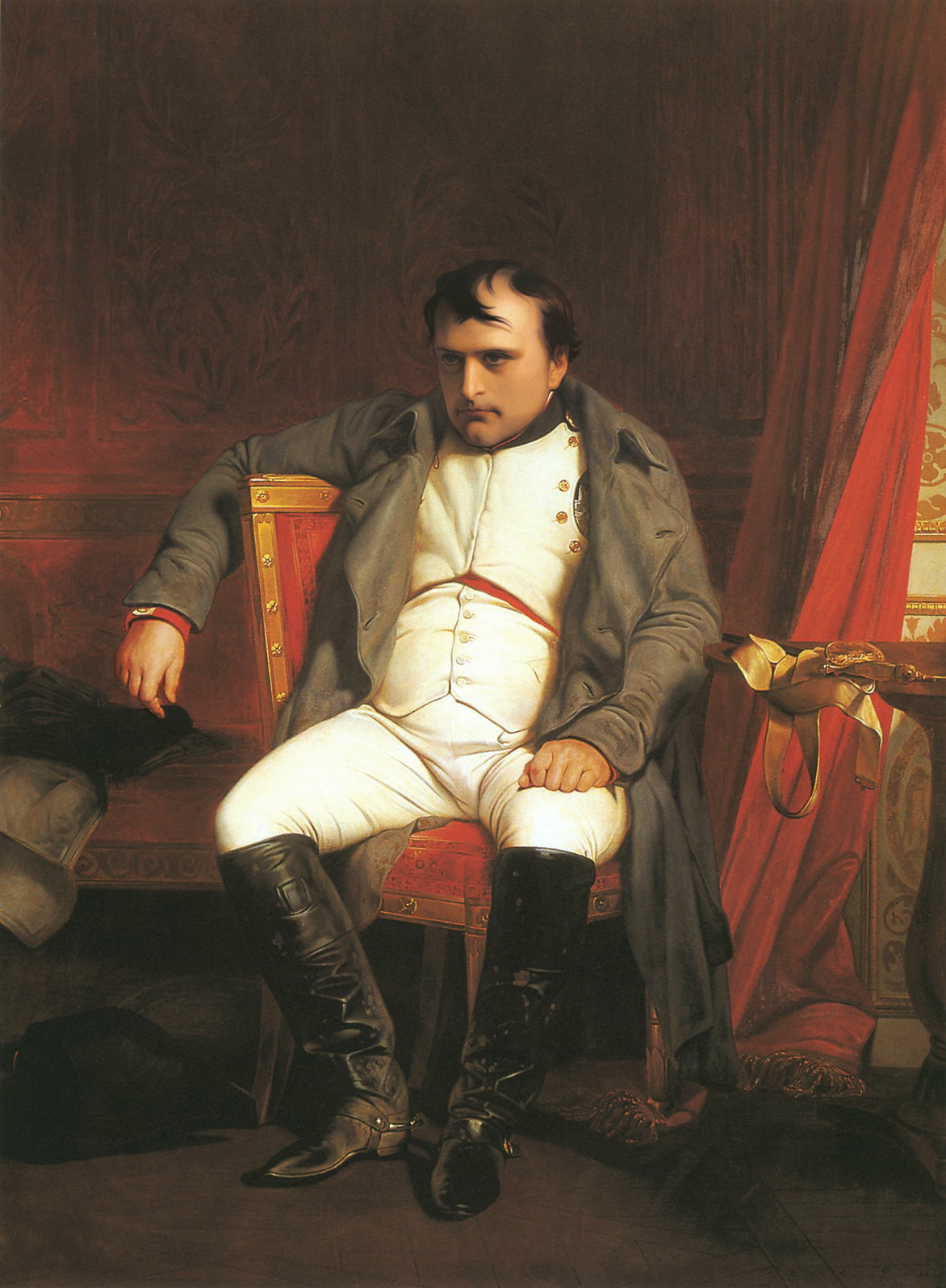
Paul Delaroche Napoléon à Fontaineblau. Collection du Musée de l'armée

Peintre d'histoire prolifique, Paul Delaroche, s'intéressa au mythe napoléonien et réalisa quelques peintures remarquables en particulier Napoléon à Fontaineblau qui représente l'empereur déchu après son abdication. Cette œuvre aura suffisamment d'impact pour éclipser Les adieux de Fontainebleau d'Horace Vernet sur le même sujet. Il peint aussi Bonaparte franchissant les Alpes en s'inspirant de l'ouvrage que Thiers a écrit sur l'histoire du consulat et de l'Empire comme une réponse réaliste au portrait idéalisé de David

#### Bellangé, Charlet et Raffet
La diffusion par la gravure dans des livres d'histoire d'une imagerie napoléonienne, fut principalement popularisée par les lithographies d'Hippolyte Bellangé, Nicolas-Toussaint Charlet et de son disciple Auguste Raffet. Tous trois élèves d'Antoine-Jean Gros, ils contribuèrent à l'illustration de la légende napoléonienne par l’intermédiaire de livres et de planches qui reproduisaient leurs œuvres.
Bellangé à la fois peintre et lithographe fut remarqué par ses peintures de scènes de bataille et eut une reconnaissance artistique et publique avec son Napoléon au retour de l'île d’Elbe (1837) et illustra plusieurs ouvrages d'histoire napoléonienne dont l'édition de 1849 de l'Histoire de Napoléon  du comte de Norvins dix années après l'édition illustrée par Raffet.
Charlet fils d'un soldat de la Révolution, fut élevé par sa mère dans le culte de l'empereur et fut lui aussi bonapartiste. Ses représentations de Napoléon et des scènes anecdotiques de l'empire La Garde meurt et ne se rend pas, Le grenadier de Waterloo lui valurent la popularité sous la monarchie de Juillet.
Son disciple Raffet continua la diffusion de la légende napoléonienne en illustrant entre autres l'édition de 1839 de l'Histoire de Napoléon du comte de Norvins, et se singularisa par des gravures d'une facture plus fantastique et allégoriques, avec la Revue nocturne (1837) montrant le fantôme de Napoléon à cheval passant ses armées en revue, et le Réveil (1848) montrant un tambour sonnant le réveil à une armée de cadavres se levant et reprenant les armes. Ses illustrations influencèrent Meissonnier qui s'en inspira pour certaines de ses toiles.

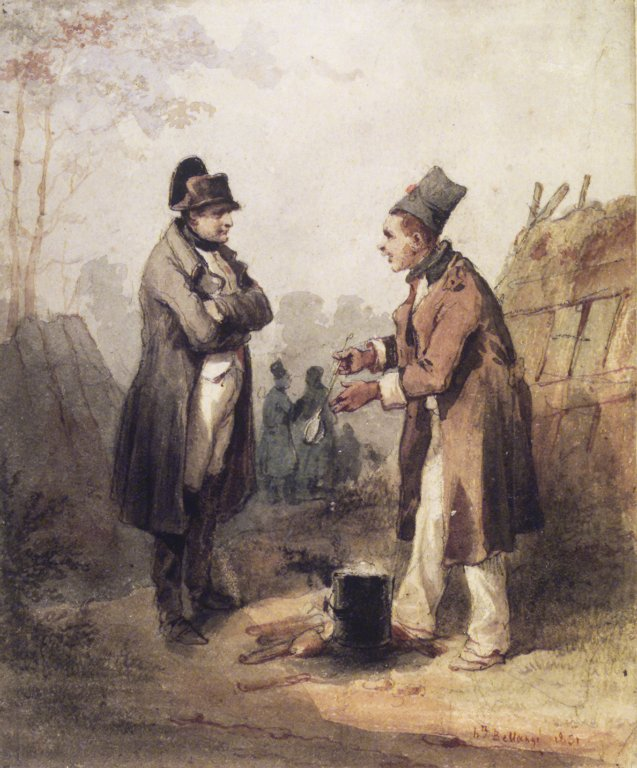
Bellangé, Napoléon parlant à un soldat.
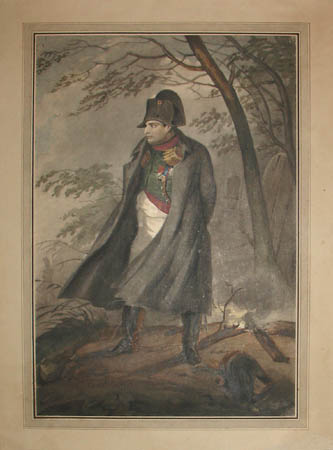
Charlet, portrait de Napoléon (1821).
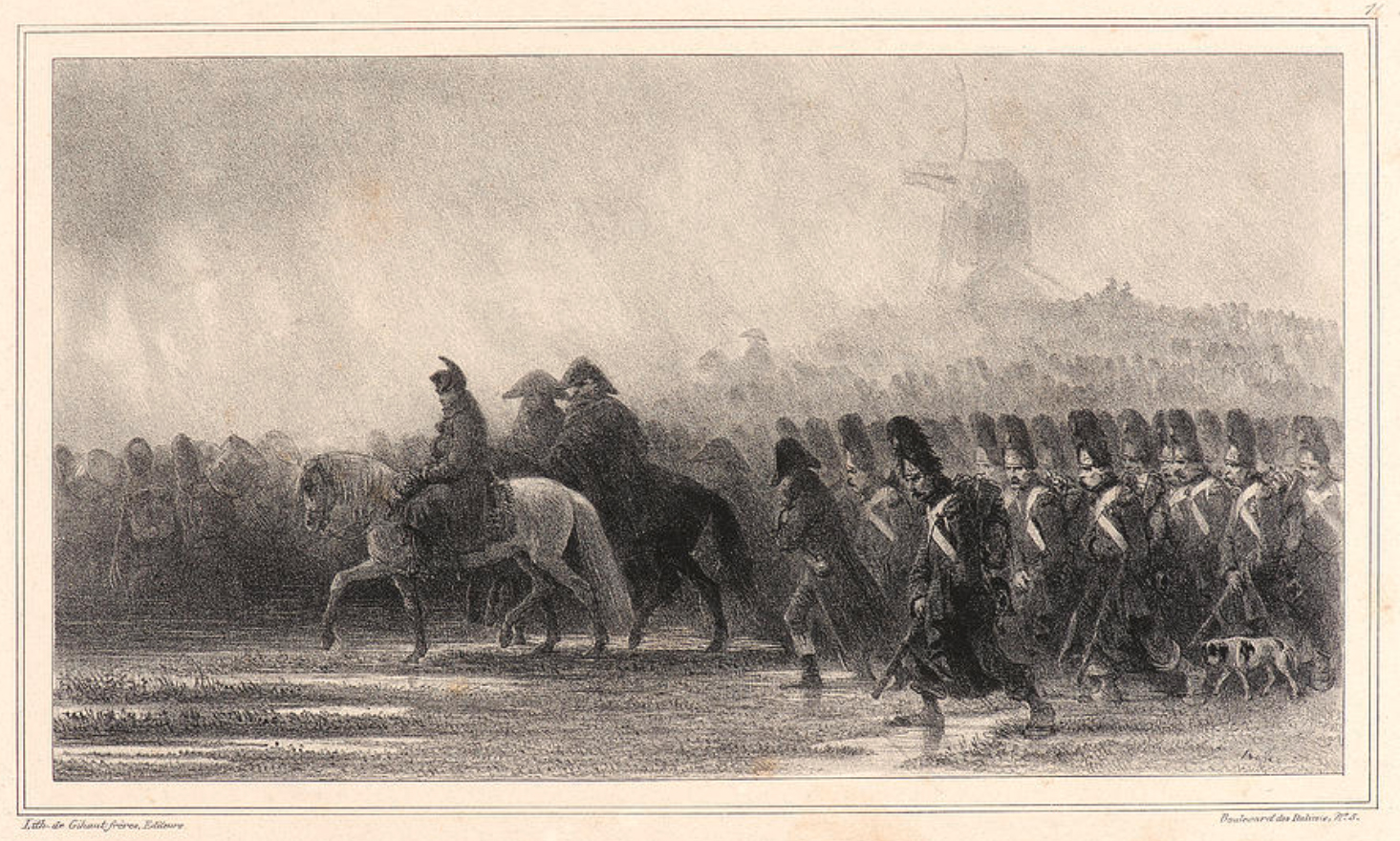
Raffet, Ils grognaient, et le suivaient toujours.

### Sous Napoléon III
L'accession au pouvoir de Louis-Napoléon Bonaparte neveu de Napoléon Ier, met en place une nouvelle célébration de la légende napoléonienne. Plusieurs statues équestres de Napoléon sont érigées, et la peinture académique s'approprie l'image de l'empereur. En 1861 Napoléon III fait remplacer la statue de Seurre sur la colonne Vendôme par une nouvelle effigie en costume romain, réalisé par Augustin-Alexandre Dumont.

#### Napoléon académique

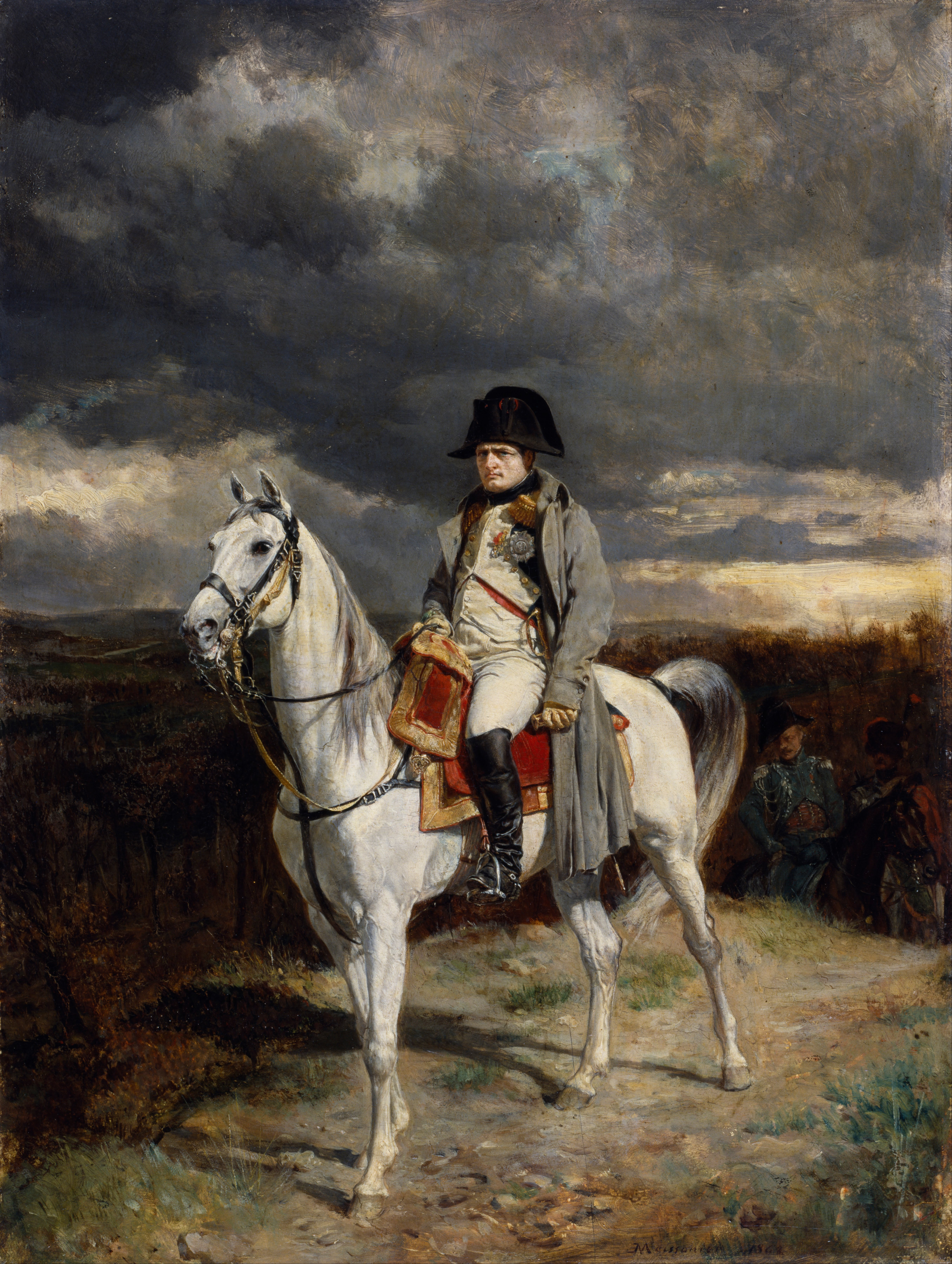
Ernest Meissonier, Napoléon 1er en 1814 (1863), Baltimore, Walters Art Gallery.

Sous Louis-Philippe, la peinture d'histoire était partagée par deux esthétiques, la tradition néo-classique héritée de David présente dans les peintures de Ingres ou Georges Rouget, et le Romantisme représentatif de la modernité en 1830-1840 présent chez Delacroix ou Horace Vernet. Napoléon III soutient l'art académique contre les tenants de l'école Réaliste et plus tard de l'impressionnisme. Ceux-ci délaissent la peinture d'histoire pour s'en tenir à des sujets contemporains et à la peinture de genre. La peinture napoléonienne est représentée par les peintres officiels du régime, dont le style allégorique et minutieux est récompensé par des achats de l'État et des prix de l'académie des Beaux-arts aux Salons de peinture et de sculpture.

#### Meissonnier
Le peintre le plus représentatif de cette période est Ernest Meissonnier, qui peint sous Napoléon III plusieurs tableaux évoquant l'histoire napoléonienne, une des particularités de Meissonier est de ne pas chercher à évoquer un événement précis des guerres napoléoniennes mais plutôt de suggérer le souffle de l'épopée. Son œuvre la plus connue est 1814 qui représente l'empereur et son état-major pendant la campagne de France.

#### Monuments équestres de Napoléon

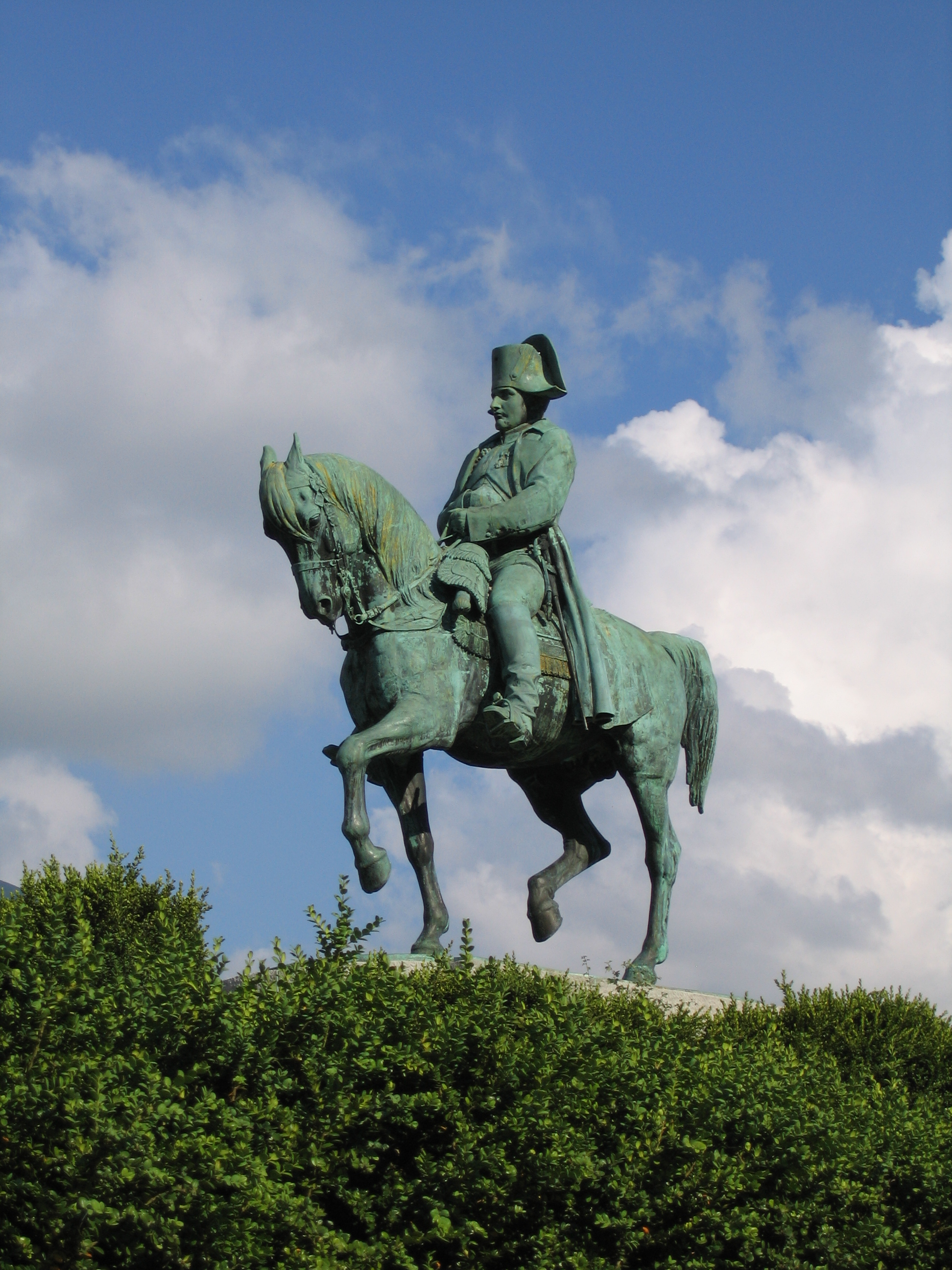
Emmanuel Frémiet statue équestre de Napoléon Ier à Laffrey (1868)

L'accession au trône de Napoléon III va susciter entre 1853 et 1868 la création de plusieurs statues équestres de Napoléon Ier commandées par des municipalités. En 1853, le maire de La Roche-sur-Yon lança une souscription pour la réalisation d'une statue de Napoléon réalisée par le statuaire Émilien de Nieuwerkerke, destinée à orner la place Napoléon, elle fut inaugurée le 20 août 1854. Un an plus tard, ce fut au tour du maire de Cherbourg de commémorer la figure de l'Empereur, en proposant à Napoléon III de faire une statue équestre de Napoléon coulée dans le bronze des canons pris à la bataille de Sébastopol. Un concours fut organisé, et le jury désigna le projet d'Armand Le Véel. Élève de Rude, il s'inspira d'une maquette que son maître avait réalisée en 1849 pour un projet qui n'aboutit pas. La statue fut inaugurée le 9 mars 1858. En 1864, la ville de Montereau fit ériger sa statue, pour célébrer le cinquantenaire de la bataille de Montereau. Le monument fut réalisé par Charles-Pierre Pajol. En 1865, le sculpteur animalier Antoine-Louis Barye sculpta pour la ville d'Ajaccio, une statue équestre qui diffère des précédentes par la représentation de Napoléon en empereur romain, référence directe à la statue de Marc Aurèle. Le dernier monument équestre réalisé sous le Second Empire en 1868, fut l'œuvre d'Emmanuel Frémiet pour la ville de Grenoble. Après la défaite de 1870, la statue fut déboulonnée, et déplacée en 1929 dans la ville voisine de Laffrey au lieu-dit de la prairie de la Rencontre où le 7 mars 1815 Napoléon avait fait face à un détachement d'infanterie de ligne envoyé pour l'arrêter.

### Sous la Troisième République

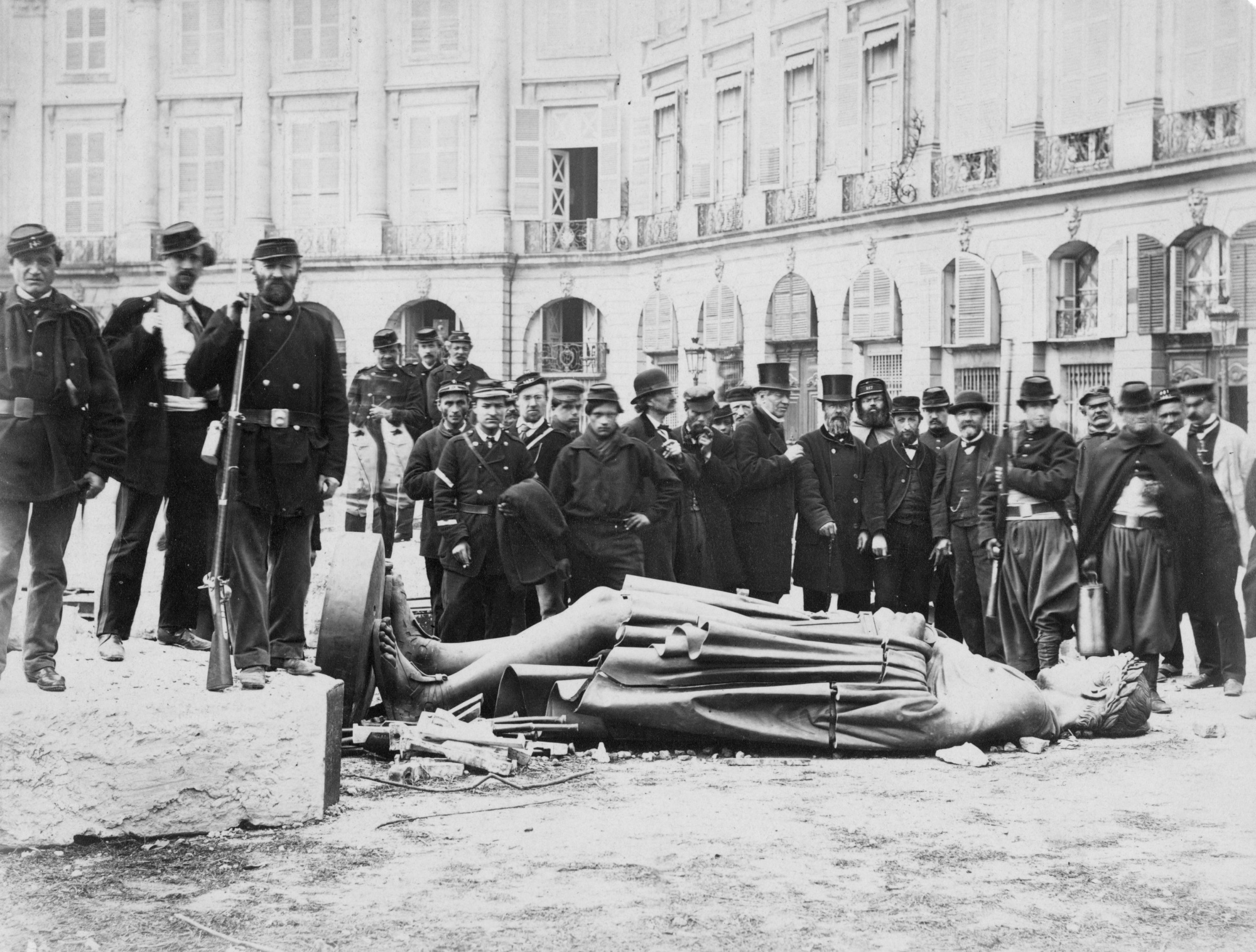
La statue de Napoléon abattue par les communards le 16 mai 1871

Pendant la chute du Second Empire, la figure de Napoléon est confondue avec celle de son successeur, la statue de Napoléon par Auguste Dumont se trouvant sur la colonne Vendôme est à nouveau abattue par les communards.
Mais contrairement à la Commune, le nouveau pouvoir républicain préfère récupérer lui aussi l'image de l'empereur pour symboliser la revanche de la défaite de 1870. Jusqu'à la Première Guerre mondiale, les salons officiels de peinture continuent d'exposer des tableaux à sujets napoléoniens. Job entretient la légende par les albums pour la jeunesse qu'il illustre dont Le Grand Napoléon des petits enfants.

#### Édouard Detaille
Disciple de Meissonier, Édouard Detaille, jusqu'à sa mort en 1912, poursuit la légende napoléonienne et peint plusieurs toiles de factures plus allégoriques. Ses portraits de Napoléon sont peints avec le même souci d'exactitude historique, notamment dans le soin pris dans les détails des uniformes. L'une de ses œuvres les plus remarquées est Le Rêve qui montre des soldats de 1870 endormis rêvant de la grande armée ; dans cette œuvre, sans montrer Napoléon, il idéalise l'armée napoléonienne.

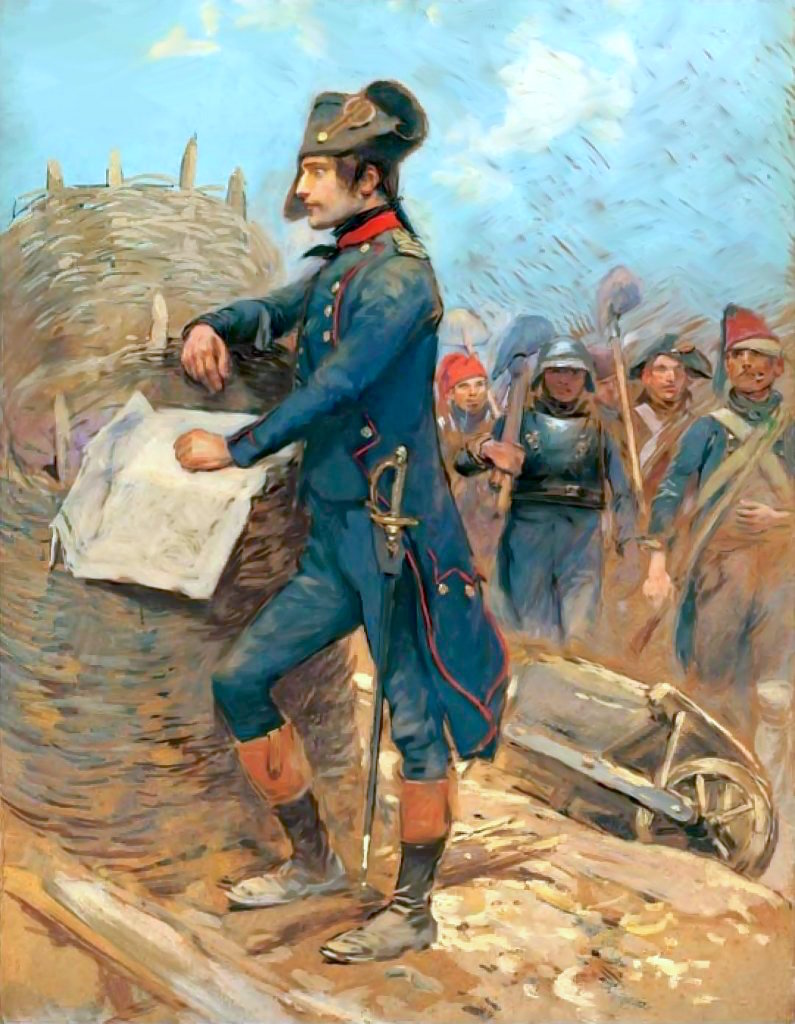
Detaille, Bonaparte à Toulon. Collection du musée de l'Armée (Paris)
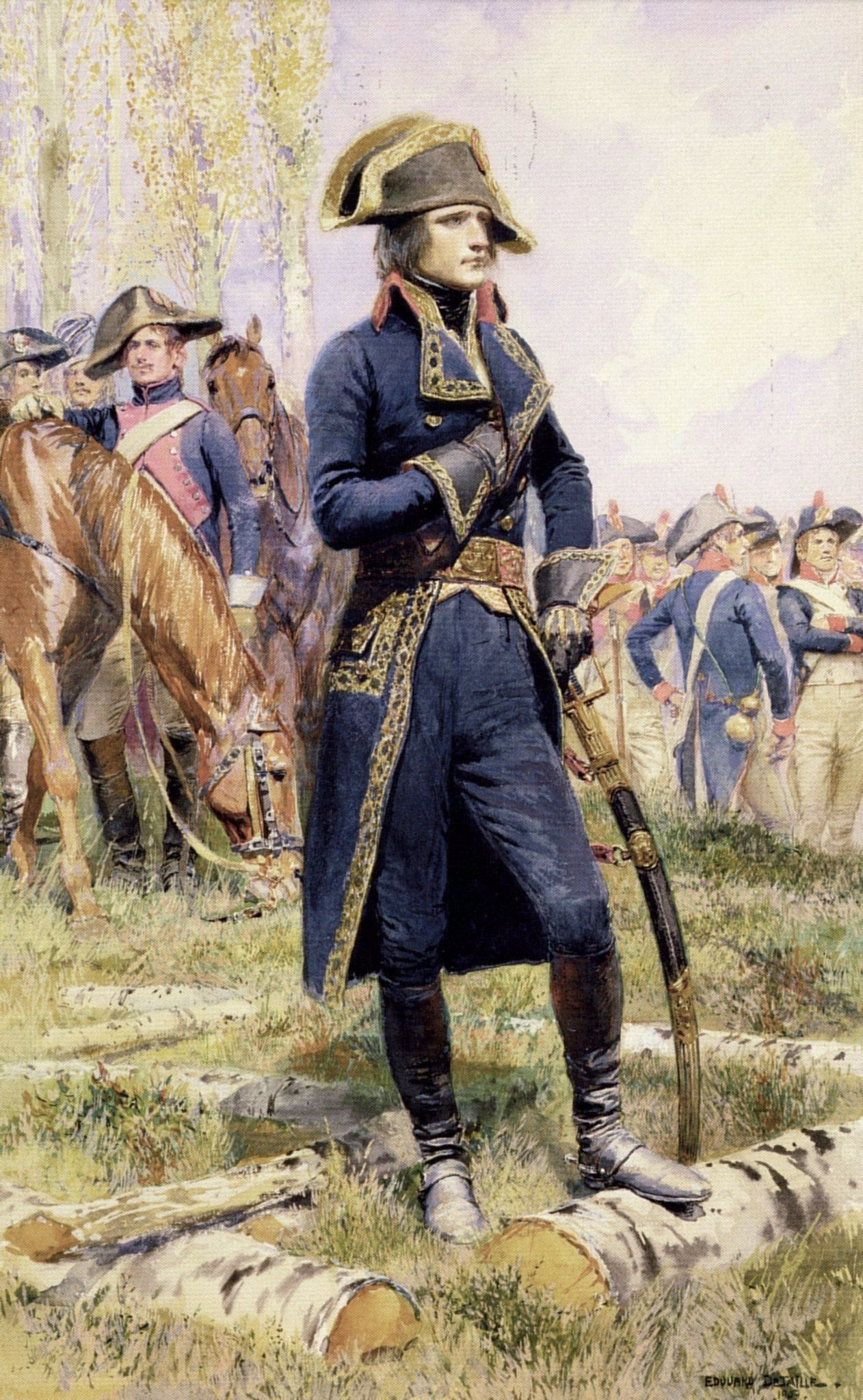
Detaille, Bonaparte en Italie. Collection du musée de l'Armée (Paris)
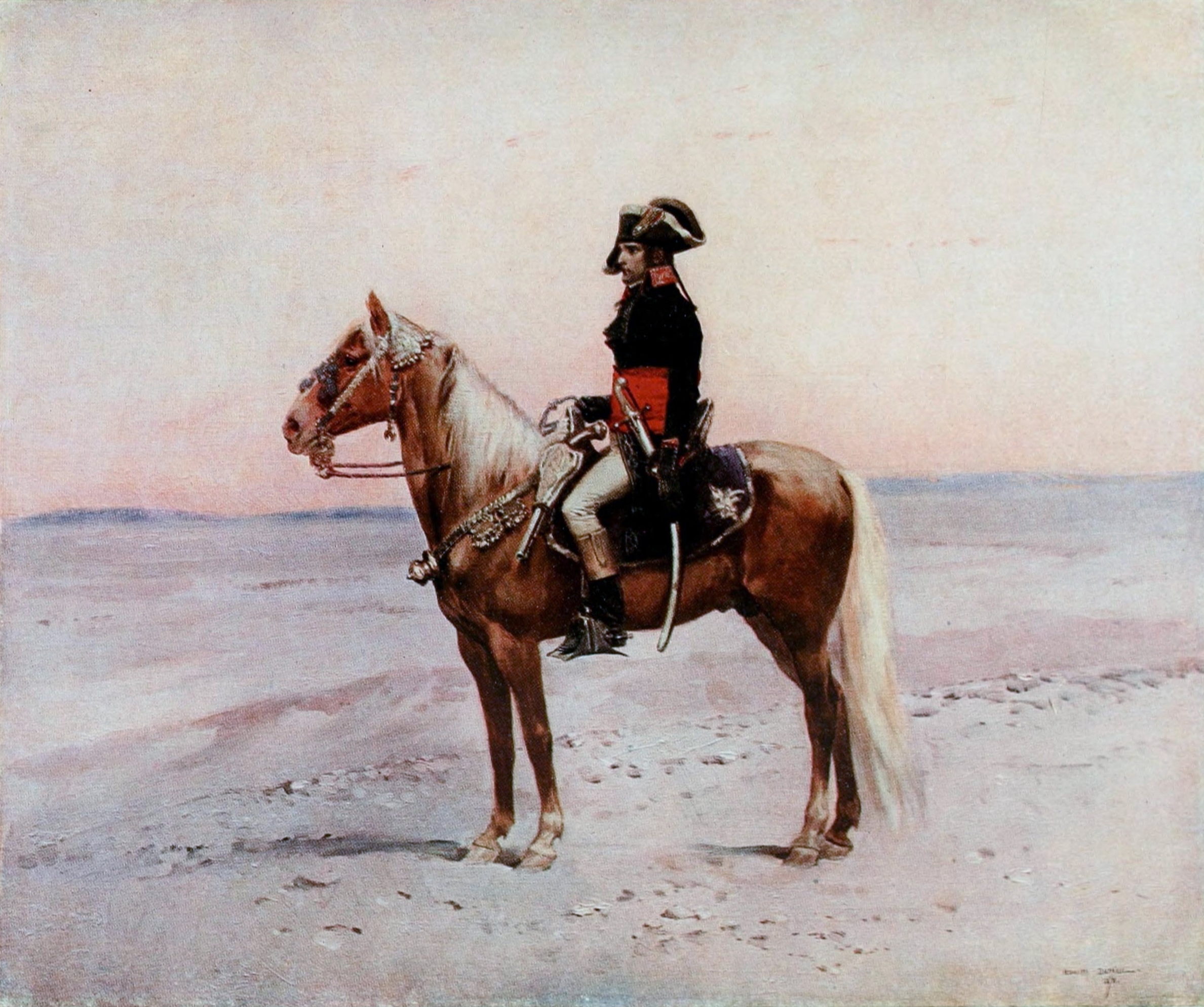
Detaille, Bonaparte pendant la campagne d'Egypte
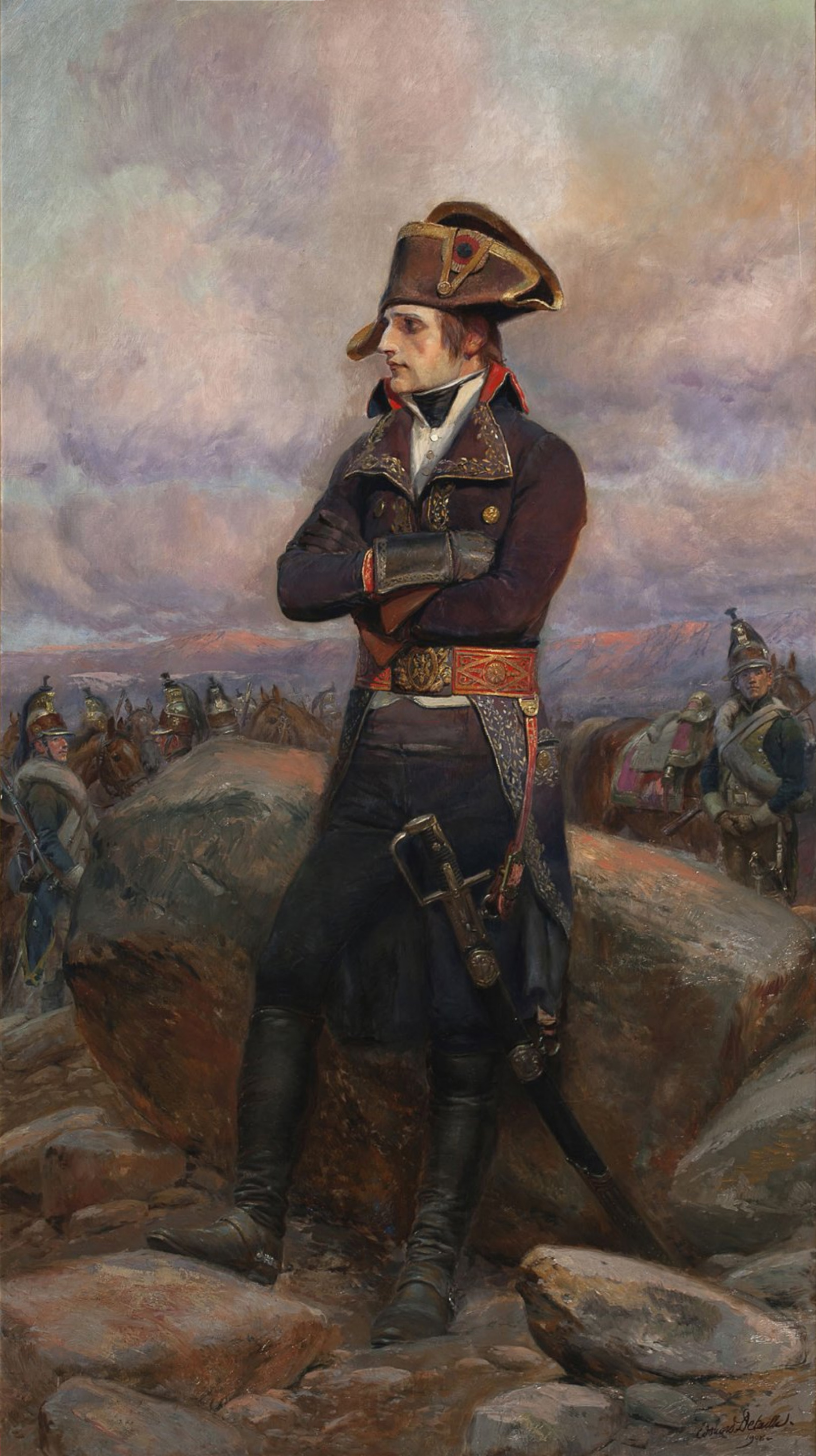
Detaille, Portrait de Bonaparte en 1798
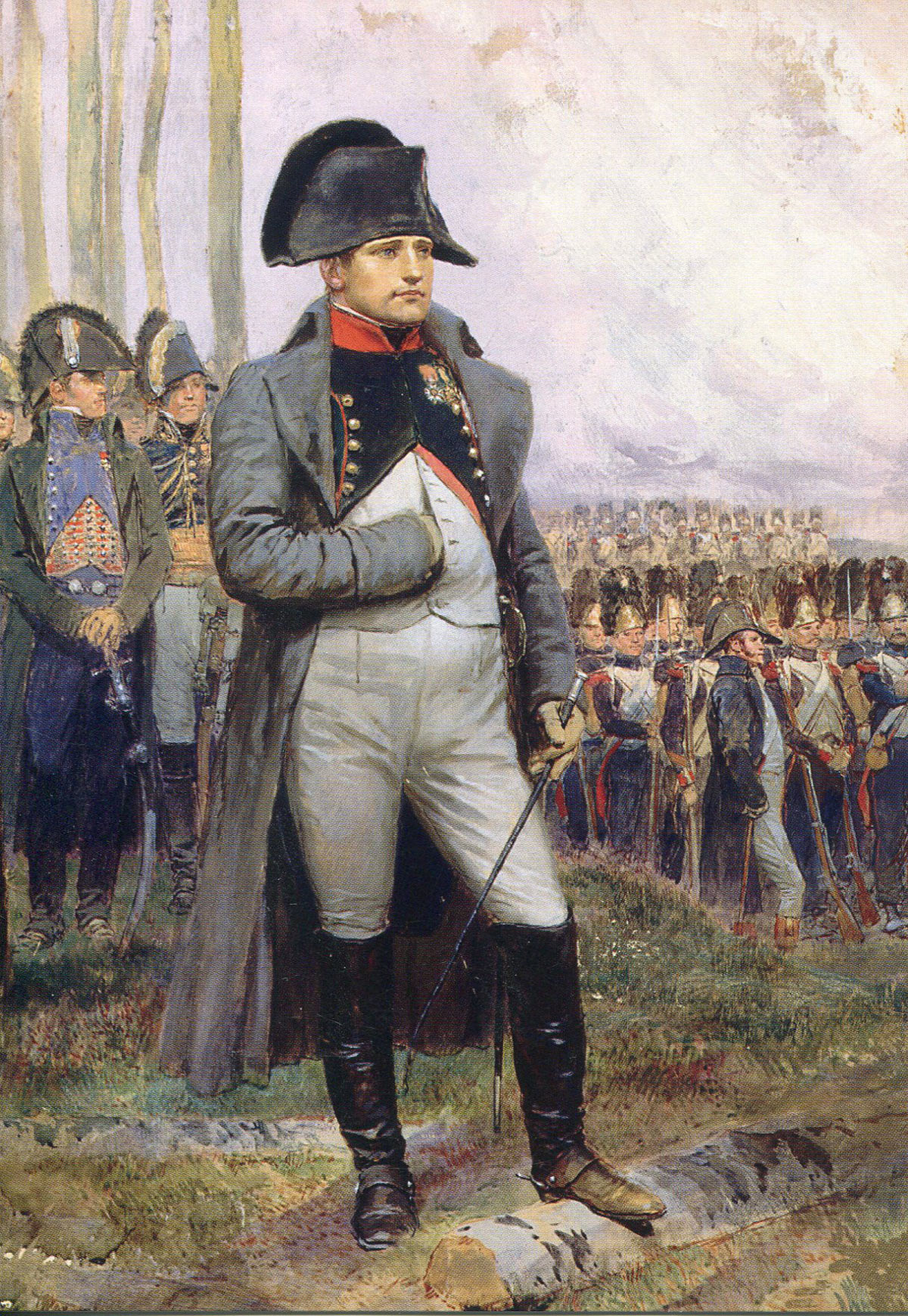
Detaille, Napoléon en 1806
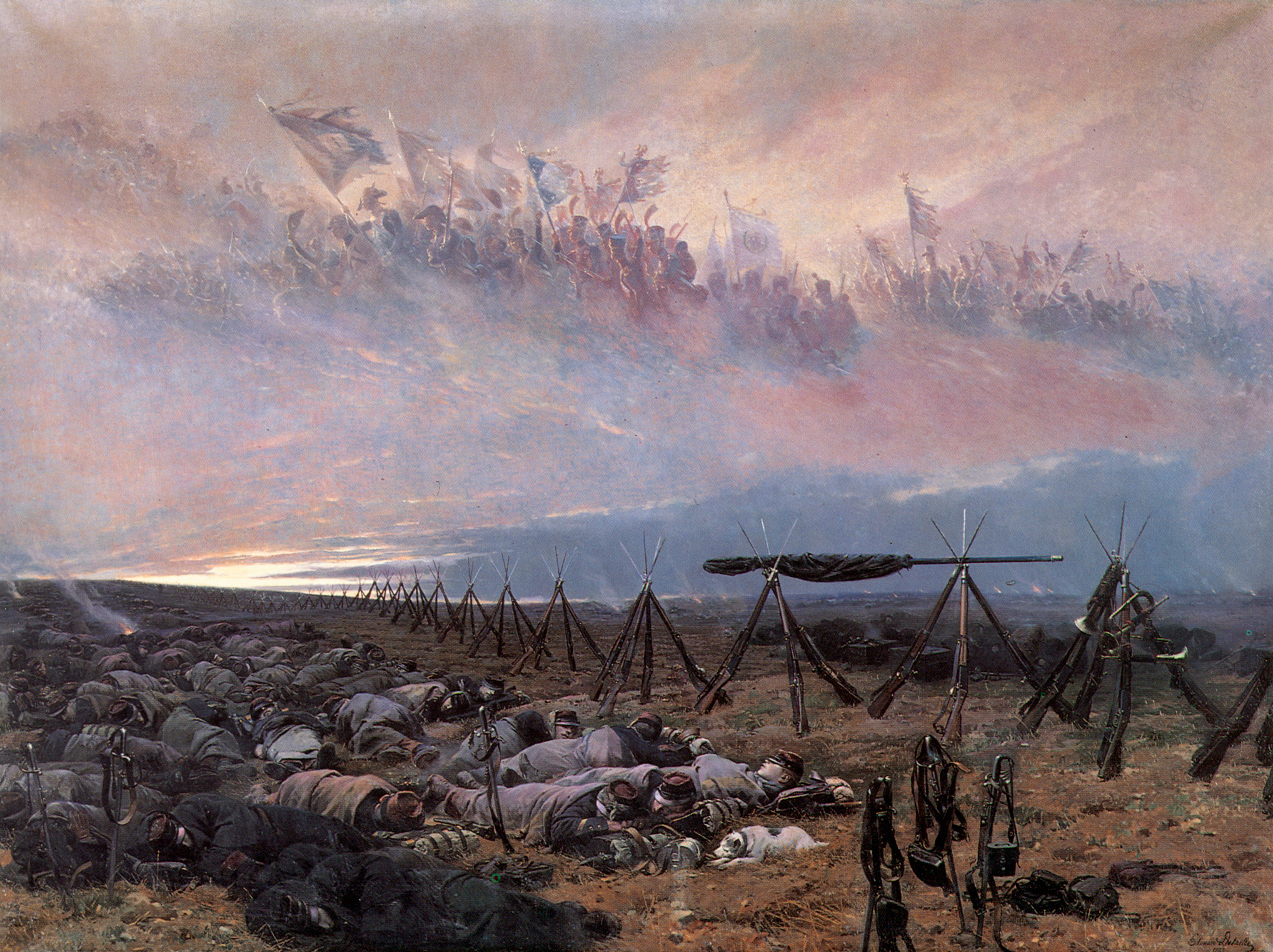
Detaille, Le Rêve